# Llista d'episodis de Bola de Drac Z
La segona sèrie de les tres de l'anime Bola de Drac Z, derivades del manga amb el mateix nom consta de 291 episodis. Aquest anime va ser produït per Toei Animation i estrenat al Japó a Fuji TV el 26 d'abril de 1989 fins al 31 de gener de 1996. Està precedida per Bola de Drac, que adapta els primers 16 volums, i seguida per Bola de Drac GT, una història original de l'anime. Aquests 291 episodis estan dividits en diverses sagues o temporades.
A Catalunya, la sèrie s'emet a l'SX3. S'ha emès també a TV3, 33, K3, Canal Super3 i Canal 3XL. També es va emetre per Canal Nou, amb doblatge valencià, fins l'episodi 213.

## Temporades
| Temporada | Temporada                                 | Episodis | Episodis | #  | #  | Dates d'emissió        | Dates d'emissió        | Dates d'emissió en català | Dates d'emissió en català |
| Temporada | Temporada                                 | Episodis | Episodis | #  | #  | Primera emissió        | Última emissió         | Primera emissió           | Última emissió            |
| --------- | ----------------------------------------- | -------- | -------- | -- | -- | ---------------------- | ---------------------- | ------------------------- | ------------------------- |
|           | Els Saiyans                               | 1-35     | 1-35     | 35 | 35 | 26 d'abril de 1989     | 7 de febrer de 1990    | 17 d'octubre de 1991      | 4 de desembre de 1991     |
|           | El planeta Namek                          | 36-74    | 36-74    | 39 | 39 | 14 de febrer de 1990   | 23 de gener de 1991    | 5 de desembre de 1991     | 29 de gener de 1992       |
|           | Freezer                                   | 75-107   | 75-107   | 33 | 33 | 30 de gener de 1991    | 11 de setembre de 1991 | 30 de gener de 1992       | 4 de novembre de 1992     |
|           | El retorn d'en Garlick Jr.                | 108-117  | 108-117  | 10 | 10 | 18 de setembre de 1991 | 20 de novembre de 1991 | 5 de novembre de 1992     | 18 de novembre de 1992    |
|           | Els Androides                             | 118-139  | 118-139  | 22 | 22 | 27 de novembre de 1991 | 13 de maig de 1992     | 19 de novembre de 1992    | 18 de desembre de 1992    |
|           | Cèl·lula                                  | 140-165  | 140-165  | 26 | 26 | 20 de maig de 1992     | 18 de novembre de 1992 | 21 de desembre de 1992    | 4 de novembre de 1993     |
|           | El torneig d'en Cèl·lula                  | 166-194  | 166-194  | 29 | 29 | 25 de novembre de 1992 | 21 de juliol de 1993   | 5 de novembre de 1993     | 28 d'abril de 1994        |
|           | El Torneig d'Arts Marcials de l'Altre Món | 195-199  | 195-199  | 5  | 5  | 28 de juliol de 1993   | 1 de setembre de 1993  | 29 d'abril de 1994        | 5 de maig de 1994         |
|           | El 25è Torneig d'Arts Marcials            | 200-219  | 200-219  | 20 | 20 | 8 de setembre de 1993  | 2 de març de 1994      | 6 de maig de 1994         | 6 de febrer de 1995       |
|           | El mag Babidí                             | 220-253  | 220-253  | 34 | 34 | 9 de març de 1994      | 25 de gener de 1995    | 7 de febrer de 1995       | 19 de juny de 1995        |
|           | El monstre Buu                            | 254-291  | 254-291  | 38 | 38 | 1 de febrer de 1995    | 31 de gener de 1996    | 20 de juny de 1995        | 4 de juliol de 1997       |

## Episodis

### Els Saiyans (1989-1990)
| # | Títol en català | Adaptat  | Data d'estrena al Japó | Data d'estrena a Catalunya | Data d'estrena a Catalunya | Audiència Canal 3XL (espectadors/share) |
| # | Títol en català | Adaptat  | Data d'estrena al Japó | Original                   | Canal 3XL                  | Audiència Canal 3XL (espectadors/share) |
| --- | --- | -------- | ---------------------- | -------------------------- | -------------------------- | --------------------------------------- |
| 1 | Apareix un mini Son Goku. Sóc en Son Gohan! Mini Gokū wa Obotchama! Boku Gohan Desu. (ミニ悟空はおぼっちゃま! ボク悟飯です。)                                                      | 195      | 26 d'abril de 1989     | 17 d'octubre de 1991       | 20 d'abril de 2012         | 51.000 / 1,7%                           |
| Després de casar-se amb na Xixi, en Son Goku s'ha instal·lat a l'antiga casa del seu avi, on fa una vida tranquil·la al costat de la seva dona i el seu fill, en Son Gohan. Però aquesta pau està a punt d'acabar-se amb l'arribada d'en Raditz, un guerrer de l'espai que s'ha presentat a la Terra buscant el seu germà, en Son Goku!                                                                                        | |          |                        |                            |                            |                                         |
| 2 | El guerrer més poderós de tots els temps és el germà del Son Goku! Shijō Saikyō no Senshi wa Gokū no Ani Datta! (史上最強の戦士は悟空の兄だった!)                                  | 196-197  | 3 de maig de 1989      | 18 d'octubre de 1991       | 21 d'abril de 2012         | 32.000 / 1,5%                           |
| En Raditz, sorprès d'haver-se trobat en Son Goku fent una vida tranquil·la a l'illa d'en Follet Tortuga, li ha explicat el seu passat de veritat. En Son Goku és un alienígena que pertany a la raça dels saiyans, un poble guerrer que ara es dedica a dominar planetes de l'univers. En Raditz recordarà a en Son Goku la seva missió a la Terra: eliminar tota la raça humana.                                              | |          |                        |                            |                            |                                         |
| 3 | Aquí el tenim! Aquest és l'equip més fort de la Terra! Yatta! Kore ga chijō saikyō no konbi da! (やった！これが地上最強のコンビだ！)                                               | 198-199  | 10 de maig de 1989     | 21 d'octubre de 1991       | 21 d'abril de 2012         | 34.000 / 1,3%                           |
| En Raditz, després de la negativa d'en Son Goku de col·laborar amb ell, ha decidit segrestar-li el seu fill, en Son Gohan. En Son Goku, conscient que és incapaç de derrotar en Raditz tot sol, demanarà ajuda a en Cor Petit, el seu antic enemic. Els dos guerrers més forts del món lluitaran per salvar el planeta del nou perill que suposa l'arribada dels guerrers de l'espai.                                          | |          |                        |                            |                            |                                         |
| 4 | L'as a la màniga d'en Cor Petit! En Son Gohan és un ploramiques! Piccolo no Kirifuda! Gohan wa Nakimushikun (ピッコロの切り札! 悟飯は泣きむしクン)                                 | 200-202  | 17 de maig de 1989     | 22 d'octubre de 1991       | 22 d'abril de 2012         | 80.000 / 2,4%                           |
| Comença el combat d'en Raditz contra en Son Goku i en Cor Petit. La tecnologia avançada, les tècniques destructores i la força superior del guerrer de l'espai fan que en Cor Petit es vegi obligat a posar en pràctica una estratègia per aprofitar al màxim les forces que els queden. Mentrestant, en Son Gohan continua intentant fugir de la nau d'en Raditz.                                                             | |          |                        |                            |                            |                                         |
| 5 | En Son Goku mor! Només queda una oportunitat! Gokū Shisu! Rasuto Chansu wa Ichido dake (悟空死す! ラストチャンスは一度だけ)                                                        | 203-204  | 24 de maig de 1989     | 23 d'octubre de 1991       | 22 d'abril de 2012         | 80.000 / 2,4%                           |
| Amb l'objectiu de derrotar en Raditz i salvar la raça humana, en Son Goku s'ha vist obligat a canviar l'estratègia d'en Cor Petit i sacrificar la seva vida. Abans de morir, en Raditz ha deixat clar que abans d'un any vindran altres guerrers de l'espai a acabar la seva feina. L'única manera de tornar en Son Goku al món dels vius és trobant les set Boles de Drac.                                                    | |          |                        |                            |                            |                                         |
| 6 | El déu Enma també se sorprèn. La lluita en el Més Enllà Enmasama mo Bikkuri. Ano Yo de Faito (エンマ様もビックリ あの世でファイト)                                                 | 205-206  | 7 de juny de 1989      | 24 d'octubre de 1991       | 23 d'abril de 2012         | 110.000 / 3,5%                          |
| A la Terra, els amics d'en Son Goku han començat a buscar les set Boles de Drac perquè pugui tornar al món dels vius abans que tornin els guerrers de l'espai, tal com va advertir en Raditz abans de morir. En el Més Enllà, en Son Goku es trobarà amb el déu Enma i sabrà que per derrotar els guerrers de l'espai haurà de fer un llarg viatge per entrenar-se amb el déu Kaito.                                           | |          |                        |                            |                            |                                         |
| 7 | Dinosaures i supervivència! L'entrenament ferotge d'en Son Gohan! Kyōryū to Sabaibaru! Gohan no Tsurai Shugyō (恐竜とサバイバル! 悟飯のツライ修行)                                 | 207      | 14 de juny de 1989     | 25 d'octubre de 1991       | 23 d'abril de 2012         | 111.000 / 3,3%                          |
| Després de la mort d'en Son Goku, en Cor Petit es farà càrrec de l'educació i de l'entrenament d'en Son Gohan. I això vol dir que se li ha acabat la bona vida! En Cor Petit coneix el poder secret del fill d'en Son Goku i està disposat a fer que el seu pare se'n senti orgullós. D'entrada, haurà d'aprendre a sobreviure sis mesos en un desert ple de perills totalment desconeguts per ell.                            | |          |                        |                            |                            |                                         |
| 8 | La gran transformació de la nit de Lluna plena! El poder secret d'en Son Gohan! Tsuki no kagayaku yoru ni daihenshin! Gohan pawā no himitsu (月の輝く夜に大変身! 悟飯パワーの秘密) | 208-209  | 21 de juny de 1989     | 28 d'octubre de 1991       | 24 d'abril de 2012         | 73.000 / 2%                             |
| La vida al desert és molt dura i en Cor Petit no es pot creure que el fill d'en Son Goku sigui tan ploramiques. Tot i així, el continua seguint amb atenció, conscient que el futur de la Terra pot dependre d'ell. La primera nit de Lluna plena, en Cor Petit serà testimoni d'una transformació que el deixarà sense paraules. Un Son Gohan totalment transformat deixarà anar tota la seva ràbia.                          | |          |                        |                            |                            |                                         |
| 9 | Ho sento, senyor Robot! Cauen llàgrimes en el desert Gomen ne Robotto-san sabaku ni kieta namida (ゴメンねロボットさん 砂漠に消えた涙)                                             | Original | 28 de juny de 1989     | 29 d'octubre de 1991       | 24 d'abril de 2012         | 73.000 / 2%                             |
| Després de la increïble transformació, en Son Gohan s'ha despertat en la seva forma original i sense cua. La vida en el desert continua i en Son Gohan es troba les restes d'un robot, el reconstrueix i es converteix en el seu primer gran amic. Però avui el fill d'en Son Goku està a punt d'aprendre que la vida és molt dura i que els amics no són per sempre.                                                          | |          |                        |                            |                            |                                         |
| 10 | No ploris, Son Gohan! Comença la batalla! Naku na Gohan! Hajimete no tatakai (泣くな悟飯! はじめての戦い)                                                                          | Original | 5 de juliol de 1989    | 30 d'octubre de 1991       | 25 d'abril de 2012         | 82.000 / 2,4%                           |
| Mentre continua adaptant-se a la vida del desert, en Son Gohan cura un dinosaure ferit que s'acaba convertint gairebé en la seva mascota. Però la vida és molt dura i en Son Gohan encara no està preparat per encaixar depèn de quines experiències. Mentrestant, en Ten Shin Han, en Xaos, en Krilin i en Iamxa han decidit que començaran a entrenar-se per afrontar l'amenaça de la invasió.                               | |          |                        |                            |                            |                                         |
| 11 | Es desperten els guerrers de l'espai, els més forts de l'Univers! Uchū ichi no kyōsenshi Saiya-jin mezameru! (宇宙一の強戦士 サイヤ人めざめる！)                                   | 209      | 12 de juliol de 1989   | 31 d'octubre de 1991       | 25 d'abril de 2012         | 82.000 / 2,4%                           |
| En Vegeta i en Nappa, els dos guerrers de l'espai que es dirigeixen cap a la Terra per acabar la feina que en Raditz va deixar a mitges, s'aturen en un petit planeta per estudiar-ne el potencial. Després de deixar-se capturar per diversió, els habitants del planeta descobriran per què els saiyans són considerats els guerrers més destructius i més despietats de tot l'univers.                                      | |          |                        |                            |                            |                                         |
| 12 | La migdiada en el Camí de la Serp, la caiguda d'en Son Goku Hebi no michi de inemuri Gokū ga okkochiru (蛇の道でいねむり 悟空が落っこちる)                                         | Original | 19 de juliol de 1989   | 1 de novembre de 1991      | 26 d'abril de 2012         |                                         |
| Falten 9 mesos perquè els dos temibles guerrers de l'espai arribin a la Terra, i en Son Gohan continua amb el seu entrenament de supervivència. Avui en Cor Petit mostrarà tota la seva fúria, amb uns resultats desastrosos. D'altra banda, en Son Goku, que per fi està a punt de completar el Camí de la Serp per trobar-se amb el déu Kaito, cometrà el greu error d'adormir-se.                                           | |          |                        |                            |                            |                                         |
| 13 | Mans fora! La fruita prohibida del déu Enma Te o dasu na! Enma-sama no himitsu no kudamono (手を出すな！エンマ様の秘密の果実)                                                      | Original | 26 de juliol de 1989   | 4 de novembre de 1991      | 26 d'abril de 2012         |                                         |
| Després d'haver comès el greu error d'adormir-se, en Son Goku s'ha despertat a l'infern, convençut que ha arribat al final del Camí de la Serp. Aviat descobrirà on és, quan conegui els dos ogres guardians que li asseguraran que, si supera tot de proves d'allò més estrafolàries, li explicaran com tornar al Camí de la Serp.                                                                                            | |          |                        |                            |                            |                                         |
| 14 | Dolça temptació! L'hospitalitat de la Princesa Serp Ama~i yūwaku! Hebihimesama no omotenashi (あま～い誘惑！蛇姫さまのおもてなし)                                                  | Original | 2 d'agost de 1989      | 5 de novembre de 1991      | 27 d'abril de 2012         | 66.000 / 2,4%                           |
| En Son Goku ha entrat en un palau del Camí de la Serp i està convençut que per fi ha trobat el déu Kaito. Poc s'imagina que ha caigut a la trampa de la Princesa Serp, que té la intenció de quedar-se'l presoner per sempre més. D'altra banda, en Krilin, en Iamxa, en Xaos, en Ten Shin Han i en Yajirobai han començat amb els entrenaments.                                                                               | |          |                        |                            |                            |                                         |
| 15 | S'ha de fugir d'en Cor Petit! En Son Gohan invoca una tempesta! Pikkoro kara no dasshutsu! Arashi o yobu Gohan (ピッコロからの脱出！嵐を呼ぶ悟飯)                                  | Original | 9 d'agost de 1989      | 6 de novembre de 1991      | 27 d'abril de 2012         | 66.000 / 2,4%                           |
| Aprofitant que en Cor Petit és en un altre lloc entrenant-se, en Son Gohan, tip de les peripècies pel desert, ha decidit que se'n vol tornar a casa seva. Per arribar-hi, s'ha construït un rai ell mateix i es disposa a travessar el mar. Aviat, però, es veurà atrapat per una tempesta terrible que podria ser el seu final. Pot ser que ell sol hagi posat fi a la gran aventura que l'espera, abans d'haver-la començat? | |          |                        |                            |                            |                                         |
| 16 | Corre, Son Gohan! La Xixi t'espera al mont Paos Hashire Gohan! Chichi no matsu natsukasi no paozu yama (走れ悟飯！チチの待つなつかしのパオズ山)                                    | Original | 16 d'agost de 1989     | 7 de novembre de 1991      | 28 d'abril de 2012         | 49.000 / 1,8%                           |
| Set nens orfes que viuen sols han trobat el cos d'en Son Gohan agonitzant en una platja. Per tornar-los el favor, en Son Gohan els ajudarà a fugir de la policia, que els vol capturar. El cap dels orfes acompanyarà en Son Gohan al mont Paos, però abans d'entrar a casa haurà de decidir si es vol continuar entrenant per salvar la humanitat, o si abandona...                                                           | |          |                        |                            |                            |                                         |
| 17 | La ciutat sense futur! El llarg camí cap a la victòria Asu naki machi! Shōri e no tōi michinori (明日なき街! 勝利への遠い道のり)                                                   | 210      | 30 d'agost de 1989     | 8 de novembre de 1991      | 28 d'abril de 2012         | 49.000 / 1,8%                           |
| Com a part del seu entrenament, el senyor Popo ha proposat que en Ten Shin Han, en Iamxa, en Krilin i en Xaos facin un viatge en el temps amb l'objectiu de descobrir les seves limitacions i de conèixer de primera mà els seus enemics, els guerrers de l'espai. Aviat apareixeran al planeta Vegeta per enfrontar-se en un combat brutal contra dos guerrers de la raça dels saiyans.                                       | |          |                        |                            |                            |                                         |
| 18 | El final del Camí de la Serp! Vostè és el Déu Kaito? Shūte~n hebi no michi! Omee kaiō-sama ka? (終点～ん蛇の道! おめえが界王様か?)                                                 | 210      | 6 de setembre de 1989  | 11 de novembre de 1991     | 29 d'abril de 2012         |                                         |
| La nau que va portar en Son Goku a la Terra fa un munt d'anys projectarà una lluna plena que provocarà la transformació d'en Son Gohan. En la seva forma de goril·la gegant, iniciarà un combat contra en Cor Petit i el podria acabar matant. D'altra banda, en Son Goku per fi arribarà al final del Camí de la Serp i es trobarà cara a cara amb un Kaito molt diferent del que s'esperava.                                 | |          |                        |                            |                            |                                         |
| 19 | Lluita contra la gravetat! Atrapa el Bombolla! Jūryoku to no tatakai! Baburusu-kun o tsukamaero (重力との戦い! バブルス君をつかまえろ)                                             | 210-211  | 13 de setembre de 1989 | 12 de novembre de 1991     | 29 d'abril de 2012         |                                         |
| Després de superar la prova d'accés, que consistia a fer riure tot un geni de l'humor com el déu Kaito, el gran mestre decideix començar els entrenaments amb en Son Goku. La primera prova serà atrapar el Bombolla, el goril·la d'en Kaito, una feina gens fàcil, tenint en compte que al planeta d'en Kaito la gravetat és deu vegades superior a la de la Terra!                                                           | |          |                        |                            |                            |                                         |
| 20 | La llegenda dels guerrers de l'espai reviu! Les arrels d'en Son Goku Yomigaeru Saiya-jin densetsu! Gokū no rūtsu (よみがえるサイヤ人伝説! 悟空のルーツ)                            | 211      | 20 de setembre de 1989 | 13 de novembre de 1991     | 30 d'abril de 2012         | 66.000 / 2,4%                           |
| La prova següent que ha de superar en Son Goku és molt més complicada que l'anterior. Ha de tocar el Gregory, el grill màgic d'en Kaito, amb una massa gegant. Després de sentir la llegenda dels guerrers de l'espai, de la destrucció del planeta Vegeta i de saber més coses de les seves arrels, en Son Goku estarà molt més motivat per dur a terme la feina que li ha encomanat en Kaito.                                | |          |                        |                            |                            |                                         |
| 21 | Apareix el drac Sheron! Els guerrers de l'espai arriben a la Terra Ide yo Shenron! Saiya-jin tsui ni chikyū tōchaku (いでよ神龍! サイヤ人ついに地球到着)                           | 212-213  | 27 de setembre de 1989 | 14 de novembre de 1991     | 30 d'abril de 2012         | 65.000 / 2,1%                           |
| Després d'haver completat l'entrenament amb el déu Kaito, na Bulma ha invocat el drac Sheron perquè torni en Son Goku al món dels vius. Només falten dos dies perquè els guerrers de l'espai arribin a la Terra. El problema ara és que en Son Goku trigarà més de dos dies a tornar a recórrer tot el Camí de la Serp! | |          |                        |                            |                            |                                         |
| 22 | No pot ser! Saibamans nascuts a la Terra! Nna baka na!! Tsuchi kara umareta Saibaiman (んなバカな!! 土から生まれたサイバイマン)                                                    | 213-214  | 11 d'octubre de 1989   | 15 de novembre de 1991     | 1 de maig de 2012          |                                         |
| Per fi ha arribat el dia més temut de tots: en Vegeta i en Nappa han aterrat al planeta Terra i han anunciat la seva arribada destruint la capital de l'est. Quan s'han presentat al lloc de la devastació, en Son Gohan, en Cor Petit i en Krilin han vist com en Nappa plantava unes llavors a terra i com, en qüestió de segons, en naixien unes criatures espantoses conegudes amb el nom de saibamans.                    | |          |                        |                            |                            |                                         |
| 23 | En Iamxa mor! Els temibles saibamans! Yamucha shisu! Osorubeki Saibaiman (ヤムチャ死す! 恐るべきサイバイマン)                                                                      | 214-215  | 18 d'octubre de 1989   | 18 de novembre de 1991     | 1 de maig de 2012          |                                         |
| En Iamxa, en Ten Shin Han, en Xaos, en Krilin, en Son Gohan i en Cor Petit estan disposats a resistir fins que en Son Goku hagi acabat de recórrer el Camí de la Serp, però el combat per salvar el planeta Terra avui es cobrarà la primera víctima. En Iamxa, el primer d'enfrontar-se a un dels saibamans, es confiarà massa i ho acabarà pagant amb la vida.                                                               | |          |                        |                            |                            |                                         |
| 24 | Adéu, Ten Shin Han! L'estratègia suïcida d'en Xaos Sayonara Ten-san! Chaozu no sutemi no senpō (さよなら天さん! 餃子の捨て身の戦法)                                                | 216-217  | 25 d'octubre de 1989   | 19 de novembre de 1991     | 2 de maig de 2012          |                                         |
| Després que en Krilin, furiós per la pèrdua del seu amic Iamxa, s'hagi carregat la resta dels saibamans, comença el combat de debò contra els guerrers de l'espai. En Nappa inicia un atac brutal contra en Ten Shin Han, però en Xaos, en un intent de salvar tots els seus companys, decideix sacrificar la seva vida per destruir el temible guerrer de l'espai.                                                            | |          |                        |                            |                            |                                         |
| 25 | En Ten Shin Han crida! És l'últim cop que faig servir la meva tècnica! Tenshinhan zekkyō!! Kore ga saigo no kikōhō da (天津飯絶叫!! これが最後の気孔砲だ!)                         | 218-219  | 1 de novembre de 1989  | 20 de novembre de 1991     | 2 de maig de 2012          |                                         |
| Després d'haver patit un dels atacs devastadors d'en Nappa, i ple de ràbia per la pèrdua d'en Xaos, en Ten Shin Han decideix enfrontar-se al temible guerrer de l'espai, però de seguida descobreix que no té res a fer-hi. Quan en Son Gohan, en Cor Petit i en Krilin es preparen per plantar cara a en Nappa, en Ten Shin Han, en un últim esforç brutal, torna a llançar un atac definitiu contra el seu enemic.           | |          |                        |                            |                            |                                         |
| 26 | L'espera intensa de tres hores! El tren bala Kinton! Hitasura matte san jikan! Dangan hikō no kinto-un (ひたすら待って３時間! 弾丸飛行の筋斗雲)                                    | 220      | 8 de novembre de 1989  | 21 de novembre de 1991     | 3 de maig de 2012          |                                         |
| Just quan en Nappa està a punt de vèncer en Krilin, en Son Gohan i en Cor Petit, en Vegeta, que sap que en Son Goku no trigarà a arribar, declara una treva de tres hores. En Nappa aprofitarà aquest temps per protagonitzar una altra onada de destrucció de les seves. En Son Goku, mentrestant, es presentarà davant del déu Enma per poder arribar a temps al camp de batalla.                                            | |          |                        |                            |                            |                                         |
| 27 | Deixeu-me'l a mi! L'explosió de ràbia d'en Son Gohan Boku ni makasete! Gohan, ikari no daibakuhatsu (ぼくにまかせて! 悟飯、怒りの大爆発)                                           | 220-222  | 22 de novembre de 1989 | 22 de novembre de 1991     | 3 de maig de 2012          |                                         |
| L'estratègia d'en Cor Petit d'agafar la cua a en Nappa mentre en Son Gohan i en Krilin l'atacaven també ha estat un fracàs. L'explosió de ràbia d'en Son Gohan tampoc no pot aturar l'atac devastador del temible guerrer de l'espai. Davant de l'arribada imminent d'en Son Goku, en Vegeta ordena al seu company que destrueixi els tres guerrers supervivents.                                                              | |          |                        |                            |                            |                                         |
| 28 | La crueltat dels guerrers de l'espai! Moren en Totpoderós i en Cor Petit Saiyajin no Mōi! Kamisama mo Pikkoro mo Shinda (サイヤ人の猛威! 神様もピッコロも死んだ)                   | 223-225  | 29 de novembre de 1989 | 25 de novembre de 1991     | 4 de maig de 2012          | 72.000 / 2,6%                           |
| En Cor Petit es veu obligat a fer un últim sacrifici per salvar-li la vida a en Son Gohan, i també pagarà amb la vida la crueltat dels guerrers de l'espai. El Totpoderós també mor, amb la qual cosa les Boles de Drac perden el seu poder. Aleshores apareix, per fi, en Son Goku, que, després de veure la matança que han provocat, inicia un atac brutal contra en Nappa.                                                 | |          |                        |                            |                            |                                         |
| 29 | El pare és increïble! La tècnica mortal definitiva: l'atac d'en Kaito! Tōsan Sugē ya! Kyūkyoku no Hissatsuwaza - Kaiōken (父さんすげえや! 究極の必殺技·界王拳)                     | 225-227  | 6 de desembre de 1989  | 26 de novembre de 1991     | 4 de maig de 2012          | 95.000 / 3,1%                           |
| Tothom se sorprèn en veure la gran superioritat que demostra en Son Goku davant d'en Nappa, que s'haurà de retirar del combat per ordre d'en Vegeta. Però en Nappa, desesperat, acabarà atacant en Son Gohan i en Krilin i obligarà en Son Goku a fer servir la tècnica mortal definitiva: l'atac d'en Kaito. | |          |                        |                            |                            |                                         |
| 30 | Batalla roent sense límits! En Son Goku contra en Vegeta! Genkai o Koeta Atsui Tatakai! Gokū Tai Bejīta (限界を超えた熱い戦い! 悟空対ベジータ)                                     | 228-230  | 13 de desembre de 1989 | 27 de novembre de 1991     | 5 de maig de 2012          |                                         |
| Ha arribat el moment de la veritat, la batalla sense límits entre en Son Goku i en Vegeta. En joc hi ha el destí del planeta Terra. Després de comprovar que és un rival molt més poderós del que s'esperava, en Son Goku es veurà obligat a trencar la promesa que li va fer al seu mestre i arriscar la seva vida amb el triple atac d'en Kaito.                                                                             | |          |                        |                            |                            |                                         |
| 31 | Ara, Goku! Tot depèn de la tècnica final! Ima Da Gokū! Subete o Kaketa Saigo no Ōwaza (いまだ悟空! すべてを賭けた最後の大技)                                                       | 230-232  | 20 de desembre de 1989 | 28 de novembre de 1991     | 5 de maig de 2012          |                                         |
| En Vegeta intentarà acabar amb en Son Goku i amb tot el planeta Terra amb una de les seves tècniques més destructives, però ell ho evitarà amb un kamehame i es veurà obligat a dur el seu atac d'en Kaito a l'últim nivell. Aleshores, en Vegeta, més furiós que mai, crearà una lluna artificial per transformar-se en un goril·la gegant i multiplicar per deu la seva força.                                               | |          |                        |                            |                            |                                         |
| 32 | Força de combat multiplicada per deu! La gran transformació d'en Vegeta! Sentōryoku Jūbai!! Bejīta Daihenshin (戦闘力10倍!! ベジータ大変身)                                        | 233-234  | 17 de gener de 1990    | 29 de novembre de 1991     | 6 de maig de 2012          |                                         |
| En Vegeta ha aconseguit transformar-se en un goril·la gegant, però en Son Goku l'ha pogut encegar amb l'atac de la mossegada del sol amb l'objectiu d'acumular energia per dur a terme l'atac de la força universal. De totes maneres, sembla que res no pot aturar un Vegeta molt superior. En Son Gohan, que sap que el seu pare està en perill, convenç en Krilin de tornar al lloc del combat.                             | |          |                        |                            |                            |                                         |
| 33 | No et moris, pare! Aquest és el poder latent d'en Son Gohan Shinanaide Tōsan!! Kore ga Gohan no Sokojikara (死なないで父さん!! これが悟飯の底力)                                   | 235-237  | 24 de gener de 1990    | 2 de desembre de 1991      | 6 de maig de 2012          |                                         |
| En Vegeta està a punt d'acabar amb en Son Goku i, de passada, amb el futur de la humanitat. Només queda l'esperança que en Son Gohan, en Krilin i en Iajirobai hi puguin fer alguna cosa. En Iajirobai, per sorpresa, aconseguirà tallar-li la cua a en Vegeta, que iniciarà una batalla contra en Son Gohan, mentre en Son Goku li passa l'energia de la bola genki a en Krilin.                                              | |          |                        |                            |                            |                                         |
| 34 | Ataca, Krilin ! La bola genki plena d'esperança! Ute Kuririn! Negai o Kometa Genkidama (撃てクリリン! 願いをこめた元気玉)                                                          | 237-239  | 31 de gener de 1990    | 3 de desembre de 1991      | 7 de maig de 2012          |                                         |
| Amb en Son Goku fora de combat, ara tot depèn d'en Krilin i en Son Gohan. Mentre el fill d'en Son Goku intenta guanyar temps lluitant contra un Vegeta molt debilitat, en Krilin espera el moment oportú per llançar l'atac amb l'energia de la bola genki. Després d'un primer intent, en Son Gohan acabarà de rematar la feina.                                                                                              | |          |                        |                            |                            |                                         |
| 35 | Fes un miracle! En Son Gohan, el superguerrer de l'espai! Kiseki o Okose! Sūpā Saiyajin Son Gohan (奇跡を起こせ! スーパーサイヤ人孫悟飯)                                           | 239-241  | 7 de febrer de 1990    | 4 de desembre de 1991      | 7 de maig de 2012          |                                         |
| Per increïble que sembli, en Vegeta ha sobreviscut a l'atac amb l'energia de la bola genki i es disposa a fer l'últim esforç per destruir la Terra. En Son Gohan, aleshores, amb l'ajuda d'en Son Goku, aconsegueix convertir-se en el superguerrer de l'espai que podria acabar amb el temible Vegeta. Només falta saber si en Son Goku permetrà que acabin amb la seva vida.                                                 | |          |                        |                            |                            |                                         |

### El planeta Namek (1990-1991)
| # | Títol en català | Adaptat  | Data d'estrena al Japó | Data d'estrena a Catalunya | Data d'estrena a Catalunya | Audiència Canal 3XL (espectadors/share) |
| # | Títol en català | Adaptat  | Data d'estrena al Japó | Original                   | Canal 3XL                  | Audiència Canal 3XL (espectadors/share) |
| --- | --- | -------- | ---------------------- | -------------------------- | -------------------------- | --------------------------------------- |
| 36 | Salt a l'espai! El planeta de l'esperança és la terra natal d'en Cor Petit! Tobidase Uchū e! Kibō no Hoshi wa Pikkoro no Furusato (飛び出せ宇宙へ! 希望の星はピッコロの故郷)                        | 242-243  | 14 de febrer de 1990   | 5 de desembre de 1991      | 8 de maig de 2012          |                                         |
| En Follet Tortuga, na Bulma, na Xixi i en Karin arriben al lloc del combat per recollir els seus companys ferits i els que hi han deixat la vida. Però el pitjor de tot és que descobreixen que les Boles de Drac ja no existeixen i no poden ressuscitar cap dels seus amics. L'únic que ofereix una petita esperança és en Krilin: anar al planeta Namek, on hi podria haver un altre drac sagrat.          | |          |                        |                            |                            |                                         |
| 37 | El misteri de les altures de la fi del món. La recerca de la nau espacial del Totpoderós Nazo no Yunzabitto! Kamisama no Uchūsen o Sagase (謎のユンザビット! 神様の宇宙船を探せ)                    | 243-244  | 21 de febrer de 1990   | 6 de desembre de 1991      | 8 de maig de 2012          |                                         |
| Mentre en Son Gohan, en Son Goku i en Krilin es recuperen a l'hospital, el senyor Popo mostra a na Bulma la nau espacial amb la qual el Totpoderós va venir de Namek a la Terra. Sembla que és l'única opció per arribar al planeta on hi ha les altres Boles de Drac que ajudaran a ressuscitar tots els seus amics.                                                                                         | |          |                        |                            |                            |                                         |
| 38 | Enlairament cap a Namek! El terror que espera en Son Gohan i els seus amics Namekkusei Iki Hasshin! Gohantachi o Matsu Kyōfu (ナメック星行き発進! 悟飯たちを待つ恐怖)                               | 245      | 28 de febrer de 1990   | 9 de desembre de 1991      | 9 de maig de 2012          |                                         |
| Mentre acaben d'enllestir tots els preparatius per afrontar el perillós viatge cap a Namek, els nostres amics hauran de decidir qui seran els escollits per pujar a la nau del Totpoderós. Sembla que els que tenen més números són na Bulma, el Krilin i en Son Gohan, que abans haurà de convèncer la seva mare, sempre tan sobreprotectora.                                                                | |          |                        |                            |                            |                                         |
| 39 | Amics o enemics? El misteri dels nens de la nau espacial gegant Teki ka Mikata ka? Nazo no Kyodai Uchūsen no Kodomotachi (敵か味方か? 謎の巨大宇宙船の子供たち)                                     | 246      | 7 de març de 1990      | 10 de desembre de 1991     | 9 de maig de 2012          |                                         |
| Na Bulma, en Krilin i en Son Gohan, que ja han iniciat el viatge cap a Namek, s'han vist sorpresos per l'atac d'una colònia espacial de nens, que van armats fins a les dents. Els nostres amics els volen ajudar, però d'entrada, els hauran de convèncer que no treballen per en Freezer, el malvat tirà que els va destruir el seu planeta.                                                                | |          |                        |                            |                            |                                         |
| 40 | De veritat, de veritat? Això és Namek, el planeta de l'esperança Honto ni Honto? Are ga Kibō no Namekkusei (ホントにホント? あれが希望のナメック星)                                                 | 246      | 14 de març de 1990     | 11 de desembre de 1991     | 10 de maig de 2012         |                                         |
| Després de convèncer la colònia espacial de nens que no tenen res a veure amb en Freezer, na Bulma, en Krilin i en Son Gohan continuen el seu periple cap a Namek. Mentrestant, en Vegeta troba refugi en una base militar d'en Freezer i comença a recuperar-se. Avui, per fi, els nostres amics veuran per primera vegada el planeta de l'esperança.                                                        | |          |                        |                            |                            |                                         |
| 41 | Els alienígenes amables. La bola de cinc estrelles apareix de cop Shinsetsu na Uchūjin — Ikinari Atta yo Ūshinchū (親切な宇宙人 いきなりあったよ五星球)                                             | Original | 21 de març de 1990     | 12 de desembre de 1991     | 10 de maig de 2012         |                                         |
| L'aterratge al planeta Namek ha estat un desastre, però na Bulma, en Krilin i en Son Gohan han estat de sort de trobar-se dos alienígenes amables i disposats a col·laborar amb ells. Fins i tot estan disposats a ajudar-los a trobar les Boles de Drac! Comença la recerca, envoltada de monstres terribles i uns missatges misteriosos que podrien determinar l'èxit de la missió.                         | |          |                        |                            |                            |                                         |
| 42 | El planeta Freezer número 79. La recuperció d'en Vegeta! Wakusei Furīza Nanbā Nanajūkyū — Fukkatsu no Bejīta!! (惑星フリーザNo.79 復活のベジータ!!)                                                 | 246      | 4 d'abril de 1990      | 13 de desembre de 1991     | 11 de maig de 2012         |                                         |
| Na Bulma, en Son Gohan i en Krilin continuen amb èxit la recerca de les Boles de Drac, però cauen a la trampa d'uns enemics que els controlen per un monitor. En Son Goku, que s'ha escapat de l'hospital, torna a començar els entrenaments. D'altra banda, en Vegeta, recuperat de les seves ferides, està més disposat que mai a venjar-se d'en Son Goku.                                                  | |          |                        |                            |                            |                                         |
| 43 | Aquí hi ha totes les boles de drac! En Cor Petit podrà tornar a viure! Sorotta zo Doragon Bōru! Pikkorosan mo Ikikaeru (そろったぞ神龍球! ピッコロさんも生き返る)                                   | 246      | 11 d'abril de 1990     | 16 de desembre de 1991     | 11 de maig de 2012         |                                         |
| En Vegeta, que ja està recuperat del tot, es prepara per dirigir-se cap al planeta Namek, però es troba amb en Kiwi, un sequaç d'en Freezer que intenta aturar-lo. D'altra banda, na Bulma, en Son Gohan i en Krilin, que estan a punt d'aconseguir totes les Boles de Drac, descobriran que els dos alienígenes els havien enredat i, en realitat, no són ni a Namek!                                        | |          |                        |                            |                            |                                         |
| 44 | Un nou enemic terrorífic! El governador de l'Univers Freezer! Arata na Kyōteki! Uchū no Teiō Furīza (あらたな強敵! 宇宙の帝王フリーザ)                                                              | 247      | 18 d'abril de 1990     | 17 de desembre de 1991     | 12 de maig de 2012         |                                         |
| Per fi na Bulma, en Krilin i en Son Gohan han pogut arribar a l'autèntic planeta Namek, on hi ha les Boles de Drac que els permetran ressuscitar el Totpoderós i els seus amics. Però l'amenaça d'en Vegeta cada cop és més a prop. Ell té intenció de trobar les Boles de Drac abans que en Freezer, que també busca la vida eterna. L'única esperança que tenen d'aturar-los és portar en Son Goku a Namek. | |          |                        |                            |                            |                                         |
| 45 | L'ambició d'en Vegeta! Jo sóc el guerrer més poderós de l'Univers! Yabō no Bejīta! Uchūichi no Senshi wa Ore Da!! (野望のベジータ! 宇宙一の戦士はオレだ!!)                                          | 248-249  | 25 d'abril de 1990     | 18 de desembre de 1991     | 12 de maig de 2012         |                                         |
| En Freezer ha detectat en Son Gohan i en Krilin i ha enviat dos dels seus guerrers a eliminar-los. Sense nau i perseguits per en Freezer i en Vegeta, ho tenen cada cop més complicat per trobar les Boles de Drac. Mentrestant, en Vegeta inicia un combat contra en Kiwi per demostrar el seu poder. En Son Goku avui també descobrirà l'existència d'un guerrer encara més poderós: el temible Freezer.    | |          |                        |                            |                            |                                         |
| 46 | En Goku a màxima potència! Sis dies per travessar tota la galàxia! Gokū Pawā Zenkai!! Ginga no Hate made Muikakan (悟空パワー全開!! 銀河の果てまで6日間)                                            | 250-251  | 2 de maig de 1990      | 19 de desembre de 1991     | 13 de maig de 2012         |                                         |
| Gràcies a una mongeta màgica del mestre de la Torre Sagrada, en Son Goku per fi ha pogut sortir de l'hospital. A més, amb la nau que ha construït el pare de na Bulma, podrà emprendre de seguida el llarg viatge cap a Namek. Mentrestant, en Krilin i en Son Gohan han captat la increïble força d'en Freezer, que no para de matar namekians innocents.                                                    | |          |                        |                            |                            |                                         |
| 47 | Atac per sorpresa! L'objectiu del Venerable Ancià són els dispositius Ihyō o Tsuita Kōgeki!! Chōrō no Nerai wa Sukautā (意表をついた攻撃!! 長老の狙いはスカウター)                                  | 252-254  | 9 de maig de 1990      | 20 de desembre de 1991     | 13 de maig de 2012         |                                         |
| En Freezer continua buscant les Boles de Drac sacrificant tant els namekians com els seus propis homes sense cap mena de contemplacions. Un descobriment increïble del Venerable Ancià farà que en Dodoria acabi atacant-lo. Mentrestant, a la nau espacial, en Son Goku continua entrenant-se amb més força que mai.                                                                                         | |          |                        |                            |                            |                                         |
| 48 | En Son Gohan corre perill! La persecució de l'assassí Dodoria! Gohan Ayaushi! Shi o Yobu Tsuisekisha Dodoria (悟飯危うし! 死を呼ぶ追跡者ドドリア)                                                   | 254-256  | 16 de maig de 1990     | 23 de desembre de 1991     | 14 de maig de 2012         |                                         |
| L'atac d'en Dodoria ha fet que els habitants del poble de Namek hagin perdut amb honor tots els seus guerrers. Ara tota la població està indefensa. En Son Gohan, que no suporta més els mètodes d'en Freezer, decideix llançar un atac a en Dodoria per salvar un nen indefens i provoca encara més la seva ira. Comença la persecució...                                                                    | |          |                        |                            |                            |                                         |
| 49 | En Dodoria explota! La terrible ona de força d'en Vegeta Bakushi Dodoria! Bejīta no Osoru Beki Shōgekiha (爆死ドドリア! ベジータの恐るべき衝撃波)                                                   | 256-257  | 23 de maig de 1990     | 24 de desembre de 1991     | 14 de maig de 2012         |                                         |
| En Dodoria, incapaç d'atrapar en Son Gohan i en Krilin, llança una explosió d'energia que ho acaba destruint tot. Convençut que estan tots morts, torna amb el seu amo, però es veu sorprès per en Vegeta, que ha decidit buscar les Boles de Drac pel seu compte amb mètodes no gaire diferents que els d'en Freezer. Mentrestant, en Goku continua entrenant-se mentre s'acosta a Namek.                    | |          |                        |                            |                            |                                         |
| 50 | La fugida del planeta en flames! Un kamehame de vida o mort! Moeru Wakusei kara no Dasshutsu!! Inochigake no Kamehameha (燃える惑星からの脱出!! 命がけのカメハメ波)                                 | 258-259  | 30 de maig de 1990     | 25 de desembre de 1991     | 15 de maig de 2012         |                                         |
| En Son Gohan, en Krilin i el jove namekià arriben a la cova on s'amaga na Bulma, que els explica que en Son Goku està de camí. També decideixen buscar almenys una Bola de Drac per evitar que en Vegeta les aconsegueixi totes. Mentrestant, en Son Goku veu com un asteroide l'ha desviat del seu rumb i va directe cap a una estrella. L'únic que el pot salvar és un dels seus kamehames.                 | |          |                        |                            |                            |                                         |
| 51 | Coratge multiplicat per 100. Els guerrers es reuneixen amb el Déu Kaito Yūki Hyakubai! Kaiō no Moto ni Shūketsu Suru Senshitachi (勇気百倍! 界王の下に集結する戦士たち)                             | 259-261  | 6 de juny de 1990      | 26 de desembre de 1991     | 15 de maig de 2012         |                                         |
| Mentre en Vegeta continua matant namekians i trobant Boles de Drac, en Dende diu a en Son Gohan i a en Krilin que són l'única esperança que té el seu planeta i que els durà a veure el Venerable Ancià perquè els desperti els poders que tenen adormits. A més, el Déu Kaito s'ha comunicat amb en Son Goku per informar-lo que els esperits dels seus amics estan amb ell.                                 | |          |                        |                            |                            |                                         |
| 52 | Escolta'm, Son Goku! Ni t'acostis al Freezer! Kike Gokū yo! Furīza ni wa Te o Dasu na (聞け悟空よ! フリーザには手を出すな)                                                                          | 261-262  | 20 de juny de 1990     | 27 de desembre de 1991     | 16 de maig de 2012         |                                         |
| El Déu Kaito, que és més conscient que ningú de la força del temible Freezer, ha demanat a en Son Goku i als altres que abandonin la lluita abans de començar-la. Mentrestant, comença l'entrenament d'en Iamxa, en Xaos, en Ten Shin Han i en Cor Petit. D'altra banda, en Vegeta es troba amb el seu antic enemic, en Zarbon, i comença el combat.                                                          | |          |                        |                            |                            |                                         |
| 53 | Quina esgarrifança! La diabòlica transformació del guerrer ben plantat Zarbon Hotondo Torihada! Bisenshi Zābon no Akuma no Henshin (ほとんど鳥肌! 美戦士ザーボンの悪魔の変身)                       | 263-264  | 27 de juny de 1990     | 30 de desembre de 1991     | 16 de maig de 2012         |                                         |
| Amb la seva nova forma de rèptil i la força multiplicada per deu, en Zarbon agafa en Vegeta per sorpresa i sembla que la mort serà inevitable. El Déu Kaito insisteix a en Son Goku que no s'acosti a en Freezer per evitar que la seva fúria afecti tots els habitants de l'univers. Mentrestant, en Dende i en Krilin arriben a la casa del Venerable Ancià.                                                | |          |                        |                            |                            |                                         |
| 54 | Defenseu el planeta de l'esperança! El sorprenent augment de força d'en Krilin! Kibō no Hoshi o Mamore!! Kuririn Kyōi no Pawā Appu (希望の星を守れ!! クリリン驚異のパワーUP)                        | 264-265  | 4 de juliol de 1990    | 31 de desembre de 1991     | 17 de maig de 2012         |                                         |
| El Venerable Ancià s'adona que les intencions d'en Krilin són bones i, a més de donar-li una Bola de Drac, li desperta l'energia que tenia latent. Convençut que en Son Gohan també se'n podrà beneficiar, en Krilin se'n va a buscar-lo a la cova. D'altra banda, en Freezer ordena a en Zarbon que torni amb en Vegeta viu per poder-lo interrogar.                                                         | |          |                        |                            |                            |                                         |
| 55 | Resurrecció a les portes de la mort! Vegeta, l'home miraculós Shi no Fuchi kara Yomigaetta — Kiseki no Otoko - Bejīta (死の淵からよみがえった 奇跡の男·ベジータ)                                    | 265      | 18 de juliol de 1990   | 2 de gener de 1992         | 17 de maig de 2012         |                                         |
| En Zarbon torna amb en Vegeta, que gairebé està mort, i en Freezer, sense explicar els plans que té per ell, li ordena que el curi. Però la recuperació miraculosa d'en Vegeta podria esguerrar tots els plans d'en Freezer. Mentrestant, en Cor Petit es queda sorprès de l'eficàcia dels mètodes d'entrenament del Déu Kaito i de la millora d'en Ten Shin Han, en Iamxa i en Xaos.                         | |          |                        |                            |                            |                                         |
| 56 | Una força de combat immensa! Els plans d'en Freezer se'n van en orris! Dodekai Sentōryoku!! Kudakechiru Furīza no Inbō (どでかい戦闘力!! 砕け散るフリーザの陰謀)                                    | 266-267  | 1 d'agost de 1990      | 3 de gener de 1992         | 18 de maig de 2012         |                                         |
| En Vegeta, després de fugir de la nau d'en Freezer amb totes les Boles de Drac que tenia, ha aconseguit localitzar en Krilin a la cova on hi ha amagada na Bulma i en Son Gohan. En Zarbon, que també l'ha seguit fins a la cova, inicia contra el seu gran enemic un combat a vida o mort molt més igualat que l'anterior.                                                                                   | |          |                        |                            |                            |                                         |
| 57 | Torno a ser el de sempre! En Goku s'enfronta a una gravetat 100! Genki ga Modotta zo!! Hyakubai Chōjūryoku no Naka no Gokū (元気が戻ったぞ!! 100倍超重力の中の悟空)                                 | 267-268  | 8 d'agost de 1990      | 6 de gener de 1992         | 18 de maig de 2012         |                                         |
| Una tempesta magnètica obligarà en Son Goku a sotmetre's a una gravetat 100, amb conseqüències imprevisibles. També s'acosta el final del combat entre en Vegeta i el temible Zarbon. En Krilin, d'altra banda, es veurà obligat a fer un tracte amb en Vegeta: la Bola de Drac a canvi que se'n vagi sense fer mal a ningú.                                                                                  | |          |                        |                            |                            |                                         |
| 58 | L'arma secreta del Freezer! Les diabòliques forces especials del capità Gineu! Furīza no Himitsu Heiki! Akuma no Ginyū Tokusentai (フリーザの秘密兵器! 悪魔のギニュー特戦隊)                        | 269      | 22 d'agost de 1990     | 7 de gener de 1992         | 19 de maig de 2012         |                                         |
| Després de conèixer la derrota d'en Zarbon davant d'en Vegeta, en Freezer ha decidit enviar els seus guerrers d'elit a Namek, la seva arma secreta de destrucció total, les diabòliques forces del capità Gineu. Mentrestant, a Namek, en Vegeta s'adona que li han robat una Bola de Drac i sospita d'en Son Gohan.                                                                                          | |          |                        |                            |                            |                                         |
| 59 | La Bulma està en perill! La bola de quatre estrelles cau en mans del Freezer Buruma ga Abunai!! Sūshinchū wa Furīza no Te ni (ブルマが危ない!! 四星球はフリーザの手に)                              | 270      | 29 d'agost de 1990     | 8 de gener de 1992         | 19 de maig de 2012         |                                         |
| Sense voler, el viatge d'en Son Goku cap a Namek esdevé un entrenament molt dur que augmentarà encara més la seva força. D'altra banda, na Bulma, que es fa càrrec de la bola que en Son Gohan li va robar a en Freezer, ha entrat en una espiral de desgràcies i podria acabar a mans d'en Freezer. | |          |                        |                            |                            |                                         |
| 60 | Xoc frontal! El kamehame i l'atac d'en Kaito d'esperit indomable! Gekitotsu da!! Fukutsu no Tōshi no Kaiōken to Kamehameha (激突だ!! 不屈の闘志の界王拳とカメハメ波)                                | 270-271  | 5 de setembre de 1990  | 9 de gener de 1992         | 20 de maig de 2012         |                                         |
| Na Bulma ha decidit parar una trampa als seus segrestadors per intentar alliberar-se'n, dient-los que a sota el mar hi ha moltes més Boles de Drac. A la càpsula espacial que la du cap a Namek, en Son Goku ha decidit atacar-se ell mateix amb un kamehame per augmentar encara més la seva resistència física, tot i que és conscient que les conseqüències són imprevisibles.                             | |          |                        |                            |                            |                                         |
| 61 | S'acosta la batalla definitiva! Arriben les forces especials! Semaru Chōkessen! Ginyū Tokusentai Tadaima Sanjō!! (迫る超決戦! ギニュー特戦隊只今参上!!)                                             | 270-272  | 12 de setembre de 1990 | 10 de gener de 1992        | 20 de maig de 2012         |                                         |
| Mentre na Bulma aconseguia fugir dels seus segrestadors amb la Bola de Drac, en Vegeta ha seguit en Son Gohan i en Krilin a la casa del Venerable Ancià. D'altra banda, la nau de les Forces Especials d'en Freezer acaba d'aterrar a Namek amb l'objectiu de provocar la destrucció total. En Son Goku dona per acabat el seu entrenament i també s'acosta a Namek.                                          | |          |                        |                            |                            |                                         |
| 62 | En Son Goku s'acosta ràpidament! Hem d'escapar de les mans d'en Freezer! Gokū ga Daisekkin! Furīza no Hōimō o Buchiyabure (悟空が大接近! フリーザの包囲網をぶち破れ)                                | 272-273  | 19 de setembre de 1990 | 13 de gener de 1992        | 21 de maig de 2012         |                                         |
| Amb l'arribada de les Forces Especials, en Krilin, en Son Gohan i na Bulma tenen cinc enemics més que els faran la vida impossible. I en Son Goku encara no és a Namek! En Vegeta exigeix que li entreguin la Bola de Drac que li falta per fer-se immortal i ajudar-los a vèncer el capità Gineu, però podria ser que no hi fossin a temps.                                                                  | |          |                        |                            |                            |                                         |
| 63 | Un truc o supermàgia? En Gurd s'enrabia! Chōmajutsu ka Torikku ka!? Misutā Gurudo ga Okotta zo (超魔術かトリックか!? Mr.グルドが怒ったぞ!)                                                          | 274      | 26 de setembre de 1990 | 14 de gener de 1992        | 21 de maig de 2012         |                                         |
| Per increïble que sembli, en Krilin i en Son Gohan decideixen col·laborar amb en Vegeta per intentar derrotar les Forces Especials del capità Gineu. I és que el poder i les tècniques d'aquests guerrers són impressionants! En Krilin i en Son Gohan estan a punt de comprovar-ho de primera mà davant del temible Gurd.                                                                                    | |          |                        |                            |                            |                                         |
| 64 | El salvatge Reecum! És dolent, brutal i extravagant Mōi Rikūmu!! Warukute Tsuyokute Tondemonai Yatsu (猛攻リクーム!! 悪くて強くてとんでもない奴)                                                    | 275-277  | 24 d'octubre de 1990   | 15 de gener de 1992        | 22 de maig de 2012         |                                         |
| El cinc guerrers de les Forces Especials són molt superiors i en Vegeta demana a en Krilin i a en Son Gohan que col·laborin amb ell. Després d'en Gurd, toca enfrontar-se al salvatge Reecum, una criatura d'aspecte amfibi i una brutalitat fora de mida. Després de comprovar que els atacs d'en Vegeta i d'en Krilin no serveixen per a res, en Son Gohan es juga la vida per acabar amb ell.              | |          |                        |                            |                            |                                         |
| 65 | Aguanta, Son Gohan! En Son Goku arriba finalment al camp de batalla! Shinu na Gohan! Gokū, Tsui ni Kessenjō ni Tōchaku Da (死ぬな悟飯! 悟空, ついに決戦場に到着だ)                                  | 277-278  | 31 d'octubre de 1990   | 16 de gener de 1992        | 22 de maig de 2012         |                                         |
| Mentre en Freezer intenta, en va, activar les Boles de Drac, en Son Gohan continua enfrontant-se al brutal Reecum, un guerrer que sembla gairebé invencible i sense cap mena d'escrúpols. A punt d'acabar amb la vida d'en Son Gohan, els guerrers de les Forces Especials del capità Gineu observen, sorpresos, com aterra la nau espacial d'en Son Goku...                                                  | |          |                        |                            |                            |                                         |
| 66 | Una força fora del normal! En Son Goku, el guerrer de l'espai de la llegenda! Ketahazure no Tsuyosa!! Densetsu no Sūpā Saiyajin Son Gokū (ケタ外れの強さ!! 伝説の超サイヤ人孫悟空)                  | 279-280  | 7 de novembre de 1990  | 17 de gener de 1992        | 23 de maig de 2012         |                                         |
| Després d'haver vençut en Vegeta i en Krilin, en Reecum està a punt d'acabar amb la vida d'en Son Gohan. Just en aquest moment arriba en Son Goku a l'escenari del combat per fer una demostració de força que no s'havia vist mai. En Vegeta, mentre l'observa, es comença a adonar que en Son Goku podria ser el guerrer de l'espai de la llegenda.                                                         | |          |                        |                            |                            |                                         |
| 67 | Una bola de llamp blava i vermella! En Jaice i en Burter ataquen en Son Goku Aka to Ao no Raitoningu Bōru! Jīsu to Bāta ga Gokū o Osō (赤と青の光球! ジースとバータが悟空を襲う)                    | 281      | 14 de novembre de 1990 | 20 de gener de 1992        | 23 de maig de 2012         |                                         |
| Després de derrotar en Reecum amb facilitat, en Son Goku es veu amenaçat per l'atac conjunt d'en Jeice i en Burter, que sorprenen per la seva velocitat i gran brutalitat. Però els moviments d'en Son Goku són tan ràpids que resulten pràcticament imperceptibles pels que estan observant aquest combat tan espectacular.                                                                                  | |          |                        |                            |                            |                                         |
| 68 | Per fi una confrontació directa! El capità Gineu entra en combat! Tsui ni Chokusetsu Taiketsu!! Ginyū Taichō no Odemashi Da (ついに直接対決!! ギニュー隊長のおでましだ)                             | 282-283  | 21 de novembre de 1990 | 21 de gener de 1992        | 24 de maig de 2012         |                                         |
| Després de veure com en Burter cau vençut davant de la increïble força d'en Son Goku, en Jeice, que veu que no té res a fer-hi, decideix anar a buscar reforços i torna amb el capità Gineu, que inicia l'atac. Per fi comença la confrontació directa! Mentrestant, na Bulma intenta restablir les comunicacions amb la Terra.                                                                               | |          |                        |                            |                            |                                         |
| 69 | Quina força tan increïble! Has vist tot el poder d'en Son Goku? Susamajii Hakuryoku!! Mita ka, Gokū no Furu Pawā (凄まじい迫力!! 見たか, 悟空のフルパワー)                                          | 284      | 28 de novembre de 1990 | 22 de gener de 1992        | 24 de maig de 2012         |                                         |
| En Krilin i en Son Gohan decideixen abandonar el camp de batalla per anar a buscar les Boles de Drac, que encara estan a mans d'en Freezer. En Vegeta, d'altra banda, deixa que en Son Goku s'enfronti tot sol amb en Jeice i el capità Gineu, que li demana al seu adversari que li faci una demostració de tot el seu poder.                                                                                | |          |                        |                            |                            |                                         |
| 70 | Quin serà el resultat de la batalla? La mà diabòlica d'en Freezer cau sobre el Venerable Ancià Tatakai no Yukue!? Saichōrō ni Semaru Furīza no Ma no Te (闘いの行方!? 最長老に迫るフリーザの魔の手) | 285      | 5 de desembre de 1990  | 23 de gener de 1992        | 25 de maig de 2012         |                                         |
| Mentre continua el combat entre en Son Goku i el sorprenent capità Gineu, el temible Freezer es presenta a casa del Venerable Ancià, que està amb en Dende. Aleshores apareixen tres habitants de Namek per defensar-lo, però poca cosa poden fer davant de la força d'en Freezer. En Nail es queda sol davant d'aquesta gran amenaça.                                                                        | |          |                        |                            |                            |                                         |
| 71 | Sorpresa! En Son Goku és en Gineu i en Gineu és en Son Goku! Bikkuri!! Gokū ga Ginyū de Ginyū ga Gokū (ビックリ!! 悟空がギニューでギニューが悟空)                                                   | 286-287  | 12 de desembre de 1990 | 24 de gener de 1992        | 25 de maig de 2012         |                                         |
| En Nail s'enfronta a en Freezer per donar temps a en Dende i als terrícoles perquè invoquin el drac Sheron amb les Boles de Drac. En Son Gohan i en Krilin, mentrestant, es dirigeixen cap a la nau d'en Freezer. I el capità Gineu es fereix mortalment per fer servir una tècnica sorprenent: intercanviar el seu cos amb el d'en Son Goku.                                                                 | |          |                        |                            |                            |                                         |
| 72 | Apareix el SuperShenron! Concedeix-me el desig! Ide yo Sūpā Shenron!! Boku no Negai o Kanaetamae (出でよ超神龍!! ボクの願いをかなえたまえ)                                                          | 287-288  | 19 de desembre de 1990 | 27 de gener de 1992        | 26 de maig de 2012         |                                         |
| En Son Gohan i en Krilin per fi arriben a la nau d'en Freezer i intenten invocar el drac Sheron, però la fórmula que fan servir no és la correcta. El capità Gineu, amb el cos d'en Goku, hi arriba poc després i s'inicia el combat. Ben aviat, en Son Goku, amb el cos destrossat d'en Gineu, també s'afegirà a la lluita.                                                                                  | |          |                        |                            |                            |                                         |
| 73 | Aquell no sóc jo! Son Gohan has de pegar al teu pare! Yatsu wa Ora ja Nē! Gohan Bibiru na Chichi o Ute!! (奴はオラじゃネェ! 悟飯びびるな父を撃て!!)                                                 | 289      | 16 de gener de 1991    | 28 de gener de 1992        | 26 de maig de 2012         |                                         |
| Tant en Gineu com en Son Goku tenen problemes per acostumar-se als nous cossos i cap dels dos és capaç d'aprofitar-ne tot el potencial. L'única opció que tenen en Krilin, en Son Gohan i en Son Goku amb el cos d'en Gineu és atacar el capità Gineu, encara que això comporti la destrucció del cos d'en Son Goku. Mentrestant, en Vegeta s'encarrega d'en Jeice.                                           | |          |                        |                            |                            |                                         |
| 74 | Gran commoció! En Gineu es converteix en granota! Daigosan!! Ginyū ga Kaeru ni Natchatta (大誤算!! ギニューがカエルになっちゃった)                                                                  | 290-291  | 23 de gener de 1991    | 29 de gener de 1992        | 27 de maig de 2012         |                                         |
| Mentre en Gineu intenta apoderar-se del cos d'en Vegeta, en Son Goku aconsegueix recuperar el seu cos i fer que en Gineu acabi amb cos de granota. En Vegeta, aleshores, més col·laborador que mai, col·loca en Son Goku al tanc de recuperació de la nau d'en Freezer i dona armadures noves a en Son Gohan i a en Krilin.                                                                                   | |          |                        |                            |                            |                                         |

### Freezer (1991)
| # | Títol en català | Adaptat  | Data d'estrena al Japó | Data d'estrena a Catalunya | Data d'estrena a Catalunya | Audiència Canal 3XL (espectadors/share) |
| # | Títol en català | Adaptat  | Data d'estrena al Japó | Original                   | Canal 3XL                  | Audiència Canal 3XL (espectadors/share) |
| --- | --- | -------- | ---------------------- | -------------------------- | -------------------------- | --------------------------------------- |
| 75 | Tu que has aconseguit les set boles, digues la paraula màgica! Nanā no Tama o Soroeshi Mono yo... Sā Aikotoba o Ie! (七ッの玉を揃えし者よ... さあ合言葉を言え!)                     | 291-292  | 30 de gener de 1991    | 30 de gener de 1992        | 27 de maig de 2012         |                                         |
| En Krilin ha anat a veure el Venerable Ancià per demanar-li quines són les paraules màgiques per invocar el drac, i pel camí s'ha trobat amb en Dende. En Nail, mentrestant, posa en Freezer al corrent de tot. En Krilin, en Son Gohan i en Dende per fi invocaran el drac, sense la presència d'en Vegeta, que durm a la nau d'en Freezer.                                                                                     | |          |                        |                            |                            |                                         |
| 76 | El Totpoderós també ressuscita! El SuperShenron torna la vida al Cor Petit Kamisama mo Ikikaetta! Sūpā Shen Long de Pikkoro ga Fukkatsu (神様も生き返った! 超神龍でピッコロが復活)  | 293-294  | 6 de febrer de 1991    | 31 de gener de 1992        | 28 de maig de 2012         |                                         |
| A diferència del drac de la Terra, el drac sagrat de Namek ofereix tres desitjos als que l'han invocat. Després d'unes quantes discussions, el primer desig és retornar la vida a en Cor Petit. El segon, portar-lo directament a Namek. Però abans de poder demanar el tercer, el Venerable Ancià es mor i en Sheron es desintegra. Poc després, arriba en Freezer, conscient que ha perdut la possibilitat de fer-se immortal. | |          |                        |                            |                            |                                         |
| 77 | El naixement del guerrer definitiu? En Cor Petit i en Nail es fusionen Saikyō Senshi no Tanjō ka!? Neiru to Pikkoro ga Gattai (最強戦士の誕生か!? ネイルとピッコロが合体)           | 294-296  | 13 de febrer de 1991   | 3 de febrer de 1992        | 28 de maig de 2012         |                                         |
| Conscient que ha perdut l'única possibilitat que tenia de fer-se immortal, en Freezer inicia un combat amb la intenció de venjar-se de tothom. En Cor Petit es troba amb en Nail i, abans de morir, li demana que es fusionin. Amb la fusió, en Cor Petit absorbeix en Nail i això suposa el naixement del guerrer definitiu. En Freezer, per la seva banda, també ha iniciat la seva transformació.                             | |          |                        |                            |                            |                                         |
| 78 | La supertransformació de malson! La força de combat d'un milió d'en Freezer! Akumu no Chōhenshin!! Sentōryoku Hyakuman no Furīza (悪夢の超変身!! 戦闘力100万のフリーザ)             | 296      | 20 de febrer de 1991   | 4 de febrer de 1992        | 29 de maig de 2012         |                                         |
| En Freezer li explica a en Vegeta la història del seu pare, el Rei Vegeta, i de la destrucció del seu planeta natal. Ara, amb la supertransformació finalitzada, en Freezer ha doblat el volum del seu cos i ha multiplicat per un milió la seva força. La primera demostració de brutalitat serà contra en Krilin... | |          |                        |                            |                            |                                         |
| 79 | Això és la fi? En Son Gohan és atacat per un poder descomunal! Koko made ka!? Kyōaku Chōzetsu Pawā ga Gohan o Osō (ここまでか!? 凶悪超絶パワーが悟飯を襲う)                         | 297-298  | 27 de febrer de 1991   | 5 de febrer de 1992        | 29 de maig de 2012         |                                         |
| Després d'observar la primera demostració de força d'en Freezer cap a en Krilin, en Son Gohan, l'ataca amb tota la seva ràbia, però amb prou feines el sorprèn. En Freezer es disposa a atacar-lo amb un poder descomunal i una energia tan superior que fins i tot la nota en Son Goku, que encara és al tanc de recuperació.                                                                                                   | |          |                        |                            |                            |                                         |
| 80 | La marea canvia el cop! En Cor Petit, el guerrer que arriba més tard Ikki ni Keisei Gyakuten!! Okurete Kita Senshi - Pikkoro (一気に形勢逆転!! 遅れてきた戦士·ピッコロ)             | 299-300  | 6 de març de 1991      | 6 de febrer de 1992        | 30 de maig de 2012         |                                         |
| En Freezer derrota en Son Gohan sense cap mena de compassió. L'únic que pot fer-hi en Vegeta és observar-ho horroritzat. De sobte, després de tallar-li la cua a en Freezer, apareix en Krilin i comença la persecució. En Dende ho aprofita per curar en Son Gohan i el combat fa un canvi sobtat amb l'arribada d'en Cor Petit.                                                                                                | |          |                        |                            |                            |                                         |
| 81 | La confiança d'en Cor Petit! Jo seré el que derrotarà en Freezer! Pikkoro no Jishin! Furīza o Taosu no wa Ore da (ピッコロの自信! フリーザを倒すのはオレだ)                         | 300      | 13 de març de 1991     | 7 de febrer de 1992        | 30 de maig de 2012         |                                         |
| Comença el combat entre en Freezer i en Cor Petit. En Vegeta i en Krilin no tenen clar que hi puguin fer gran cosa, a diferència d'en Son Gohan, que hi té tota la confiança del món. I és que en Cor Petit, després de fusionar-se amb en Nail, ha adquirit una força que li permet enfrontar-se a en Freezer amb gairebé igualtat de condicions.                                                                               | |          |                        |                            |                            |                                         |
| 82 | Uneix-te a la batalla, Son Goku! La segona transformació d'un Freezer enfurismat Shutsugeki da Gokū!! Gekido no Furīza ga Daini no Henshin (出撃だ悟空!! 激怒のフリーザが第2の変身) | 301-302  | 20 de març de 1991     | 10 de febrer de 1992       | 31 de maig de 2012         |                                         |
| Quan comença a semblar que en Cor Petit podria vèncer el combat, en Freezer, més furiós que mai, decideix dur a terme una segona transformació que el converteix en un guerrer pràcticament invencible. Aleshores, inicia un atac amb un seguit d'explosions d'energia que fan que en Cor Petit es vegi totalment superat. | |          |                        |                            |                            |                                         |
| 83 | M'heu de tenir por! El desafiament de la tercera transformació d'en Freezer Kyōfu Shiro!! Furīza wa Sando no Henshin de Shōbu Suru (恐怖しろ!! フリーザは3度の変身で勝負する)       | 303-304  | 27 de març de 1991     | 11 de febrer de 1992       | 31 de maig de 2012         |                                         |
| Mentre en Son Gohan intenta ajudar en Cor Petit i contenir els atacs d'en Freezer, en Vegeta decideix dur a terme un pla molt arriscat per convertir-se en un superguerrer amb un poder descomunal. Al mateix temps, en Freezer decideix demostrar la seva forma més terrorífica als seus enemics i inicia la tercera i definitiva transformació.                                                                                | |          |                        |                            |                            |                                         |
| 84 | La mort d'en Dende... La superació dels límits dels guerrers de l'espai! Dende no Shi... Dete Koi! Tobikiri Zenkai Pawā (デンデの死... でてこい! とびきり全開パワー)                | 304-305  | 3 d'abril de 1991      | 12 de febrer de 1992       | 1 de juny de 2012          |                                         |
| Després d'adquirir la seva forma definitiva, el poder i la maldat d'en Freezer sembla que no tenen límit. Després d'observar com mata en Dende sense cap mena de compassió, en Krilin, en Son Gohan i en Cor Petit s'adonen que no tenen res a fer davant d'aquest monstre. Sorprenentment, en Vegeta, recuperat del tot, decideix enfrontar-s'hi en solitari.                                                                   | |          |                        |                            |                            |                                         |
| 85 | El moment que havia esperat tant! En Son Goku es recupera! Machi ni Matta ze, Kono Shunkan!!! Son Gokū ga Fukkatsu da (待ちに待ったぜ、この瞬間!!! 孫悟空が復活だ)                  | 306      | 10 d'abril de 1991     | 13 de febrer de 1992       | 1 de juny de 2012          |                                         |
| Malgrat dels nous poders d'en Vegeta, poca cosa pot fer davant de la força descomunal d'en Freezer. Amb cada nou atac, els somnis d'en Vegeta de convertir-se en un superguerrer s'esvaeixen. L'únic que poden fer en Cor Petit, en Son Gohan i en Krilin és observar aterrits i esperar que en Vegeta aguanti l'atac fins que arribi en Son Goku.                                                                               | |          |                        |                            |                            |                                         |
| 86 | Penediment! Mor en Vegeta, l'orgullós guerrer de l'espai Munen...!! Hokori Takaki Saiyajin Bejīta Shisu (無念...!! 誇り高きサイヤ人·ベジータ死す)                                   | 307-308  | 17 d'abril de 1991     | 14 de febrer de 1992       | 2 de juny de 2012          |                                         |
| En Son Goku, recuperat i amb més poder que mai, arriba al camp de batalla de Namek, però després del cruel atac d'en Freezer, la vida d'en Vegeta penja d'un fil. Abans de morir, per això, tindrà temps de compartir els secrets del seu passat violent. Per cert, com és que en Son Goku li resulta tan familiar, a en Freezer?                                                                                                | |          |                        |                            |                            |                                         |
| 87 | S'aixeca el teló de la superbatalla definitiva! Et guanyaré jo! Chō Kessen no Makuake da!! Omēdake wa Ora ga Taosu (超決戦の幕開けだ!! おめえだけはオラが倒す)                      | 308      | 24 d'abril de 1991     | 17 de febrer de 1992       | 2 de juny de 2012          |                                         |
| En Goku, després de descobrir que en Freezer va destruir el seu planeta natal, promet venjar-se'n i s'inicia la superbatalla definitiva. En Freezer, però, comença a dirigir els seus atacs cap al planeta Namek, que es converteix en un camp de batalla mortal per a tots els seus habitants. Serà capaç d'aturar-lo, en Son Goku, abans que destrossi tot el planeta?                                                         | |          |                        |                            |                            |                                         |
| 88 | Xoc dels dos superpoders! Arriba l'hora de lluitar de veritat! Gekitotsu no Ni Dai Chō Pawā! Honki Dōshi no Nikudan Sen!!! (激突の2大超パワー! 本気同士の肉弾戦!!!)                 | 309-310  | 1 de maig de 1991      | 18 de febrer de 1992       | 3 de juny de 2012          |                                         |
| En Son Goku i en Freezer continuen mesurant les seves forces al planeta Namek, en una batalla cada vegada més cruenta. Després d'un atac subaquàtic d'en Son Goku, la bola d'energia d'en Freezer atrapa en Goku de tal manera que sembla que ja no tingui manera d'escapar-se'n. | |          |                        |                            |                            |                                         |
| 89 | La terrible declaració d'en Freezer! Et guanyaré sense fer servir les mans Furīza Kyōfu no Sengen! Te o Tsukawazu Omae o Taosu (フリーザ恐怖の宣言! 手を使わずお前を倒す)           | 311      | 8 de maig de 1991      | 19 de febrer de 1992       | 3 de juny de 2012          |                                         |
| Amb la intenció de demostrar la seva superioritat, en Freezer declara que guanyarà en Son Goku sense fer servir les mans. Aviat, però, en Son Goku li podria fer empassar aquestes paraules. En un altre lloc de Namek, el capità Gineu ha aconseguit apoderar-se del cos de na Bulma i l'ha deixat atrapada en el cos d'una granota.                                                                                            | |          |                        |                            |                            |                                         |
| 90 | No és una fanfarronada! En Son Goku és audaç i sorprenent! Hattari ja nē zo!! Daitan Suteki na Yatsu - Son Gokū (ハッタリじゃねえぞ!! 大胆素敵な奴·孫悟空)                          | 312      | 15 de maig de 1991     | 20 de febrer de 1992       | 4 de juny de 2012          |                                         |
| El capità Gineu ha tornat al camp de batalla, però aquesta vegada amb el cos de na Bulma. Seran capaços de parar-li els peus en Cor Petit, en Son Gohan i en Krilin? En Freezer, d'altra banda, decideix fer servir el 50 per cent del seu poder. I en Son Goku, pot ser que encara tingui alguna carta amagada? | |          |                        |                            |                            |                                         |
| 91 | L'hora de la veritat! Un atac d'en Kaito multiplicat per 20! Ketchaku da!! Honō no Keshin Nijūbai Kaiōken no Kamehameha (決着だ!!炎の化身 20倍界王拳のカメハメ波)                   | 313      | 22 de maig de 1991     | 21 de febrer de 1992       | 4 de juny de 2012          |                                         |
| Després de comprovar que amb l'atac d'en Kaito no aconsegueix superar en Freezer, que lluita amb només el 50 per cent de la seva força, en Son Goku veu que ho té gairebé tot perdut. Tot i així, just abans que en Freezer deixi anar l'atac definitiu, una visió en forma de somni ajuda en Son Goku a adquirir un nivell de força encara superior.                                                                            | |          |                        |                            |                            |                                         |
| 92 | La bola genki supergegant! Aquesta és la meva última carta! Chō Tokudai no Genki Dama Kore ga Saikyō no Kirifuda da!! (超特大の元気玉 これが最後の切り札だ!!)                       | 314      | 29 de maig de 1991     | 24 de febrer de 1992       | 5 de juny de 2012          |                                         |
| Una vegada més, una visió ajuda en Son Goku a salvar-se de les profunditats de la desesperació. Aquesta vegada, en Vegeta, des de la tomba, donarà esperança al guerrer de l'espai, però quan el renovat Son Goku s'adona que és inútil continuar la batalla contra en Freezer, és quan fa servir la seva última carta: la bola genki supergegant.                                                                               | |          |                        |                            |                            |                                         |
| 93 | Aprofita aquesta avinentesa! L'atac suïcida d'en Cor Petit! Chansu o Ikase!! Pikkoro Sutemi no Engo Shageki (チャンスを生かせ!! ピッコロ捨て身の援護射撃)                           | 315      | 5 de juny de 1991      | 25 de febrer de 1992       | 5 de juny de 2012          |                                         |
| L'arribada de les forces especials del capità Gineu al planeta del Déu Kaito agafen per sorpresa en Iamxa, en Xaos i en Ten Shin Han. A Namek, en Cor Petit es veu obligat a dur a terme un atac suïcida per donar temps a en Son Goku de reunir prou energia per crear la bola genki supergegant amb la qual intentarà derrotar en Freezer.                                                                                     | |          |                        |                            |                            |                                         |
| 94 | El poder superdestructiu de la bola genki! Qui pot sobreviure a això? Genki Dama no Chō Hakairyoku!! Ikinokotta no wa Dare da!? (元気玉の超破壊力!! 生き残ったのは誰だ!?)           | 316      | 12 de juny de 1991     | 26 de febrer de 1992       | 6 de juny de 2012          |                                         |
| El sacrifici d'en Cor Petit i la intervenció més que oportuna d'en Krilin i d'en Son Gohan han donat el temps que li calia a en Son Goku per reunir l'energia suficient per crear la bola genki. Sembla que en Freezer serà incapaç de sobreviure a l'impacte directe i al poder superdestructiu de la bola genki. | |          |                        |                            |                            |                                         |
| 95 | Al final es transforma! En Son Goku, el guerrer de l'espai llegendari! Tsui ni Henshin!! Densetsu no Sūpā Saiyajin Son Gokū (ついに変身!! 伝説の超サイヤ人·孫悟空)                  | 317      | 19 de juny de 1991     | 27 de febrer de 1992       | 6 de juny de 2012          |                                         |
| Mentre en Son Goku i companyia celebren la victòria, en Freezer reapareix de manera sorprenent al camp de batalla per deixar malferit en Cor Petit i posar fi a la vida d'en Krilin. L'explosió de ràbia per la mort del seu amic farà que en Son Goku acabi patint una transformació salvatge i es converteixi, per fi, en el guerrer de l'espai llegendari.                                                                    | |          |                        |                            |                            |                                         |
| 96 | L'explosió de ràbia! En Son Goku venja la mort de tots Ikari Bakuhatsu!! Gokū yo, Minna no Kataki o Uttekure (怒り爆発!! 悟空よ、みんなの仇を討ってくれ)                            | 318-319  | 26 de juny de 1991     | 28 de febrer de 1992       | 7 de juny de 2012          |                                         |
| Envoltat d'una aura de llum daurada, un Son Goku totalment transformat anuncia que s'ha convertit en el guerrer de l'espai llegendari. En Freezer, d'entrada, se'l mira encuriosit, però no gaire impressionat, fins que comença la batalla, és clar! Aviat s'adonarà que el guerrer de l'espai és molt superior a ell en tots els aspectes.                                                                                     | |          |                        |                            |                            |                                         |
| 97 | La destrucció del planeta Namek? El raig de llum que perfora el terra. Namekkusei Shōmetsu ka!? Daichi o Tsuranuku Ma no Senkō (ナメック星消滅か!? 大地を貫く魔の閃光)              | 319-320  | 3 de juliol de 1991    | 2 de març de 1992          | 7 de juny de 2012          |                                         |
| Incapaç de fer res contra la força descomunal del guerrer de l'espai llegendari, en Freezer decideix dirigir el seu atac contra el planeta Namek. En Son Goku haurà d'observar impotent com una bola d'energia directa al nucli converteix la batalla en una lluita contra rellotge de cinc minuts, abans de la destrucció total del planeta.                                                                                    | |          |                        |                            |                            |                                         |
| 98 | La victòria és meva! Un atac final per poder sobreviure! Katsu no wa Ore Da... Ikinokori o Kaketa Saishū Kōgeki (勝つのはオレだ... 生き残りをかけた最終攻撃)                        | 320-321  | 10 de juliol de 1991   | 3 de març de 1992          | 8 de juny de 2012          |                                         |
| Amb només cinc minuts per la destrucció total del planeta, en Son Goku continua l'atac contra un Freezer molt debilitat, però encara amb alguna carta amagada. I és que en Freezer encara té forces per acumular l'energia necessària per arribar al seu poder màxim! Serà capaç en Son Goku de vèncer el seu rival i de poder fugir a temps de Namek?                                                                           | |          |                        |                            |                            |                                         |
| 99 | Apareix en Shenron! S'acosta el moment de la destrucció de Namek! Shen Long yo Uchū o Hashire!! Semaru Namekkusei Shōmetsu no Toki (神龍よ宇宙を走れ!! 迫るナメック星消滅の時)      | 321-322  | 17 de juliol de 1991   | 4 de març de 1992          | 8 de juny de 2012          |                                         |
| Continua la batalla entre en Son Goku i en Freezer, les dues forces més poderoses de l'univers. Mentrestant, a la Terra han aconseguit reunir les set Boles de Drac i el Déu Kaito fa plans per ressuscitar tots els companys que han perdut la vida a Namek i aturar el malvat Freezer abans de la destrucció total del planeta.                                                                                                | |          |                        |                            |                            |                                         |
| 100 | Sóc el fill d'en Goku! En Son Gohan torna al camp de batalla Boku wa Son Gokū no Musuko da!! Gohan, Futatabi Kessenjō e (ボクは孫悟空の息子だ!! 悟飯、再び決戦場へ)                 | 323      | 24 de juliol de 1991   | 5 de març de 1992          | 9 de juny de 2012          |                                         |
| La primera fase del pla del Déu Kaito ha estat un èxit i totes les víctimes d'en Freezer han recuperat la vida. Però mentre s'aixeca tota la població de Namek, en Freezer llança un atac devastador que deixa en Son Goku a les portes de la mort. En Son Gohan, que capta la derrota del seu pare, torna al camp de batalla com l'última esperança per aturar l'invencible Freezer.                                            | |          |                        |                            |                            |                                         |
| 101 | Em quedo en aquest planeta! Un desig final per la victòria! Ore wa Kono Hoshi ni Nokoru!! Shōri e no Saigo no Negai (オレはこの星に残る!! 勝利への最後の願い)                       | 323-324  | 31 de juliol de 1991   | 6 de març de 1992          | 9 de juny de 2012          |                                         |
| Els habitants de Namek han recuperat la vida, igual que el seu drac, que ha reaparegut per concedir els tres desitjos. En Son Goku demana als seus amics que utilitzin el drac per traslladar tothom a la Terra. A Namek només s'hi quedaran ell i en Freezer, que no pensa desaprofitar l'oportunitat per aconseguir la immortalitat.                                                                                           | |          |                        |                            |                            |                                         |
| 102 | Acabem d'una vegada! Dos lluitadors es queden al planeta condemnat Tokoton Yarōze!! Kieyuku Hoshi ni Nokotta Futari (とことんやろうぜ!! 消えゆく星に残った二人)                     | Original | 7 d'agost de 1991      | 9 de març de 1992          | 10 de juny de 2012         |                                         |
| Després d'haver evacuat tots els seus amics a la Terra, en Son Goku s'ha quedat a Namek per liquidar definitivament en Freezer. Però la gran resistència d'en Freezer i l'explosió imminent del planeta podrien acabar condemnant en Son Goku. Pot ser que hagi comès l'últim error de la seva vida? | |          |                        |                            |                            |                                         |
| 103 | Un Freezer patètic! Un cop comença a tremolar, ja no pot parar! Aware Furīza! Furue Dashitara Tomaranai!! (哀れフリーザ! 震えだしたら止まらない!!)                                  | 325      | 14 d'agost de 1991     | 10 de març de 1992         | 10 de juny de 2012         |                                         |
| En Son Goku cada cop té el temps més comptat. Cada segon que passa ens acosta més a la destrucció total de Namek. Però el poder del guerrer de l'espai sembla que no té límits i aviat li demostrarà a un Freezer patètic què és la por de veritat. L'únic que li queda al tirà, que no fa gaire semblava invencible, és provar un últim atac a traïció.                                                                         | |          |                        |                            |                            |                                         |
| 104 | La declaració de victòria d'en Son Goku! En Freezer s'autodestrueix! Gokū no Shōri Sengen da!! Furīza ga Jimetsu suru Toki... (悟空の勝利宣言だ!! フリーザが自滅する時...)          | 326      | 21 d'agost de 1991     | 11 de març de 1992         | 11 de juny de 2012         |                                         |
| A mesura que creix la desesperació, els intents d'en Freezer de destruir en Son Goku cada cop són més inútils. El poder del guerrer de l'espai és molt superior i la por d'en Freezer de morir a les seves mans cada cop és més real. Però el rellotge no s'atura i en Son Goku es podria quedar sense temps per fugir de Namek, un planeta que ja està condemnat.                                                               | |          |                        |                            |                            |                                         |
| 105 | Derrota d'en Freezer. El cop terrible de la ràbia Furīza Yabureru!! Subete no Ikari o Kometa Ichigeki (フリーザ敗れる!! すべての怒りをこめた一撃)                                   | 327      | 28 d'agost de 1991     | 2 de novembre de 1992      | 11 de juny de 2012         |                                         |
| Quan semblava que en Freezer ja estava del tot derrotat i s'havia acabat la batalla entre les dues forces més poderoses de l'univers, el tirà aprofita l'última energia que li havia donat en Son Goku per llançar un últim atac. Aconseguirà esquivar-lo i abandonar el planeta a temps, en Son Goku, abans que exploti la bola d'energia que li ha enviat en Freezer?                                                          | |          |                        |                            |                            |                                         |
| 106 | El planeta Namek esclata. Podrà sobreviure en Son Goku a l'espai? Namekkusei Dai Bakuhatsu!! Uchū ni Kieta Gokū (ナメック星大爆発!! 宇宙に消えた悟空)                               | 328      | 4 de setembre de 1991  | 3 de novembre de 1992      | 12 de juny de 2012         |                                         |
| Finalment, el planeta Namek explota i tot fa pensar que en Son Goku s'hi ha quedat atrapat. Les Boles de Drac de Namek han arribat a la Terra, i la bona notícia és que, segons en Dende, encara hi ha possibilitats de fer ressuscitar en Son Goku. Però, si és així, com és que tothom està tan trist? | |          |                        |                            |                            |                                         |
| 107 | En Son Goku viu. Els amics ressusciten Ikiteita Son Gokū Zetto Senshi ga Zen'in Fukkatsu da!! (生きていた孫悟空 Z戦士が全員復活だ!!)                                                | 329      | 11 de setembre de 1991 | 4 de novembre de 1992      | 12 de juny de 2012         |                                         |
| Les Boles de Drac han fet ressuscitar totes les víctimes i ha arribat el moment del retrobaments i de les celebracions. En Krilin i en Iamxa tornen del món dels esperits, però la sorpresa apareix quan el drac de Namek assegura que no pot ressuscitar en Son Goku, perquè encara és viu! Però, si és així, com és que encara no ha tornat?                                                                                   | |          |                        |                            |                            |                                         |

### El retorn d'en Garlick Jr. (1991)
| # | Títol en català | Adaptat  | Estrena al Japó        | Data d'estrena a Catalunya | Data d'estrena a Catalunya | Audiència Canal 3XL (espectadors/share) |
| # | Títol en català | Adaptat  | Estrena al Japó        | Original                   | Canal 3XL                  | Audiència Canal 3XL (espectadors/share) |
| --- | --- | -------- | ---------------------- | -------------------------- | -------------------------- | --------------------------------------- |
| 108 | L'univers tremola. El fill d'en Gàrlic vol ser Déu Tenkai ga Taihen da!! Gārikku Junia ga Kami ni Naru!? (天界が大変だ!! ガーリックJr.が神になる!?)                                                                 | Original | 18 de setembre de 1991 | 5 de novembre de 1992      | 13 de juny de 2012         |                                         |
| Quan semblava que la pau havia retornat a la Terra, l'univers torna a tremolar amb l'aparició del fill d'en Gàrlic, que torna amb set de venjança i el desig d'eliminar tots els éssers vius del planeta. A més, amb la desaparició d'en Son Goku, el guerrer més poderós de la Terra, tot fa pensar que no hi haurà manera d'aturar aquesta nova amenaça.                                 | |          |                        |                            |                            |                                         |
| 109 | La terrible boira negra. Tothom s'ha convertit en dimoni Kyōfu no Kuroi Kiri...!! Minna Mazoku ni Natchatta (恐怖の黒い霧...!! みんな魔族になっちゃった)                                                            | Original | 25 de setembre de 1991 | 6 de novembre de 1992      | 13 de juny de 2012         |                                         |
| El fill d'en Gàrlic ha tornat de la Zona Morta per convertir-se en Déu. Després d'apoderar-se del palau del Totpoderós i amb l'ajuda de la boira negra, una substància terrible, que transforma tots els que la respiren en dimonis amb set de mal. També ha començat a reunir les Boles de Drac per ressuscitar el seu pare i poder regnar junts el planeta.                              | |          |                        |                            |                            |                                         |
| 110 | El cel es converteix en un camp de batalla. En Cor Petit ha tornat a caure a les mans de la família del dimoni Tenkai ga Senjō da!! Pikkoro ga Mazoku ni Gyaku Modori... (天界が戦場だ!! ピッコロが魔族に逆戻り...) | Original | 2 d'octubre de 1991    | 9 de novembre de 1992      | 14 de juny de 2012         |                                         |
| La boira negra del fill d'en Gàrlic ha convertit tothom en dimoni. No se n'han salvat ni na Xixi, ni en Iamxa, ni na Bulma, ni tan sols en Follet Tortuga! Després que en Cor Petit torni a caure a les mans de la família del dimoni, en Son Gohan i en Krilin aniran a la recerca de l'única substància capaç d'anul·lar els efectes de la boira negra: l'aigua sagrada.                 | |          |                        |                            |                            |                                         |
| 111 | La lluita amb en Cor Petit. El llac màgic de la ràbia Pikkoro to Kyokusetsu Taiketsu!! Tenkai ni Ikari no Masenkō (ピッコロと直接対決!! 天界に怒りの魔せん光)                                                       | Original | 9 d'octubre de 1991    | 10 de novembre de 1992     | 14 de juny de 2012         |                                         |
| El mestre Karin explica a en Son Gohan i a en Krilin que l'aigua sagrada és al palau del Totpoderós, però aviat es trobaran amb un obstacle inesperat: en Cor Petit convertit en dimoni i disposat a eliminar-los. En Son Gohan, en contra de la seva voluntat, es veurà obligat a enfrontar-se al seu mestre. Mentrestant, en Vegeta continua buscant en Son Goku per l'espai.            | |          |                        |                            |                            |                                         |
| 112 | Heu de ser vosaltres mateixos. L'aigua sagrada és a dalt de la torre Minna no Kokoro o Torimodose!! Shinden ni Nemuru Chō Shinsui (みんなの心を取り戻せ!! 神殿に眠る超神水)                                         | Original | 16 d'octubre de 1991   | 11 de novembre de 1992     | 15 de juny de 2012         |                                         |
| En Son Gohan continua aguantant l'atac brutal d'en Cor Petit, mentre en Krilin, molt mal ferit, intenta alliberar el Totpoderós, però també acaba sent víctima de la boira negra. En Son Gohan és l'únic que pot arribar a l'aigua sagrada per anular els efectes de la boira negra, però ara, com a rivals, té els seus dos millors amics: en Krilin i en Cor Petit.                      | |          |                        |                            |                            |                                         |
| 113 | Demà serà massa tard. Un atac desesperat de Déu Asa made Matenai!! Kamisama no Kakugo o Kimeta Kesshikō (朝まで待てない!! 神様の覚悟をきめた決死行)                                                                 | Original | 23 d'octubre de 1991   | 12 de novembre de 1992     | 15 de juny de 2012         |                                         |
| En Krilin i en Cor Petit, que havien enganyat el fill d'en Gàrlic fent veure que els havia afectat la boira negra, ho han aprofitat per alliberar el senyor Popo i el Totpoderós, que posarà en risc la seva vida per aconseguir l'aigua sagrada. El fill d'en Gàrlic es comença a transformar per augmentar la seva força gràcies a l'energia del planeta endimoniat.                     | |          |                        |                            |                            |                                         |
| 114 | Batalla superradical dels déus deslleials Chō Kageki ni Shōbu da!! Okite Yaburi no Kamisama (超過激に勝負だ!! 掟やぶりの神様)                                                                                       | Original | 30 d'octubre de 1991   | 13 de novembre de 1992     | 16 de juny de 2012         |                                         |
| El fill d'en Gàrlic i els seus homes han fet servir l'energia diabòlica del planeta endimoniat per augmentar la seva força, però en Krilin, en Cor Petit i en Son Gohan estan disposats a plantar cara a aquesta nova amenaça. Mentrestant, els Antics Guardians de la Terra comencen a xuclar la força vital del Totpoderós i, al mateix temps, la d'en Cor Petit.                        | |          |                        |                            |                            |                                         |
| 115 | L'aigua sagrada funciona. El món es desperta d'un malson Kiita ze Chō Shinsui!! Sekai ga Akumu kara Sameta (効いたぜ超神水!! 世界が悪夢からさめた)                                                                  | Original | 6 de novembre de 1991  | 16 de novembre de 1992     | 16 de juny de 2012         |                                         |
| En un últim esforç per salvar els seus amics, en Son Gohan llança un atac amb totes les seves forces contra el fill d'en Gàrlic, convertit ara en un gegant immortal. A la Zona Sagrada, continuen els atacs contra el Totpoderós, que ordena al senyor Popo que faci servir l'aigua sagrada abans que el fill d'en Gàrlic dugui el seu pla fins a les últimes conseqüències.              | |          |                        |                            |                            |                                         |
| 116 | Una bona oportunitat de disparar contra el planeta endimoniat Gohan ni Isshun no Shōki!! Ano Makyōsei o Ute!! (悟飯に一瞬の勝機!! あの魔凶星を撃て!!)                                                               | Original | 13 de novembre de 1991 | 17 de novembre de 1992     | 17 de juny de 2012         |                                         |
| Encegat per la ràbia que sent i desesperat per derrotar els seus enemics, el fill d'en Gàrlic obre una Zona Morta molt perillosa. Ara, amb en Cor Petit i en Krilin fora de joc, l'únic que el pot aturar és en Son Gohan. Però, serà capaç de parar-li els peus i de salvar la Terra, encara que per aconseguir-ho hagi de sacrificar els seus amics?                                     | |          |                        |                            |                            |                                         |
| 117 | Una afirmació d'en Krilin: és dur ser un home Otoko da nē...Kuririn Hyakuikkaime no Puropōzu (男だねェ...クリリン101回目のプロポーズ)                                                                               | Original | 20 de novembre de 1991 | 18 de novembre de 1992     | 17 de juny de 2012         |                                         |
| Després d'haver vençut el fill d'en Gàrlic, els guerrers tornen a fer la seva vida de sempre i la pau ha tornat a la Terra. En Krilin, després de conèixer la llegenda de la Llàgrima de la Sirena, una perla llegendària, se n'anirà a buscar-la per fer feliç la Maron, la seva nòvia. Quan torni d'aquesta gran aventura amb en Son Gohan, haurà de prendre una decisió molt important. | |          |                        |                            |                            |                                         |

### Els Androides (1991-1992)
| # | Títol en català | Adaptat  | Data d'estrena al Japó | Data d'estrena a Catalunya | Data d'estrena a Catalunya | Audiència Canal 3XL (espectadors/share) |
| # | Títol en català | Adaptat  | Data d'estrena al Japó | Original                   | Canal 3XL                  | Audiència Canal 3XL (espectadors/share) |
| --- | --- | -------- | ---------------------- | -------------------------- | -------------------------- | --------------------------------------- |
| 118 | Això és la Terra, pare. En Freezer contraataca Are ga Chikyū dayo Papa... Furīza Oyako no Gyakushū (あれが地球だよパパ... フリーザ親子の逆襲)                                         | 329      | 27 de novembre de 1991 | 19 de novembre de 1992     | 18 de juny de 2012         |                                         |
| Un any després de la batalla de Namek, en Son Gohan i els seus amics detecten una energia maligna d'una força increïble que s'acosta a la Terra. Els temors més profunds es confirmen quan descobreixen que en Freezer ha sobreviscut i es dirigeix cap a la Terra amb el seu pare. Això podria ser el final...                                                                                   | |          |                        |                            |                            |                                         |
| 119 | Guanyaré en Freezer. Un jove misteriós Furīza wa Boku ga Taosu... Gokū o Matsu Nazo no Shōnen (フリーザはボクが倒す... 悟空を待つ謎の少年)                                            | 330-331  | 4 de desembre de 1991  | 20 de novembre de 1992     | 18 de juny de 2012         |                                         |
| Quan encara falten tres hores perquè torni en Son Goku, la Terra s'enfronta a una de les pitjors crisis que ha viscut mai: l'amenaça d'en Freezer, acompanyat del seu pare. Però quan tot semblava perdut, del no res, apareix un jove misteriós que assegura que és capaç de plantar cara a en Freezer. Qui deu ser?                                                                             | |          |                        |                            |                            |                                         |
| 120 | En Freezer cau destrossat. Un altre superguerrer Furīza o Ittō Ryōdan!! Mō Hitori no Sūpā Saiyajin (フリーザを一刀両断!! もう一人の超サイヤ人)                                        | 331      | 11 de desembre de 1991 | 23 de novembre de 1992     | 19 de juny de 2012         |                                         |
| El jove misteriós que assegura que pot derrotar en Freezer resulta que és un altre superguerrer llegendari. Ben aviat demostrarà la seva gran superioritat i posarà fi a la diabòlica venjança que tenien planejada en Freezer i el seu pare. En Vegeta i companyia es quedaran bocabadats davant de la presència d'un altre superguerrer.                                                        | |          |                        |                            |                            |                                         |
| 121 | Quant de temps sense veure'ns! En Son Goku ha tornat Ossu!! Hisashiburi... Kaettekita Son Gokū (オッス!! ひさしぶり... 帰って来た孫悟空)                                              | 332-333  | 18 de desembre de 1991 | 24 de novembre de 1992     | 19 de juny de 2012         |                                         |
| Després d'haver derrotat i d'haver fet bocins en Freezer i el seu pare sense cap problema, el jove superguerrer anuncia el lloc i l'hora exacta de l'arribada d'en Son Goku a la Terra. El més sorprenent de tot és que quan en Son Goku apareix, tampoc no té idea de qui és el jove misteriós. Pot ser que vingui d'un altre temps?                                                             | |          |                        |                            |                            |                                         |
| 122 | El meu pare és en Vegeta Boku no Chichi wa Bejīta desu... Nazo no Shōnen no Kokuhaku (ボクの父はベジータです... 謎の少年の告白)                                                       | 334-335  | 15 de gener de 1992    | 25 de novembre de 1992     | 20 de juny de 2012         |                                         |
| Per fi queda resolt el gran enigma que envolta el jove superguerrer. Es tracta d'en Trunks, el fill d'en Vegeta i de na Bulma, que ha viatjat vint anys enrere per avisar en Son Goku d'una futura amenaça. D'aquí a tres anys el doctor Guero crearà dos androides amb una força increïble que mataran tots els guerrers que s'hi enfrontin.                                                     | |          |                        |                            |                            |                                         |
| 123 | La nova tècnica d'en Son Goku Gokū no Shin Hissatsu Waza!? Mitekure, Ora no Shunkan Idō (悟空の新必殺技!? 見てくれ、オラの瞬間移動)                                                   | 336      | 22 de gener de 1992    | 26 de novembre de 1992     | 20 de juny de 2012         |                                         |
| Després d'haver posat tothom al corrent de la profecia del jove del futur, tots els guerrers decideixen dedicar els pròxims tres anys a entrenar-se més que mai per esperar l'arribada dels dos androides. A més, en Son Goku farà una demostració de la nova tècnica que ha adquirit i que li permet transportar-se de manera instantània a qualsevol lloc de l'univers.                         | |          |                        |                            |                            |                                         |
| 124 | El rei dels superguerrers. La cursa pel combat Koeteyaru...Gokū o!! Sentō Minzoku Saiyajin no Ō (こえてやる...悟空を!! 戦闘民族サイヤ人の王)                                          | Original | 29 de gener de 1992    | 27 de novembre de 1992     | 21 de juny de 2012         |                                         |
| En Son Goku, en Cor Petit, en Son Gohan, en Vegeta i la resta de guerrers inicien una etapa molt dura d'entrenaments perquè el futur infernal que els va pintar en Trunks no arribi mai a fer-se realitat. En Vegeta, obsessionat a superar en Son Goku, s'entrena amb una gravetat que no pot aguantar i s'acaba fent mal.                                                                       | |          |                        |                            |                            |                                         |
| 125 | En Son Goku davant d'una altra prova Menkyo Kaiden? Gokū no Aratanaru Shiren (免許皆伝? 悟空の新たなる試練)                                                                           | 336      | 5 de febrer de 1992    | 30 de novembre de 1992     | 21 de juny de 2012         |                                         |
| Després d'haver-se enfrontat al poderós Freezer i d'haver salvat la Terra en més d'una ocasió, en Son Goku, acompanyat d'en Cor Petit, s'enfronta ara al repte més gran de la seva vida: treure's el carnet de conduir per no haver d'aguantar el mal geni de na Xixi! En Vegeta es continua entrenant cada cop amb una gravetat més alta.                                                        | |          |                        |                            |                            |                                         |
| 126 | Finalment arriben els androides que assassinen a sang freda Kehai o Motanu Satsujinki Doitsu ga Jinzō Ningen da!? (気配を持たぬ殺人鬼 どいつが人造人間だ!?)                           | 337-338  | 12 de febrer de 1992   | 1 de desembre de 1992      | 22 de juny de 2012         |                                         |
| Han passat tres anys i tothom, menys en Vegeta, es reuneix en el lloc on en Trunks havia dit que apareixerien els androides. Per fi ha arribat el moment de la veritat! Tal com havia pronosticat el jove del futur, apareixen els androides assassins i en Iamxa es converteix en la primera víctima de la matança. Però, quin és el poder ocult dels androides?                                 | |          |                        |                            |                            |                                         |
| 127 | Vigila, Son Goku! Els androides et poden absorbir la força Reiketsu Nijūgō no Akugyaku Hidō!! Gokū, Ikari no Chō Henshin (冷血20号の悪逆非道!! 悟空、怒りの超変身)                    | 339-340  | 19 de febrer de 1992   | 2 de desembre de 1992      | 22 de juny de 2012         |                                         |
| Després de localitzar els androides assassins i de comprovar que l'A-20 ha destruït mitja ciutat sense cap mena d'escrúpols, la batalla es trasllada cap a una illa remota. Allà, en Son Goku sorprèn els androides amb una transformació plena de ràbia, però ni convertit en superguerrer no sembla que els faci gaire por.                                                                     | |          |                        |                            |                            |                                         |
| 128 | En Son Goku rep per partida doble: una malaltia i els seus enemics Gokū, Daburu Shokku!! Yamai to Teki no Hasamiuchi (悟空、ダブルショック!! 病と敵のはさみ撃ち)                      | 341-342  | 26 de febrer de 1992   | 3 de desembre de 1992      | 23 de juny de 2012         |                                         |
| La batalla entre en Son Goku i l'A-19 cada cop és més intensa. L'A-19 absorbeix sense cap problema el Kamehame d'en Goku, que comença a mostrar un comportament força estrany. Aviat en Son Gohan s'adonarà que el que va predir en Trunks és veritat i que els problemes cardíacs d'en Son Goku són una realitat.                                                                                | |          |                        |                            |                            |                                         |
| 129 | En Vegeta també és un superguerrer Bejīta Tsuyoshi!! Mezameru Sūpā Saiyajin no Chi (ベジータ強し!! 目覚める超サイヤ人の血)                                                            | 342-343  | 4 de març de 1992      | 4 de desembre de 1992      | 23 de juny de 2012         |                                         |
| La malaltia d'en Son Goku li comença a passar factura i es queda indefens davant de l'A-19, que li absorbeix tota la força. Aleshores, apareix en Vegeta, que deixa tothom bocabadat quan demostra que ell també és capaç de transformar-se en un superguerrer. Tot i així, els androides encara no perden la confiança.                                                                          | |          |                        |                            |                            |                                         |
| 130 | El secret del doctor Guero Nijūgō no Futeki na Warai... Dokutā Gero no Himitsu (20号の不敵な笑い... ドクターゲロの秘密)                                                               | 343-345  | 11 de març de 1992     | 7 de desembre de 1992      | 24 de juny de 2012         |                                         |
| En Vegeta, transformat en superguerrer, venç amb certa facilitat l'A-19, la qual cosa fa que l'A-20 fugi de l'escenari del combat i s'amagui per les muntanyes. Incapaç de detectar l'energia dels androides, en Vegeta els haurà de buscar a la manera antiga. Els seus companys, que no es volen perdre l'enfrontament, el segueixen per donar-li un cop de mà.                                 | |          |                        |                            |                            |                                         |
| 131 | Es descobreix un fet increïble. Qui són els androides? Jijitsu wa Mirai yori Osoroshii!? Torankusu no Giwaku (事実は未来より恐ろしい!? トランクスの疑惑)                              | 346-347  | 18 de març de 1992     | 8 de desembre de 1992      | 24 de juny de 2012         |                                         |
| En Vegeta, en Cor Petit, en Son Gohan i companyia continuen buscant l'A-20, que està més disposat a ser el caçador que no pas la presa. Després d'una batalla cruenta, en Trunks torna a aparèixer a temps per descobrir que el passat ha canviat, però que això és una mala notícia. Pot ser que hagin estat lluitant contra els androides equivocats?!                                          | |          |                        |                            |                            |                                         |
| 132 | Seguint el doctor Guero, s'arriba al seu laboratori Tsuigeki!! Dokutā Gero Nazo no Kenkyūjo o Sagashidase (追撃!! ドクターゲロ 謎の研究所を探し出せ)                                  | 347-348  | 25 de març de 1992     | 9 de desembre de 1992      | 25 de juny de 2012         |                                         |
| Ara que en Trunks ha revelat que l'A-20 és el doctor Guero i que els androides que converteixen el futur en un infern són l'A-17 i l'A-18, és més important que mai trobar el laboratori secret del científic abans que ell, perquè no pugui tornar a activar els dos androides assassins. Les indicacions de na Bulma seran vitals per trobar el laboratori, però podrien no arribar-hi a temps. | |          |                        |                            |                            |                                         |
| 133 | Els malsons es converteixen en realitat. Es presenten l'A-17 i l'A-18 Soshite Kyōfu ga Genjitsu ni... Mezameru Jū-Nanagō to Jū-Hachigō!! (そして恐怖が現実に... 目覚める17号と18号!!) | 349-350  | 1 d'abril de 1992      | 10 de desembre de 1992     | 25 de juny de 2012         |                                         |
| Quan per fi els guerrers arriben al laboratori secret del doctor Guero, en Vegeta, que no fa cas del consell d'en Trunks, permet que el científic activi l'A-17 i l'A-18. L'A-17 no trigarà a enfrontar-se al mateix doctor Guero per prendre-li l'aparell d'autodestrucció i, d'aquesta manera, poder dur a terme el seu pla d'eliminar en Son Goku.                                             | |          |                        |                            |                            |                                         |
| 134 | L'arma definitiva per eliminar en Son Goku Subete ga Teokure ka!? Gokū o Korosu Saishū Heiki (すべてが手遅れか!? 悟空を殺す最終兵器)                                                  | 350-351  | 8 d'abril de 1992      | 11 de desembre de 1992     | 26 de juny de 2012         |                                         |
| Després de destruir el doctor Guero, l'A-17 i l'A-18 també desperten l'A-16, un altre androide del qual no n'havia sentit parlar ni en Trunks. Els tres androides estan programats per assassinar en Son Goku i es disposen a localitzar-lo. En Vegeta, més furiós que mai, està convençut que els pot aturar i comença a enfrontar-se amb l'A-18.                                                | |          |                        |                            |                            |                                         |
| 135 | Una androide d'aspecte atractiu amb força de superguerrer. L'A-18 no té falles Kawaii Kao de Chō Pawā!? Jūhachigō ni Shikaku Nashi (かわいい顔で超パワー!? 18号に死角なし)            | 352-353  | 15 d'abril de 1992     | 14 de desembre de 1992     | 26 de juny de 2012         |                                         |
| Per fi comença la gran batalla entre en Vegeta i l'A-18, una androide molt atractiva amb força de superguerrer. En Trunks i els altres també hi volen intervenir, però en Vegeta insisteix a lluitar tot sol contra una enemiga que, d'entrada, no mostra cap punt dèbil. Al final, en Trunks decideix donar-li un cop de mà, però l'A-17 també hi dirà la seva.                                  | |          |                        |                            |                            |                                         |
| 136 | Els superguerrers no podran guanyar els androides, tampoc? Dare ni mo Yatsura o Tomerarenai... Zetto Senshi Zenmetsu ka!? (誰にも奴らを止められない... Z戦士全滅か!?)                 | 354-355  | 22 d'abril de 1992     | 15 de desembre de 1992     | 27 de juny de 2012         |                                         |
| Després de la humiliació d'en Vegeta per part de l'atractiva A-18, en Trunks, en Cor Petit i en Ten Shin Han, que també han decidit entrar en combat, acaben passant pel mateix mal tràngol. Queda clar que per als androides tot plegat és un joc que té com a premi final el cap d'en Son Goku.                                                                                                 | |          |                        |                            |                            |                                         |
| 137 | La decisió d'en Cor Petit. No hi ha alternativa Pikkoro no Ketsui!! Totteoki no Saigo no Shudan (ピッコロの決意!! とっておきの最後の手段)                                             | 355      | 29 d'abril de 1992     | 16 de desembre de 1992     | 27 de juny de 2012         |                                         |
| Davant del poder aclaparador dels androides, l'orgull ferit dels guerrers fa que comencin a prendre mesures desesperades. En Vegeta deixa clar que els androides es penediran d'haver-lo deixat viu, i en Cor Petit decideix anar a veure el Totpoderós per exigir-li que es tornin a fusionar amb l'objectiu d'augmentar encara més la seva força.                                               | |          |                        |                            |                            |                                         |
| 138 | Els androides estan decidits a trobar en Son Goku Aruku Chō Hakai Heiki!! Jinzō Ningen ga Gokū ni Semaru (歩く超破壊兵器!! 人造人間が悟空に迫る)                                      | 356      | 6 de maig de 1992      | 17 de desembre de 1992     | 28 de juny de 2012         |                                         |
| Els androides cada vegada estan més a prop d'en Son Goku, que és a casa seva convalescent i totalment indefens. En Krilin i companyia decideixen emportar-se el seu amic, encara inconscient, a la casa d'en Muten Roshi per protegir-lo de l'amenaça imminent dels androides, que provoquen el caos per allà on passen.                                                                          | |          |                        |                            |                            |                                         |
| 139 | La Bulma explica una cosa molt misteriosa Fukitsuna Yokan! Buruma ga Shiraseta Misuterī (不吉な予感！ブルマが知らせたミステリー)                                                      | 357      | 13 de maig de 1992     | 18 de desembre de 1992     | 28 de juny de 2012         |                                         |
| Mentre en Krilin i companyia traslladen en Son Goku a la casa d'en Muten Roshi, na Bulma es posa en contacte amb ells per advertir-los de l'aparició d'una segona màquina del temps. Arran d'això apareixen molts més misteris. Qui hi ha viatjat? I amb quin objectiu? Pot ser que algú altre hagi seguit en Trunks des del futur?                                                               | |          |                        |                            |                            |                                         |

### Cèl·lula (1992)
| # | Títol en català | Adaptat | Estrena al Japó        | Data d'estrena a Catalunya | Data d'estrena a Catalunya | Audiència Canal 3XL (espectadors/share) |
| # | Títol en català | Adaptat | Estrena al Japó        | Original                   | Canal 3XL                  | Audiència Canal 3XL (espectadors/share) |
| --- | --- | ------- | ---------------------- | -------------------------- | -------------------------- | --------------------------------------- |
| 140 | Apareix un ou estrany. En Trunks s'esgarrifa Jaaku no Tamago o Hakken!! Kyōfu suru Torankusu (邪悪の卵を発見!! 恐怖するトランクス)                                                        | 358-359 | 20 de maig de 1992     | 21 de desembre de 1992     | 29 de juny de 2012         |                                         |
| Mentre investiguen la segona màquina del temps, na Bulma i companyia troben les restes d'un ou i la muda d'un cos que deixa clar que es tracta d'una criatura perillosa. Segons el diari de bord de la màquina del temps, el que la va fer servir va arribar a la Terra un any abans que en Trunks. A més, el Totpoderós detecta que la Terra corre un gran perill.                                 | |         |                        |                            |                            |                                         |
| 141 | El naixement del Supernamek. Lluita contra l'enemic desconegut Katsutenai Teki ni Mukete... Sūpā Namekkuseijin Tanjō!! (かつてない敵に向けて... 超ナメック星人誕生!!)                     | 359-361 | 27 de maig de 1992     | 22 de desembre de 1992     | 29 de juny de 2012         |                                         |
| Na Bulma no creu que la misteriosa desaparició de 15.000 persones a Gingertown hagi estat obra dels androides. L'amenaça sense precedents d'un nou enemic invencible fa que en Cor Petit i el Totpoderós es tornin a fusionar per donar pas al Supernamek, que se'n va directament cap a Gingertown a veure el nou monstre arribat del futur.                                                       | |         |                        |                            |                            |                                         |
| 142 | El kamehame. El monstre és l'esperit d'en Son Goku? Kamehameha!? Gokū no Ki o Motsu Monsutā (カメハメ波!? 悟空の気を持つモンスター)                                                       | 361-362 | 3 de juny de 1992      | 23 de desembre de 1992     | 30 de juny de 2012         |                                         |
| El nou monstre arribat del futur que absorbeix la vida de la gent sembla que té l'energia i que projecta els mateixos atacs que en Son Goku. El primer d'enfrontar-s'hi serà en Cor Petit, ara convertit en el Supernamek. Els androides detecten el combat, i l'A-16 diu que un dels contrincants té la mateixa força que l'A-17 i l'A-18 junts.                                                   | |         |                        |                            |                            |                                         |
| 143 | Un androide horrorós i destructor: en Cèl·lula Zōo to Hakai no Seimeitai!! Yatsu no Na wa Jinzō Ningen Seru (憎悪と破壊の生命体!! 奴の名は人造人間セル)                                   | 363     | 10 de juny de 1992     | 24 de desembre de 1992     | 30 de juny de 2012         |                                         |
| Després de sorprendre en Cor Petit amb un kamehame, en Cèl·lula li explica que és un androide que va ser concebut per l'ordinador del doctor Guero a partir de cèl·lules d'en Son Goku, en Vegeta i en Freezer, entre d'altres, i que ha viatjat cap al passat per absorbir l'A-17 i l'A-18 amb l'objectiu d'aconseguir la seva forma perfecta.                                                     | |         |                        |                            |                            |                                         |
| 144 | En Cor Petit s'equivoca. En Cèl·lula arriba a una altra ciutat Pikkoro Tsūkon no Dai Shippai! Seru ga Machi ni Hanatareta! (ピッコロ痛恨の大失敗! セルが街に放たれた!)                    | 364     | 17 de juny de 1992     | 28 de desembre de 1992     | 1 de juliol de 2012        |                                         |
| Després d'haver enganyat en Cèl·lula perquè li revelés els plans i la identitat, en Cor Petit regenera el seu braç i es prepara per a un altre assalt. En Cèl·lula, conscient que no el pot vèncer, fa servir en Ten Shin Han per encegar en Cor Petit, en Trunks i en Krilin i per fugir i atacar una altra ciutat. En Ten Shin Han i en Vegeta s'uneixen als altres per investigar què ha passat. | |         |                        |                            |                            |                                         |
| 145 | Quin secret amaga el naixement d'en Cèl·lula? Què hi ha al soterrani del laboratori? Seru Tanjō no Himitsu! Kenkyūjo no Chika ni Nani ga aru!? (セル誕生の秘密! 研究所の地下に何がある!?) | 365     | 24 de juny de 1992     | 29 de desembre de 1992     | 1 de juliol de 2012        |                                         |
| Mentre que en Cèl·lula continua augmentant el seu poder assassinant gent, en Krilin i en Trunks arriben al soterrani del laboratori del doctor Guero, que és on es va crear en Cèl·lula, i troben els plànols de l'A-17. Amb aquest descobriment na Bulma podria descobrir el punt dèbil dels androides i fer servir la informació per aturar en Cèl·lula.                                          | |         |                        |                            |                            |                                         |
| 146 | En Goku es desperta. Podrà superar la força dels superguerrers? Gokū Tatakai e no Mezame! Sūpā Saiyajin o Koero!! (悟空闘いへの目覚め! 超サイヤ人を超えろ!!)                              | 365     | 1 de juliol de 1992    | 30 de desembre de 1992     | 2 de juliol de 2012        |                                         |
| En Cèl·lula continua sembrant el pànic per allà on passa amb l'únic objectiu d'absorbir l'A-17 i l'A-18 per arribar a la seva forma perfecta. Mentrestant, en Son Goku es recupera de la seva malaltia i entén que l'única manera de resoldre aquesta crisi és entrenar-se fins al punt de superar la força dels superguerrers, igual que en Vegeta.                                                | |         |                        |                            |                            |                                         |
| 147 | Un entrenament més dur per ser més fort: un superguerrer Shugyō o Isoge Saiyajin! Seishin to Toki no Heya de... (修行を急げサイヤ人! 精神と時の部屋で...)                                 | 366     | 8 de juliol de 1992    | 7 d'octubre de 1993        | 2 de juliol de 2012        |                                         |
| Aconsellat per en Son Goku, en Vegeta i en Trunks es comencen a entrenar a la Sala de l'Esperit del Temps, on un dia d'entrenament equival a tot el d'un any a l'exterior. L'objectiu és superar la força dels superguerrers, però abans de finalitzar el primer dia d'entrenament, apareixen els androides A-17 i A-18.                                                                            | |         |                        |                            |                            |                                         |
| 148 | En Cèl·lula s'acosta a la ciutat Ten o Saku Gekiretsu Kōdan!! Pikkoro tai Jinzō Ningen Jūnanagō (天を裂く激烈光弾!! ピッコロVS人造人間17号)                                               | 367     | 15 de juliol de 1992   | 8 d'octubre de 1993        | 3 de juliol de 2012        |                                         |
| Disposat a aguantar fins a l'arribada dels superguerrers, en Cor Petit s'enfronta amb l'A-17, però els pitjors temors es fan realitat quan en Cèl·lula detecta l'energia del Supernamek i decideix anar-lo a buscar. Mentrestant, en Vegeta i en Trunks continuen a la Sala de l'Esperit del Temps per intentar superar la força dels superguerrers.                                                | |         |                        |                            |                            |                                         |
| 149 | Aconseguirà la perfecció del cos, en Cèl·lula? Kono Hi o Matteita!! Seru - Kanzentai e no Jokyoku (この日を待っていた!! セル·完全体への序曲)                                              | 368     | 22 de juliol de 1992   | 11 d'octubre de 1993       | 3 de juliol de 2012        |                                         |
| Gràcies al gran poder que li ha atorgat la fusió amb el Totpoderós, en Cor Petit és capaç d'enfrontar-se a l'A-17 en igualtat de condicions. Aviat, però, apareix en Cèl·lula amb la intenció d'absorbir els androides i aconseguir la seva forma perfecta. Avui podria ser el gran dia per a l'abominable Cèl·lula!                                                                                | |         |                        |                            |                            |                                         |
| 150 | En Cor Petit contra l'invencible Cèl·lula Sutemi no Hangeki Oyobazu! Pikkoro Moetsukiru!! (捨て身の反撃及ばず! ピッコロ燃え尽きる!!)                                                      | 369-370 | 29 de juliol de 1992   | 13 d'octubre de 1993       | 4 de juliol de 2012        |                                         |
| En Cor Petit demostra tot el seu coratge intentant aturar l'invencible Cèl·lula per donar temps de fugir a l'A-17 i a l'A-18. Sense els superguerrers en acció, el Supernamek només té l'opció d'aguantar tant com pugui per ajornar el que és inevitable, una acció que fins i tot li podria costar la vida.                                                                                       | |         |                        |                            |                            |                                         |
| 151 | L'últim recurs: l'androide 16 Nokosareta Yuiitsu no Nozomi... Mugon no Senshi Jūrokugō Tatsu!! (残された唯一の望み... 無言の戦士16号立つ!!)                                               | 371     | 5 d'agost de 1992      | 14 d'octubre de 1993       | 4 de juliol de 2012        |                                         |
| Amb en Cor Petit fora de combat i veient que l'A-17 no té gran cosa a fer davant d'en Cèl·lula, l'androide 16 passa a l'acció per primera vegada amb l'objectiu de defensar els seus companys. D'entrada, el posa entre l'espasa i la paret, però el poder de regeneració d'en Cèl·lula podria acabar sent un factor decisiu.                                                                       | |         |                        |                            |                            |                                         |
| 152 | En Cèl·lula absorbeix l'androide 17 Jūnanagō o Nomikonda... Henshin Seru wa Chō Gurume (17号を飲み込んだ... 変身セルは超グルメ)                                                           | 371-373 | 12 d'agost de 1992     | 15 d'octubre de 1993       | 5 de juliol de 2012        |                                         |
| En Cèl·lula per fi absorbeix l'androide 17 i, a més de canviar d'aspecte, també guanya força i rapidesa. Ara, l'únic que pot intentar evitar que en Cèl·lula també absorbeixi l'A-16 i l'A-18 és en Ten Shin Han, que ha estat observant els combats i provarà d'aturar Cèl·lula, que cada cop sembla més invencible.                                                                               | |         |                        |                            |                            |                                         |
| 153 | No emetis més triangles d'energia mortal, Ten Shin, o moriràs Ashita wa Omē o Tatakinomesu!! Gokū no Chōsenjō (明日はオメエを叩きのめす!! 悟空の挑戦状)                                   | 374     | 19 d'agost de 1992     | 18 d'octubre de 1993       | 5 de juliol de 2012        |                                         |
| Després del sacrifici d'en Ten Shin Han perquè l'A-16 i l'A-18 poguessin fugir, en Son Goku es teleporta fins al lloc del combat per demanar-li a en Cèl·lula que li doni un dia de temps. Li assegura que l'endemà tornarà i el vencerà. En Cor Petit mostra senyals de vida i en Son Goku teleporta els superguerrers ferits al Palau del Totpoderós.                                             | |         |                        |                            |                            |                                         |
| 154 | En Cèl·lula comença un atac indiscriminat Subete Ore ga Katadzukeru!! Shinsei Bejīta Oyako Shutsugeki (全てオレが片付ける!! 新生ベジータ親子出撃)                                         | 375-376 | 26 d'agost de 1992     | 19 d'octubre de 1993       | 6 de juliol de 2012        |                                         |
| Amb l'afany d'absorbir l'A-18 i aconseguir la forma perfecta, en Cèl·lula comença un atac indiscriminat per totes les illes. En Vegeta i en Trunks per fi surten de la Sala de l'Esperit del Temps i, convençuts que poden acabar amb en Cèl·lula, inicien la persecució. Els pròxims d'entrar a la sala d'entrenament són en Son Goku i en Son Gohan.                                              | |         |                        |                            |                            |                                         |
| 155 | El superpoderós Vegeta Ikinari Zenkai!! Hikari Kagayaku Bejīta no Chō Pawā (いきなり全開!! 光り輝くベジータの超パワー)                                                                    | 376-377 | 2 de setembre de 1992  | 20 d'octubre de 1993       | 6 de juliol de 2012        |                                         |
| Just quan en Cèl·lula està a punt d'absorbir l'A-18, apareix en Vegeta i demostra que en un any d'entrenament s'ha convertit en un superguerrer superpoderós. Pot ser que sigui aquest, el poder del qual parlava en Son Goku? La demostració de força del nou Vegeta deixa en Cèl·lula impressionat i comença el combat.                                                                           | |         |                        |                            |                            |                                         |
| 156 | Agenolleu-vos davant meu. Sóc en Supervegeta Seru yo Hizamaduke! Ore wa Sūpā Bejīta da!! (セルよひざまずけ! オレは超ベジータだ!!)                                                         | 378     | 9 de setembre de 1992  | 21 d'octubre de 1993       | 7 de juliol de 2012        |                                         |
| Mentre en Son Goku continua entrenant en Son Gohan perquè es converteixi en superguerrer a la Sala de l'Esperit del Temps, el superpoderós Vegeta deixa més clar que mai que l'any d'entrenament ha obert una distància insalvable entre ell i en Cèl·lula. El combat continua i tot fa pensar que en Vegeta serà molt superior a en Cèl·lula.                                                      | |         |                        |                            |                            |                                         |
| 157 | L'arrogància perillosa d'en Vegeta Kiken na Puraido!! Kanzentai Seru e no Chōsen (危険なプライド!! 完全体セルへの挑戦)                                                                    | 379     | 16 de setembre de 1992 | 22 d'octubre de 1993       | 7 de juliol de 2012        |                                         |
| Quan sembla que en Vegeta ho té tot guanyat, en Cèl·lula decideix atacar-lo directament al punt més dèbil: l'arrogància. El repte que li proposa és que li permeti aconseguir la perfecció del cos perquè el superguerrer s'hi pugui enfrontar i d'aquesta manera el combat sigui més igualat. | |         |                        |                            |                            |                                         |
| 158 | Destruir o no destruir l'androide 18: un problema per a en Krilin Ore Nayanjau!! Kuririn no Jūhachigō Hakai Kōsaku (オレ悩んじゃう!! クリリンの18号破壊工作)                              | 379-380 | 23 de setembre de 1992 | 25 d'octubre de 1993       | 8 de juliol de 2012        |                                         |
| En Cèl·lula per fi convenç en Vegeta que li permeti aconseguir la perfecció del cos per poder lluitar contra ell i l'ajuda a localitzar l'androide 18. Mentrestant, en Krilin, que ja ha trobat l'A-18, li perdona la vida per algun motiu i destrueix l'aparell d'autodestrucció que havia creat na Bulma per acabar amb els androides.                                                            | |         |                        |                            |                            |                                         |
| 159 | En Cèl·lula aconsegueix la perfecció del cos Zen Uchū ni Shōgeki!! Seru, Kanzentai e Kyōi no Shinka (全宇宙に衝撃!! セル、完全体へ驚異の進化)                                             | 381-382 | 30 de setembre de 1992 | 26 d'octubre de 1993       | 8 de juliol de 2012        |                                         |
| Amb l'ajuda d'en Vegeta, que ataca en Trunks, el seu propi fill, en Cèl·lula finalment absorbeix l'androide 18 i aconsegueix la perfecció del cos. Acaba de néixer l'ésser més poderós que ha conegut mai l'univers i la seva energia es pot detectar fins a Namek. Pot ser que hagin desaparegut totes les esperances de salvar la Terra?!                                                         | |         |                        |                            |                            |                                         |
| 160 | En Cèl·lula: la destrucció feta monstre Sentōryoku Mugendai!! Seru to Iu Na no Hakaishin Tanjō (戦闘力無限大!! セルという名の破壊神誕生)                                                  | 382     | 14 d'octubre de 1992   | 27 d'octubre de 1993       | 9 de juliol de 2012        |                                         |
| El somni del doctor Guero per fi s'ha fet realitat: en Cèl·lula ha aconseguit la perfecció del cos i ha creat un monstre capaç de destruir tot el món. En Krilin serà el primer de comprovar-ho de primera mà. Mentrestant, en Son Goku continua entrenant en Son Gohan a la Sala de l'Esperit del Temps per convertir-lo en l'última esperança per salvar la Terra.                                | |         |                        |                            |                            |                                         |
| 161 | En Vegeta corre perill Sūpā Bejīta Ayaushi!! Kanzen Muketsu no Kyōfu ga Semaru!! (超ベジータ危うし!! 完全無欠の恐怖が迫る!!)                                                              | 383     | 21 d'octubre de 1992   | 28 d'octubre de 1993       | 9 de juliol de 2012        |                                         |
| Després de permetre que en Cèl·lula aconseguís la perfecció del cos, en Vegeta podrà tirar endavant el repte que tant desitjava. Malauradament, el poder de l'androide perfecte supera totes les expectatives i en Vegeta corre un perill més gran que ningú s'esperava. D'altra banda, en Son Gohan comença a controlar el seu poder de superguerrer.                                              | |         |                        |                            |                            |                                         |
| 162 | En Trunks supera la força dels superguerrers Sūpā Saiyajin no Genkai Toppa!! Arashi o Yobu Torankusu (超サイヤ人の限界突破!! 嵐を呼ぶトランクス)                                          | 384-386 | 28 d'octubre de 1992   | 29 d'octubre de 1993       | 10 de juliol de 2012       |                                         |
| Disposat a lluitar fins al final contra el seu enemic indestructible, en Vegeta esgota les últimes forces que li queden. Després que en Krilin li digui a en Trunks que té més força que els superguerrers, li tocarà decidir si intervé en el combat o no, és a dir, decidir si és més important la vida o l'orgull del seu pare.                                                                  | |         |                        |                            |                            |                                         |
| 163 | L'ultrapoder d'en Trunks salva el seu pare Chichi o Sukue!! Ten o mo Kogasu Torankusu no Ikari (父を救え!! 天をも焦がすトランクスの怒り)                                                  | 386     | 4 de novembre de 1992  | 2 de novembre de 1993      | 10 de juliol de 2012       |                                         |
| Després de veure que en Vegeta ha quedat inconscient, en Trunks es deixa atacar per en Cèl·lula perquè en Krilin pugui retirar el seu pare de la zona de combat. Aleshores, en Trunks comença a alliberar del seu interior una força molt superior a la dels superguerrers i comença l'enfrontament de veritat.                                                                                     | |         |                        |                            |                            |                                         |
| 164 | En Trunks: un guerrer que va venir de l'infern Zetsubō no Mirai!! Jigoku o Ikinuita Otoko Torankusu (絶望の未来!! 地獄を生き抜いた男トランクス)                                           | 387     | 11 de novembre de 1992 | 3 de novembre de 1993      | 11 de juliol de 2012       |                                         |
| Entre els records d'en Trunks d'un futur apocalíptic i els d'en Cèl·lula del camí cap a la perfecció, continua l'increïble combat entre els dos éssers més poderosos que ha conegut mai l'univers. Mentrestant, en Son Goku i en Son Gohan es continuen entrenant, cada cop amb més duresa, a la Sala de l'Esperit del Temps.                                                                       | |         |                        |                            |                            |                                         |
| 165 | El punt feble d'en Supertrunks Sūpā Torankusu ni Jakuten!! Seru, Shōgeki no Bakudan Hatsugen (超トランクスに弱点!! セル、衝撃の爆弾発言)                                                  | 387-388 | 18 de novembre de 1992 | 4 de novembre de 1993      | 11 de juliol de 2012       |                                         |
| En Trunks, tot i superar-lo en força, finalment s'adona que no pot fer res contra en Cèl·lula i accepta la derrota. Quan tot sembla perdut, en Cèl·lula sorprèn tothom explicant que vol organitzar un torneig d'arts marcials per poder-se enfrontar als guerrers més poderosos de tot el món. També diu que serà un torneig a mort, sense compassió.                                              | |         |                        |                            |                            |                                         |

### El torneig d'en Cèl·lula (1992-1993)
| # | Títol en català | Adaptat  | Estrena al Japó        | Data d'estrena a Catalunya | Data d'estrena a Catalunya | Audiència Canal 3XL (espectadors/share) |
| # | Títol en català | Adaptat  | Estrena al Japó        | Original                   | Canal 3XL                  | Audiència Canal 3XL (espectadors/share) |
| --- | --- | -------- | ---------------------- | -------------------------- | -------------------------- | --------------------------------------- |
| 166 | El misteri del torneig d'en Cèl·lula Gokū ni Semaru Dai Kessen!! Shin Tenkaichi Budōkai no Nazo (悟空に迫る大決戦!! 新天下一武道会の謎)                                           | 388-389  | 25 de novembre de 1992 | 5 de novembre de 1993      | 12 de juliol de 2012       |                                         |
| En Trunks abandona el combat contra en Cèl·lula per anar a convocar tothom per al Torneig d'en Cèl·lula. En Krilin, en Vegeta i companyia encara no tenen clar quin és l'objectiu d'en Cèl·lula. Mentrestant, l'androide perfecte troba el lloc ideal per fer-hi el torneig i en comença a preparar tots els detalls.                                                                         | |          |                        |                            |                            |                                         |
| 167 | En Cèl·lula aconsegueix una audiència televisiva del cent per cent Shichōritsu Hyaku Pāsento!! Shi o Yobu Seru Gēmu Dokusen Nama Hōsō (視聴率100%!! 死を呼ぶセルゲーム独占生放送) | 389      | 2 de desembre de 1992  | 8 de novembre de 1993      | 12 de juliol de 2012       |                                         |
| En Cèl·lula envaeix uns estudis de televisió per anunciar que d'aquí nou dies començarà el seu torneig, on hi convoca els guerrers més poderosos de tot el món. Si no hi ha ningú capaç de derrotar-lo, exterminarà tots els habitants del planeta. En Trunks li demana a na Bulma que li talli els cabells i decideix entrenar-se també a la Sala de l'Esperit del Temps.                    | |          |                        |                            |                            |                                         |
| 168 | Pare i fill han tornat. Els herois surten de la sala de l'Esperit del Temps Gokū to Gohan... Hīrō Oyako Kyūkyoku Reberu Appu (悟空と悟飯... ヒーロー親子究極レベルアップ)         | 390      | 30 de desembre de 1991 | 9 de novembre de 1993      | 11 de juliol de 2012       | 200.000 / 15,9%                         |
| Un cop acabat l'entrenament i després d'haver-se acostumat a l'estat de superguerrers, en Son Goku i en Son Gohan surten de la Sala de l'Esperit del Temps. En Son Goku li fa una visita a en Cèl·lula per confirmar-li que assistirà al seu torneig i per demanar-li que, fins aleshores, no mati ningú més.                                                                                 | |          |                        |                            |                            |                                         |
| 169 | En Goku i en Son Gohan, tranquils i sense por Gokū no Yoyū!? Yasunde Matō Seru Gēmu (悟空の余裕!? 休んで待とうセルゲーム)                                                         | 391      | 16 de desembre de 1992 | 10 de novembre de 1993     | 13 de juliol de 2012       |                                         |
| Mentre tots s'entrenen pel Torneig d'en Cèl·lula, en Son Goku i en Son Gohan se'n tornen a casa amb na Xixi, que s'endú una bona sorpresa quan els veu. En Son Goku es nega a tornar a entrar a la Sala de l'Esperit del Temps i decideix que, els set dies que falten per al campionat, ell i en Son Gohan es dedicaran a relaxar-se.                                                        | |          |                        |                            |                            |                                         |
| 170 | La nena mentidera i la decisió d'en Son Gohan Senshi no Kyūsoku... Shōjo to Uso to Gohan no Ketsui (戦士の休息... 少女と嘘と悟飯の決意)                                           | Original | 13 de gener de 1993    | 11 de novembre de 1993     | 14 de juliol de 2012       |                                         |
| N'hi ha que s'estan aprofitant del caos que es viu a tot el món per culpa de la presència d'en Cèl·lula. En Son Gohan, que ha anat a un poblet a comprar tot de coses, coneixerà un home que assegura que té un refugi que resistirà la força d'en Cèl·lula i que cobra diners perquè la gent s'hi pugui aixoplugar. En Son Gohan està decidit a fer saber la veritat a tot el poble.         | |          |                        |                            |                            |                                         |
| 171 | Els secrets de la infantesa d'en Son Gohan Himerareta Chikara!! Gohan ga Akanbō datta Koro (秘められた力!! 悟飯が赤ン坊だった頃)                                                  | Original | 20 de gener de 1993    | 12 de novembre de 1993     | 14 de juliol de 2012       |                                         |
| Mentre en Son Goku i en Son Gohan es continuen adaptant al seu estat permanent de superguerrers, na Xixi els fa saber que avui celebraran l'aniversari que es van perdre d'en Son Gohan, perquè era a la Sala de l'Esperit del Temps. Mentre preparen la festa, na Xixi li recorda la primera vegada que els va donar a conèixer el seu poder ocult, quan en Son Gohan era petit.             | |          |                        |                            |                            |                                         |
| 172 | A la recerca del Déu que pot salvar la Terra Kamisama o Sagashidase!! Goku, Dai Shunkan Idō (神様を探し出せ!! 悟空、大瞬間移動)                                                   | 392-393  | 27 de gener de 1993    | 15 de novembre de 1993     | 15 de juliol de 2012       |                                         |
| Després de veure per la televisió com en Cèl·lula acaba amb totes les forces armades de la Terra en un atac sense precedents, en Son Goku està disposat a fer qualsevol cosa per fer ressuscitar tots els morts que hi ha hagut. Fins i tot a anar fins a Namek a buscar unes altres Boles de Drac! Abans, però, exigeix que a la Terra hi hagi un altre Déu.                                 | |          |                        |                            |                            |                                         |
| 173 | En Dende activa les Boles de Drac Dende no Hatsu Shigoto!! Doragon Bōru Fukkatsu da (デンデの初仕事!! ドラゴンボール復活だ)                                                       | 393-394  | 3 de febrer de 1993    | 16 de novembre de 1993     | 15 de juliol de 2012       |                                         |
| Després de passar pel Palau del Totpoderós, en Son Goku fa un canvi de lloc instantani i es presenta a Namek per parlar amb en Dende, que accepta el repte i l'honor de ser el nou déu de la Terra. La primera missió del nou déu serà activar les Boles de Drac per poder ressuscitar tots els morts que en Cèl·lula ha deixat a la Terra.                                                   | |          |                        |                            |                            |                                         |
| 174 | En Goku troba les set Boles de Drac Gokū ni Nanmon!? Doragon Bōru o Torimodose (悟空に難問!? 神龍球をとり戻せ)                                                                    | 394      | 10 de febrer de 1993   | 17 de novembre de 1993     | 16 de juliol de 2012       |                                         |
| La complicada recerca de les set Boles de Drac fa que en Son Goku acabi trobant-se cara a cara amb un vell adversari, en Tao Pai Pai, un assassí molt astut que, incapaç de fer front a l'increïble poder del superguerrer, intentarà vence'l amb una endevinalla. Avui també apareix per primera vegada en Satan, segons ell, el guerrer més fort de la Terra.                               | |          |                        |                            |                            |                                         |
| 175 | Els superguerrers contra en Cèl·lula Seru ni Idomu Mono Tachi!! Kessen no Makuake (セルに挑む者たち!! 決戦の幕開け)                                                               | 394-395  | 17 de febrer de 1993   | 18 de novembre de 1993     | 16 de juliol de 2012       |                                         |
| Per fi ha arribat el gran dia! Avui comença el Torneig d'en Cèl·lula i, després de la sorprenent aparició d'en Satan, el campió del món d'arts marcials, que ja ha deixat clar que vol ser el primer d'enfrontar-se a en Cèl·lula, comencen a arribar tots els superguerrers: en Vegeta, en Trunks, en Cor Petit, en Son Goku, en Son Gohan... No hi falta ningú!                             | |          |                        |                            |                            |                                         |
| 176 | Els sorprenents deixebles d'en Satan Chotto Matta!! Satangundan Daiabare (ちょっと待った!! サタン軍団大暴れ)                                                                      | 396      | 3 de març de 1993      | 19 de novembre de 1993     | 17 de juliol de 2012       |                                         |
| Després de l'espectacle lamentable i més aviat còmic que ofereixen en Satan i els seus deixebles, en Son Goku fa un pas endavant per ser el primer superguerrer d'enfrontar-se a en Cèl·lula. Per fi comença el combat entre dos dels éssers més poderosos de l'univers, un enfrontament que podria decidir el destí de la Terra.                                                             | |          |                        |                            |                            |                                         |
| 177 | Ja ha arribat en Goku per enfrontar-se amb en Cèl·lula Shōbu da Gokū!! Chō Kinpaku Seru Gēmu (勝負だ悟空!! 超緊迫セルゲーム)                                                      | 397-398  | 10 de març de 1993     | 22 de novembre de 1993     | 17 de juliol de 2012       |                                         |
| La intensitat i la igualtat del combat entre en Son Goku i en Cèl·lula deixa tothom bocabadat. Els moviments són tan ràpids que no els pot captar l'ull humà. Segons en Son Gohan, el seu pare encara no fa servir tot el seu potencial. Després d'un primer intercanvi de cops i d'elogis, tots dos donen per finalitzat l'escalfament i comença el combat de veritat.                       | |          |                        |                            |                            |                                         |
| 178 | El terrible kamehameha d'en Cèl·lula sacseja la Terra Chikyū Chokugeki!! Seru no Tokudai Kamehameha (地球直撃!! セルの特大カメハメ波)                                             | 398-399  | 17 de març de 1993     | 23 de novembre de 1993     | 18 de juliol de 2012       |                                         |
| Amb els dos contrincants lluitant a màxima potència, en Cèl·lula comença a deixar anar tot el seu arsenal de tècniques assimilades contra en Son Goku, des del disc mortal d'en Freezer, fins a un increïble kamehameha, capaç de sacsejar tot el planeta Terra. L'única manera que té en Son Goku de sortir-ne viu és teletransportant-se.                                                   | |          |                        |                            |                            |                                         |
| 179 | Les tàctiques secretes d'en Son Goku Haiboku ka Shi ka!? Gokū, Gyakuten no Hisaku (敗北か死か!? 悟空、逆転の秘策)                                                                 | 400-401  | 31 de març de 1993     | 24 de novembre de 1993     | 18 de juliol de 2012       |                                         |
| La intensitat de l'enfrontament fa que en Cèl·lula canviï les regles del torneig i, després de destruir el ring, la lluita es converteix en un combat a vida o mort. Aleshores, en Son Goku, davant de la sorpresa de tothom, decideix carregar un kamehameha des de l'aire per atacar en Cèl·lula, que és a la Terra, convençut que el seu rival no serà capaç de destrossar tot el planeta. | |          |                        |                            |                            |                                         |
| 180 | La rendició d'en Son Goku Shitō ni Ketchaku!! Gokū no Kōsan Sengen!? (死闘に決着!!悟空の降参宣言!?)                                                                               | 401-402  | 7 d'abril de 1993      | 25 de novembre de 1993     | 19 de juliol de 2012       |                                         |
| Després de caure fulminat amb l'increïble kamehameha d'en Son Goku, en Cèl·lula es regenera del tot i continua el combat. L'orgull d'en Son Goku, que després de l'últim atac s'ha quedat sense força, no li permet menjar-se una mongeta màgica per recuperar energia i, per sorpresa de tothom, acaba rendint-se.                                                                           | |          |                        |                            |                            |                                         |
| 181 | El guerrer més poderós del món: en Son Gohan Saikyō o Tsugu Mono... Sono Na wa Gohan (最強を継ぐ者...その名は悟飯)                                                                | 402-404  | 14 d'abril de 1993     | 26 de novembre de 1993     | 19 de juliol de 2012       |                                         |
| Quan tot el món encara continua en estat de xoc per la seva rendició, en Son Goku escull el guerrer que l'haurà de succeir en el combat contra en Cèl·lula, que és ni més ni menys que en Son Gohan. Segons en Vegeta no és prou poderós per enfrontar-se a l'androide perfecte. El que és cert és que amb la fe del seu pare, en Son Gohan no en tindrà prou per derrotar-lo.                | |          |                        |                            |                            |                                         |
| 182 | Enrabia't i allibera el teu poder ocult, Son Gohan! Okore Gohan!! Nemureru Chikara o Yobiokose (怒れ悟飯!!眠れる力を呼び起こせ)                                                   | 404-405  | 21 d'abril de 1993     | 29 de novembre de 1993     | 20 de juliol de 2012       |                                         |
| Tot i que el combat entre en Cèl·lula i en Son Gohan comença força igualat, queda clar ben aviat que l'androide perfecte ho té més bé per endur-se la victòria. L'única possibilitat que té en Son Gohan de derrotar-lo és enrabiar-se per alliberar tot el seu poder ocult, que és precisament el pla secret que tenia en Son Goku.                                                          | |          |                        |                            |                            |                                         |
| 183 | Els fills d'en Cèl·lula comencen l'ofensiva Chitchana Kyōi!! Seru Junia Raishū (ちっちゃな脅威!!セルジュニア来襲)                                                                 | 405-406  | 28 d'abril de 1993     | 30 de novembre de 1993     | 20 de juliol de 2012       |                                         |
| Després de sentir parlar del poder ocult que té en Son Gohan, en Cèl·lula està disposat a qualsevol cosa per fer enrabiar el seu rival. L'últim intent és la creació de set versions en miniatura d'ell mateix, que comencen a atacar els amics del fill d'en Son Goku. L'androide perfecte està convençut que d'aquesta manera aconseguirà fer-li perdre el control.                         | |          |                        |                            |                            |                                         |
| 184 | La terrible mort de l'A-16 fa enrabiar en Son Gohan Jūrokugō Muzan!! Ugokidasu Ikari no Sūpā Gohan (16号無惨!!動き出す怒りの超悟飯)                                               | 407      | 5 de maig de 1993      | 1 de desembre de 1993      | 21 de juliol de 2012       |                                         |
| La idea de l'A-16 d'autodestruir-se per vèncer en Cèl·lula i salvar tothom acaba amb la imatge del seu cap parlant amb en Satan i demanant-li que el porti davant d'en Son Gohan per deixar-li anar un discurs molt emocionant. Tot plegat farà que, per fi, el fill d'en Son Goku s'enrabiï de debò i alliberi, per primera vegada, tot el seu poder ocult.                                  | |          |                        |                            |                            |                                         |
| 185 | L'energia amagada d'en Son Gohan destrueix els fills d'en Cèl·lula Fukiareru Shin no Pawā!! Seru Junia Funsai (吹き荒れる真の力!!セルジュニア粉砕)                                | 408      | 12 de maig de 1993     | 2 de desembre de 1993      | 21 de juliol de 2012       |                                         |
| Després d'haver alliberat el seu poder ocult, en Son Gohan decideix acabar amb tots els fills d'en Cèl·lula, que tenen ordres del seu cap de matar tots els altres superguerrers. La demostració de força d'en Son Gohan deixa tothom sorprès, sobretot en Vegeta, però encara no queda clar si amb aquesta energia en tindrà prou per destruir també el mateix Cèl·lula.                     | |          |                        |                            |                            |                                         |
| 186 | Dos cops de puny poden derrotar en Cèl·lula Seru o Nokkuauto!! Tatta Nihatsu no Chō Tekken (セルをko!!たった2発の超鉄拳)                                                          | 409      | 19 de maig de 1993     | 18 d'abril de 1994         | 22 de juliol de 2012       |                                         |
| Després de comprovar que en Son Gohan ha destrossat les seves creacions amb molta facilitat, en Cèl·lula també decideix alliberar tot el seu poder ocult per atacar-lo. Aviat, però, l'androide perfecte s'adonarà que l'energia del nou superguerrer és tan superior que no té res a fer-hi. Dos cops de puny podrien posar fi a aquest combat llegendari.                                   | |          |                        |                            |                            |                                         |
| 187 | La derrota del complet Seru ni Ihen!! Kuzusareta Kanzentai (セルに異変!!崩された完全体)                                                                                           | 410-411  | 26 de maig de 1993     | 19 d'abril de 1994         | 22 de juliol de 2012       |                                         |
| Després de contrarestar un kamehameha gegantí d'en Cèl·lula amb un altre encara més potent, en Son Gohan li clava un cop de puny que li fa escopir l'A-18. Incapaç de mantenir la seva forma perfecta, en Cèl·lula ho veu tot perdut i amenaça tothom d'autodestruir-se i, amb l'explosió, fer volar tota la Terra.                                                                           | |          |                        |                            |                            |                                         |
| 188 | L'últim canvi de lloc instantani d'en Son Goku Bai Bai Minna Gokū Saigo no Shunkan Idō (バイバイみんな!!悟空最後の瞬間移動)                                                       | 411-413  | 2 de juny de 1993      | 20 d'abril de 1994         | 23 de juliol de 2012       |                                         |
| Superat totalment pel poder d'en Son Gohan, en Cèl·lula decideix autodestruir-se i, amb l'explosió, fer volar tota la Terra. Pocs segons abans de l'execució final, en Son Goku pren la decisió dràstica de dur a terme un canvi de lloc instantani per transportar-se, ell i en Cèl·lula, lluny de la Terra amb l'objectiu de salvar el planeta. Però, a quin preu?                          | |          |                        |                            |                            |                                         |
| 189 | Un dia de terror Hakuchū no Akuma!! Kyōfu wa yori Kanpeki ni (白昼の悪夢!!恐怖はより完璧に)                                                                                       | 413-414  | 16 de juny de 1993     | 21 d'abril de 1994         | 23 de juliol de 2012       |                                         |
| Després que en Son Goku sacrifiqués la vida per salvar la Terra, en Cèl·lula reapareix totalment regenerat, molt més poderós i amb la capacitat de fer canvis de lloc instantanis. El primer de comprovar la nova força de l'androide és en Vegeta, però en Son Gohan, decidit a venjar la mort del seu pare, també hi pensa dir la seva, encara que sigui jugant-s'hi la vida.               | |          |                        |                            |                            |                                         |
| 190 | El contraatac d'en Son Gohan Gokū kara Gohan e... Chichi no Tamashii wa Tsutawatta (悟空から悟飯へ...父の魂は伝わった)                                                            | 415      | 23 de juny de 1993     | 22 d'abril de 1994         | 24 de juliol de 2012       |                                         |
| Amb en Trunks i en Vegeta fora de combat, i en Son Gohan sense un braç, en Cèl·lula ho té tot de cara per destruir la Terra i acabar amb tots els seus rivals. Quan sembla que ja està tot perdut i en Cèl·lula es prepara per llançar un kamehameha letal contra en Son Gohan, en Son Goku es posa en contacte amb el seu fill des de l'Altre Món.                                           | |          |                        |                            |                            |                                         |
| 191 | La guerra ja s'ha acabat. Gràcies Son Goku! Tatakai wa Owatta... Arigatō Son Gokū (戦いは終った...ありがとう孫悟空)                                                               | 416      | 30 de juny de 1993     | 25 d'abril de 1994         | 24 de juliol de 2012       |                                         |
| Després de comprovar que en Son Gohan cada cop ho té més complicat per derrotar en Cèl·lula, tots els seus companys decideixen ajudar-lo. Més tard, guiat per l'esperit del seu pare, en Son Gohan inicia un duel de voluntats contra el seu rival amb el destí de la Terra en joc. Aconseguirà, per fi, treure tot el poder que porta a dins?                                                | |          |                        |                            |                            |                                         |
| 192 | En Son Goku es continuarà entrenant a l'Altre Món Ora Ano Yo de Shugyō suru!! Egao no Wakare (オラあの世で修業する!!笑顔の別れ)                                                   | 417      | 7 de juliol de 1993    | 26 d'abril de 1994         | 25 de juliol de 2012       |                                         |
| Després del combat brutal contra en Cèl·lula, en Son Gohan i companyia, menys en Vegeta, tots molt malferits, decideixen anar al Palau del Totpoderós per invocar en Sheron perquè ressusciti els que han perdut la vida lluitant. Aviat, però, rebran un missatge sorprenent d'en Son Goku des de l'Altre Món.                                                                               | |          |                        |                            |                            |                                         |
| 193 | La vida nova d'en Son Gohan Atarashii Hibi... Tōsan! Boku Ganbaru (新しい日々...父さん!ボクがんばる)                                                                              | 418      | 14 de juliol de 1993   | 27 d'abril de 1994         | 25 de juliol de 2012       |                                         |
| Després de la derrota d'en Cèl·lula queden moltes qüestions per resoldre. Què en faran, de l'androide 18? I qui serà l'encarregat de comunicar-li a na Xixi que en Son Goku és mort? D'altra banda, també ha arribat l'hora d'acomiadar-se d'en Trunks, que ha de tornar al seu temps amb una altra missió molt important: intentar acabar amb els androides.                                 | |          |                        |                            |                            |                                         |
| 194 | La missió d'en Trunks en el futur Mō Hitotsu no Ketsumatsu!! Mirai wa Ore ga Mamoru (もう一つの結末!!未来はオレが守る)                                                            | 419-420  | 21 de juliol de 1993   | 28 d'abril de 1994         | 26 de juliol de 2012       |                                         |
| Després d'acomiadar-se de tothom, en Trunks torna al futur amb la intenció de tornar l'esperança a un món ple de foscor i de desesperació. Ha arribat l'hora de posar en pràctica els entrenaments rebuts a la Sala de l'Esperit del Temps i d'enfrontar-se en solitari a l'A-17 i l'A-18, amb l'objectiu final d'eliminar en Cèl·lula.                                                       | |          |                        |                            |                            |                                         |

### El Torneig d'Arts Marcials de l'Altre Món (1993)
| # | Títol en català | Adaptat  | Estrena al Japó       | Data d'estrena a Catalunya | Data d'estrena a Catalunya | Audiència Canal 3XL (espectadors/share) |
| # | Títol en català | Adaptat  | Estrena al Japó       | Original                   | Canal 3XL                  | Audiència Canal 3XL (espectadors/share) |
| --- | --- | -------- | --------------------- | -------------------------- | -------------------------- | --------------------------------------- |
| 195 | Els grans personatges de l'Altre Món Daikangeki!! Ita zo! Ano Yo no Sugē Yatsu (大感激!!いたぞ!あの世のスゲエ奴)                | Original | 28 de juliol de 1993  | 29 d'abril de 1994         | 26 de juliol de 2012       |                                         |
| Tot i estar mort, en Son Goku sembla prou feliç a l'Altre Món, sobretot després de saber de l'existència del planeta del Gran Rei, un lloc de trobada dels lluitadors morts més forts de totes les èpoques. A més, aviat hi haurà un torneig d'arts marcials, una oportunitat fantàstica per mesurar la seva força contra antics enemics com en Freezer, i altres de desconeguts. | |          |                       |                            |                            |                                         |
| 196 | El número 1 de l'Altre Món Ano Yo Ichi wa Ora da Rekishi no Yūsha Daishūgō (あの世一はオラだ歴代の勇者大集合)                   | Original | 11 d'agost de 1993    | 2 de maig de 1994          | 27 de juliol de 2012       |                                         |
| En Son Goku es mor de ganes de rebre una classe del Gran Rei, el lluitador que és considerat el número 1 de l'Altre Món. Per fer realitat aquest somni, primer haurà de quedar campió del Torneig d'Arts Marcials de l'Altre Món, on s'haurà d'enfrontar a guerrers mítics com en Paiku Han.                                                                                      | |          |                       |                            |                            |                                         |
| 197 | Uns quarts de final d'allò més sorprenents Daikaiōsei Nekkyō!! Makiokose Gokū Senpū (大界王星熱狂!!まきおこせ悟空旋風)          | Original | 18 d'agost de 1993    | 3 de maig de 1994          | 27 de juliol de 2012       |                                         |
| Després de superar la majoria dels seus adversaris amb certa facilitat, en Son Goku presencia amb molta atenció el que molts consideren la final anticipada del Torneig d'Arts Marcials de l'Altre Món, el combat entre en Paiku Han, el guerrer més fort de l'oest de la galàxia, i l'Olivu, el més fort del nord de la galàxia.                                                 | |          |                       |                            |                            |                                         |
| 198 | El combat definitiu: en Son Goku contra en Paiku Han Honoo no Kesshō!! Gokū ka Paikūhan ka!? (炎の決勝!!悟空かパイクーハンか!?) | Original | 25 d'agost de 1993    | 4 de maig de 1994          | 28 de juliol de 2012       |                                         |
| Després de superar les semifinals amb certa facilitat, arriba el combat definitiu, la final que enfrontarà en Son Goku i el sorprenent Paiku Han. En Paiku Han aviat es desfà de la seva vestimenta pesant per començar a lluitar més a fons, i en Son Goku li respon transformant-se en un superguerrer. L'emoció està servida… Que guanyi el millor!                            | |          |                       |                            |                            |                                         |
| 199 | La lluita per la victòria Nigasu na Shōri!! Kimero Chōhaya Kamehameha (逃がすな勝利!!決めろ超速かめはめ波)                      | Original | 1 de setembre de 1993 | 5 de maig de 1994          | 28 de juliol de 2012       |                                         |
| La final del Torneig d'Arts Marcials de l'Altre Món, que organitza el Gran Rei i que enfronta en Son Goku amb el rapidíssim Paiku Han, continua més emocionant que mai. Encara no queda clar si la potència del superguerrer serà suficient per contrarestar la increïble velocitat d'un rival que sorprèn tothom a cada moviment.                                                | |          |                       |                            |                            |                                         |

### El 25è Torneig d'Arts Marcials (1993-1994)
| # | Títol en català | Adaptat  | Estrena al Japó        | Data d'estrena a Catalunya | Data d'estrena a Catalunya | Audiència Canal 3XL (espectadors/share) |
| # | Títol en català | Adaptat  | Estrena al Japó        | Original                   | Canal 3XL                  | Audiència Canal 3XL (espectadors/share) |
| --- | --- | -------- | ---------------------- | -------------------------- | -------------------------- | --------------------------------------- |
| 200 | En Son Gohan ja va a l'Institut Are kara Shichinen! Kyō kara Boku wa Kōkōsei (あれから7年!今日から僕は高校生)                                          | 421-422  | 8 de setembre de 1993  | 6 de maig de 1994          | 29 de juliol de 2012       |                                         |
| Han passat 7 anys des que en Son Goku va morir al Torneig d'en Cèl·lula i han canviat moltes coses. A en Krilin li han crescut els cabells i en Son Gohan ja va a l'institut, a la Ciutat de Satan, que és el que es va endur el mèrit per haver matat en Cèl·lula. A més, en Son Gohan també ha heretat el núvol Kinton del seu pare.                                                                       | |          |                        |                            |                            |                                         |
| 201 | Un altre superheroi: el gran Guerrer del Vent Ai to Seigi no Gurēto Saiyaman Sanjō (愛と正義のグレートサイヤマン参上)                                  | 423-425  | 15 de setembre de 1993 | 9 de maig de 1994          | 29 de juliol de 2012       |                                         |
| En Son Gohan, que ja va a l'institut, ha decidit fer servir els seus poders per ajudar els altres i s'ha convertit en un superheroi, el gran Guerrer del Vent. Per no revelar la seva identitat, li ha demanat a na Bulma que li faci un vestit. Avui també coneixerem na Videl, una companya de classe d'en Son Gohan, i en Son Goten, el segon fill d'en Son Goku.                                         | |          |                        |                            |                            |                                         |
| 202 | La primera cita d'en Son Gohan Gohan no Hachamecha Hatsu Dēto!? (悟飯のハチャメチャ初デート!?)                                                         | Original | 29 de setembre de 1993 | 10 de maig de 1994         | 30 de juliol de 2012       |                                         |
| En Son Gohan està convençut que l'Angela, una companya de classe, ha descobert que fa de superheroi. Per evitar que expliqui a tothom que és el gran Guerrer del Vent, en Son Gohan accepta de sortir amb ella. La primera cita del fill d'en Son Goku comença sent d'allò més caòtica, i la cosa empitjora quan es troben na Videl intentant apagar un incendi.                                             | |          |                        |                            |                            |                                         |
| 203 | La Videl corre perill Gohan, Kinkyū Shutsudō! Bīderu o Sukue! (悟飯、緊急出動!ビーデルを救え!!)                                                        | Original | 20 d'octubre de 1993   | 11 de maig de 1994         | 30 de juliol de 2012       |                                         |
| Na Videl està decidida més que mai a desemmascarar el gran Guerrer del Vent i aprofita totes les oportunitats per seguir-lo. Avui, el segrest de l'alcalde de la ciutat farà que es trobin cara a cara. Na Videl, filla del senyor Satan, que també fa de superheroïna, intentarà salvar l'alcalde, però necessitarà reforços... els del Guerrer del Vent, esclar!                                           | |          |                        |                            |                            |                                         |
| 204 | En Son Gohan contra la Videl Tōnan Jiken Hassei!! Hannin wa Saiyaman!? (盗難事件発生!!犯人はサイヤマン!?)                                              | 425      | 27 d'octubre de 1993   | 12 de maig de 1994         | 31 de juliol de 2012       |                                         |
| Després de recuperar la cria de dinosaure que havia segrestat el propietari d'un circ, en Son Gohan és acusat de robatori i obligat a enfrontar-se a na Videl, que més tard descobreix la identitat del gran Guerrer del Vent. Si vol que li guardi el secret, en Son Gohan s'haurà de presentar al Campionat Mundial d'Arts Marcials.                                                                       | |          |                        |                            |                            |                                         |
| 205 | En Son Gohan participarà en el Campionat Mundial d'Arts Marcials Gokū mo Fukkatsu!? Tenkaichi Budōkai Shutsujō da!! (悟空も復活!?天下一武道会出場だ!!) | 426      | 3 de novembre de 1993  | 13 de maig de 1994         | 31 de juliol de 2012       |                                         |
| Na Videl, que ha descobert la identitat secreta d'en Son Gohan, l'ha obligat, a canvi de no fer-ho públic, a presentar-se al Campionat Mundial d'Arts Marcials. En Krilin, en Vegeta, en Cor Petit i l'A-17 també s'hi inscriuen, i la sorpresa arriba quan en Son Goku afirma que passarà un dia a la Terra, el dia de la competició.                                                                       | |          |                        |                            |                            |                                         |
| 206 | El poder increïble d'en Son Goten Gohan mo Bikkuri! Goten no Bakuhatsu Pawā (悟飯もビックリ!悟天の爆発パワー)                                          | 427      | 10 de novembre de 1993 | 16 de maig de 1994         | 1 d'agost de 2012          |                                         |
| Després d'unes quantes hores d'entrenament amb en Son Gohan, descobrim que en Son Goten, el fill petit d'en Son Goku, representa l'evolució de la seva raça i és capaç de transformar-se en un superguerrer sempre que vol i sense cap mena d'esforç. Ara només li falta aprendre a volar, una tècnica que li pot ensenyar el seu germà!                                                                     | |          |                        |                            |                            |                                         |
| 207 | Els secrets de l'art de volar Attobeta!! Bīderu no Bukūjutsu Nyūmon (あっ飛べた!!ビーデルの舞空術入門)                                                 | 428-429  | 17 de novembre de 1993 | 17 de maig de 1994         | 1 d'agost de 2012          |                                         |
| En Son Gohan comença a ensenyar els secrets de l'art de volar a en Son Goten i a na Videl, que es queda sorpresa amb les habilitats dels dos germans. Na Xixi, quan s'assabenta que na Videl és de bona família, se la comença a mirar amb uns altres ulls. D'altra banda, en Trunks li demostra a en Vegeta que ell també es pot convertir en superguerrer.                                                 | |          |                        |                            |                            |                                         |
| 208 | Tota la colla es torna a reunir Okaeri Gokū! Zetto Chīmu Zen'in Shūgō!! (おかえり悟空!Zチーム全員集合!!)                                               | 429-430  | 24 de novembre de 1993 | 18 de maig de 1994         | 2 d'agost de 2012          |                                         |
| Després de molts dies d'entrenament, arriba el dia del Campionat Mundial d'Arts Marcials i es torna a reunir tota la colla de superguerrers, que estan molts contents de poder tornar a veure en Son Goku. En Trunks i en Son Goten també s'hi presenten i voldrien lluitar contra els adults, però s'hauran de conformar a participar en el torneig infantil.                                               | |          |                        |                            |                            |                                         |
| 209 | La invasió de les càmeres Ayaushi Saiyaman! Gekisha ni Goyōjin!? (危うしサイヤマン!激写に御用心!?)                                                     | 431      | 8 de desembre de 1993  | 19 de maig de 1994         | 2 d'agost de 2012          |                                         |
| Comença el Campionat Mundial d'Arts Marcials amb una prova que classificarà 15 dels 194 participants. En Son Gohan s'hi ha inscrit amb el nom de Guerrer del Vent, perquè els seus companys d'institut no sospitin res, però la gran quantitat de càmeres i la gelosia d'algun dels seus rivals li podrien fer una mala passada.                                                                             | |          |                        |                            |                            |                                         |
| 210 | En Trunks és un guerrer fabulós Hanpa ja nai ze!! Chibi Torankusu (ハンパじゃないぜ!!チビトランクス)                                                   | 432      | 15 de desembre de 1993 | 20 de maig de 1994         | 3 d'agost de 2012          |                                         |
| El campionat infantil comença sense gaires sorpreses. En Trunks, que s'avorreix una mica, i en Son Goten, que està impressionat amb la quantitat de públic que hi ha, no tenen rival i demostren que són molt superiors a la resta. A na Bulma i a na Xixi els cau la bava amb les victòries dels seus fills, i en Son Goku se'n sent més orgullós que mai.                                                  | |          |                        |                            |                            |                                         |
| 211 | En Son Goten contra en Trunks Boku no Deban Da!! Goten, Kinchō no Daiissen (ボクの出番だ!!悟天、緊張の第一戦)                                          | 433      | 22 de desembre de 1993 | 24 de maig de 1994         | 3 d'agost de 2012          |                                         |
| Després de vèncer tots els seus rivals amb molta facilitat, en Son Goten i en Trunks, tal com s'esperava, arriben a la final del Campionat Infantil d'Arts Marcials. El públic aviat quedarà sorprès davant del poder i del nivell de dos nens de set i vuit anys, fills de superguerrers, que estan a punt d'oferir un espectacle difícil de repetir.                                                       | |          |                        |                            |                            |                                         |
| 212 | El vencedor del Campionat Infantil d'Arts Marcials Ureshisa Hyakumanbai! Shōnen Chanpion Kettei!! (うれしさ百万倍!少年王者決定!!)                      | 434-435  | 12 de gener de 1994    | 25 de maig de 1994         | 4 d'agost de 2012          |                                         |
| La final que enfronta en Trunks i en Son Goten està més emocionant que mai. Vols d'una rapidesa increïble, boles d'energia, cops que fan tremolar tot l'estadi, els espectadors no havien vist mai un combat d'aquest nivell. Però ara com ara, el que ho veu més negre és en Satan, que s'haurà d'enfrontar al guanyador del campionat infantil!                                                            | |          |                        |                            |                            |                                         |
| 213 | El millor truc d'en Satan Dō suru Satan!? Shijō Saidai no Pinchi (どうするサタン!?史上最大のピンチ)                                                    | 436-437  | 19 de gener de 1994    | 26 de maig de 1994         | 4 d'agost de 2012          |                                         |
| En Satan ha de complir amb el seu deure i enfrontar-se al guanyador del Campionat Infantil d'Arts Marcials, en Trunks. Conscient que és incapaç de vèncer el descendent d'un dels superguerrers que es van enfrontar a en Cèl·lula, se n'haurà d'empescar alguna per no perdre la fama que té de guerrer més fort de la Terra. Com s'ho farà?!                                                               | |          |                        |                            |                            |                                         |
| 214 | Els aparellaments per al Campionat d'Arts Marcials Taisen Aite Kettei!! Hayaku Yarō ze Ikkaisen (対戦相手決定!!早くやろうぜ一回戦)                     | 437-438  | 26 de gener de 1994    | 30 de gener de 1995        | 5 d'agost de 2012          |                                         |
| Mentre comença el sorteig dels aparellaments del campionat, en Trunks i en Son Goten, que s'estan avorrint, decideixen apuntar-se també al torneig dels adults, fent-se passar pel Guerrer Emmascarat. En Son Goku, d'altra banda, es troba amb dos participants molt misteriosos que en Cor Petit confirma que venen d'un altre planeta.                                                                    | |          |                        |                            |                            |                                         |
| 215 | Els dubtes d'en Cor Petit Dōshita Pikkoro!! Masaka no Fusenbai (どうしたピッコロ!!まさかの不戦敗)                                                      | 439      | 2 de febrer de 1994    | 31 de gener de 1995        | 5 d'agost de 2012          |                                         |
| El primer combat del campionat el protagonitzarà en Krilin, que sembla que guanyarà amb facilitat el seu rival. El segon de sortir a la pista serà en Cor Petit, que s'haurà d'enfrontar a un dels personatges misteriosos arribats d'un altre planeta, que d'entrada sembla molt superior. El tercer combat serà entre na Videl i el sorprenent Spopovitx.                                                  | |          |                        |                            |                            |                                         |
| 216 | El cos invulnerable de l'Spopovitx Fujimi de Bukimi!? Supopobitchi no Nazo (不死身で不気味!?スポポビッチの謎)                                          | 440-441  | 9 de febrer de 1994    | 1 de febrer de 1995        | 6 d'agost de 2012          |                                         |
| En Cor Petit acaba descobrint que el seu adversari és el déu Neptú, un ésser superior a tots els altres déus, però no acaba d'entendre què hi fa, al Campionat Mundial d'Arts Marcials. D'altra banda, na Videl comença a lluitar contra l'Spopovitx, un rival que sembla immortal i que ha canviat molt des de l'últim campionat, on en Satan el va vèncer amb molta facilitat.                             | |          |                        |                            |                            |                                         |
| 217 | La impotència d'en Son Gohan davant la derrota de la Videl Bīderu Muzan!! Deru ka Ikari no Sūpā Gohan (ビーデル無残!!出るか怒りの超悟飯)               | 441-442  | 16 de febrer de 1994   | 2 de febrer de 1995        | 6 d'agost de 2012          |                                         |
| El cos invulnerable de l'Spopovitx ha deixat sense forces na Videl, que ja ho té tot perdut, però l'Spopovitx, que per guanyar-la només l'hauria de fer fora del ring, la continua pegant sense pietat. En Son Gohan, que de la ràbia que sent s'ha transformat en un superguerrer, jura que tard o d'hora es venjarà de l'Spopovitx.                                                                        | |          |                        |                            |                            |                                         |
| 218 | Per fi el món descobreix qui és el gran Guerrer del Vent Barechatta!! Saiyaman wa Son Gohan (バレちゃった!!サイヤマンは孫悟飯)                         | 443      | 23 de febrer de 1994   | 3 de febrer de 1995        | 7 d'agost de 2012          |                                         |
| Després de salvar na Videl amb les mongetes màgiques, ha arribat l'hora del gran Guerrer del Vent, que s'haurà d'enfrontar a l'ajudant del déu Neptú. Just abans de començar el combat, dos companys de classe d'en Son Gohan el reconeixen i decideix lluitar fent servir el seu nom. Quan comença l'enfrontament, el que més sorprèn és que el seu rival vol que es transformi de seguida en superguerrer. | |          |                        |                            |                            |                                         |
| 219 | Conspiració per absorbir l'energia d'en Son Gohan Ugomeku Inbō!! Gohan no Pawā ga Ubawareta (うごめく陰謀!!悟飯の力が奪われた)                         | 444-445  | 2 de març de 1994      | 6 de febrer de 1995        | 7 d'agost de 2012          |                                         |
| La sorpresa de l'ajudant del déu Neptú, que li demana al seu rival que es converteixi de seguida en superguerrer, acaba sent encara més gran quan l'Spopovitx i el seu acompanyant absorbeixen l'energia d'en Son Gohan. Tot seguit, el déu Neptú revela la seva identitat a en Son Goku i comencen a perseguir els dos enviats del mag Babidí.                                                              | |          |                        |                            |                            |                                         |

### El mag Babidí (1994-1995)
| # | Títol en català | Adaptat   | Estrena al Japó        | Data d'estrena a Catalunya | Data d'estrena a Catalunya | Audiència Canal 3XL (espectadors/share) |
| # | Títol en català | Adaptat   | Estrena al Japó        | Original                   | Canal 3XL                  | Audiència Canal 3XL (espectadors/share) |
| --- | --- | --------- | ---------------------- | -------------------------- | -------------------------- | --------------------------------------- |
| 220 | El mag Babidí i les forces del mal Kuromaku Tōjō!! Aku no Madōshi Babidi (黒幕登場!!悪の魔導師バビディ)                                                              | 446-447   | 9 de març de 1994      | 7 de febrer de 1995        | 8 d'agost de 2012          |                                         |
| El déu Neptú aclareix una mica més el misteri del mag Babidí i de les forces del mal. L'energia que li han robat a en Son Gohan la vol fer servir en Babidí per donar vida al monstre Bu, un ésser màgic i molt poderós que al principi dels temps ja va destruir molts planetes. Mentrestant, el públic del campionat es comença a enfadar perquè els millors lluitadors han desaparegut.       | |           |                        |                            |                            |                                         |
| 221 | L'estratagema del maligne Babidí Machiukeru Wana!! Makai kara no Chōsenjō (待ち受けるワナ!!魔界からの挑戦状)                                                         | 447-448   | 16 de març de 1994     | 8 de febrer de 1995        | 8 d'agost de 2012          |                                         |
| Els superguerrers arriben a la nau del mag Babidí, on en Dabra, un dels seus homes, converteix en Cor Petit i en Krilin en pedra. El déu Neptú sap que per tornar-los al seu estat normal, l'han d'eliminar, per això en Son Goku, en Son Gohan i en Vegeta entren a la nau d'en Babidí per acabar amb en Dabra. En Vegeta serà l'escollit per lluitar en el primer nivell de la nau.            | |           |                        |                            |                            |                                         |
| 222 | En Vegeta supera el primer nivell! Nameru na!! Bejīta Ikari no Hassen Toppa (なめるな!!ベジータ怒りの初戦突破)                                                       | 449-450   | 23 de març de 1994     | 9 de febrer de 1995        | 9 d'agost de 2012          |                                         |
| En el primer nivell de la nau d'en Babidí, una fortalesa plena de sorpreses, en Son Goku, en Son Gohan i en Vegeta es troben amb un dels soldats del mag, nascut en un planeta amb una gravetat deu vegades superior a la de la Terra. En Vegeta serà l'encarregat de plantar-li cara, amb l'objectiu de poder arribar fins al segon nivell.                                                     | |           |                        |                            |                            |                                         |
| 223 | En Son Goku s'enfronta amb en Iakon, el monstre devorador de llum Gokū Pawā Zenkai!! Buttobe Yakon (悟空パワー全開!!ブッ飛べヤコン)                                  | 450-451   | 13 d'abril de 1994     | 10 de febrer de 1995       | 9 d'agost de 2012          |                                         |
| Després que en Babadí deixi la sala on estan lluitant en Son Goku i en Iakon a les fosques, en Son Goku decideix convertir-se en superguerrer per il·luminar-la i poder-s'hi veure, però en Iakon li absorbeix tota l'energia i es torna molt més gros. Quan tot sembla perdut, en Son Goku pren la decisió de tornar-se a convertir en superguerrer. Amb quina intenció?!                       | |           |                        |                            |                            |                                         |
| 224 | El combat de tots contra tots! Daigosan!! Satan tai Sannin no Chōsenshi!? (大誤算!!サタンVS3人の超戦士!?)                                                            | 452-453   | 20 d'abril de 1994     | 13 de febrer de 1995       | 10 d'agost de 2012         |                                         |
| Veient que el públic del Campionat Mundial d'Arts Marcials es cansa d'esperar, en Satan proposa un combat de tots contra tots: ell mateix, l'A-18, el Guerrer Emmascarat, és a dir, en Trunks i en Son Goten, i dos lluitadors més. Mentrestant, en Dabra es comença a preparar per enfrontar-se a en Son Gohan.                                                                                 | |           |                        |                            |                            |                                         |
| 225 | El desenllaç del combat entre l'emmascarat i l'A-18! Tsuyoi ze Chibikko!! Jūhachigō Daikusen!? (強いぜチビッコ!!18号大苦戦!?)                                        | 453       | 27 d'abril de 1994     | 14 de febrer de 1995       | 10 d'agost de 2012         |                                         |
| El combat entre el Guerrer Emmascarat i l'A-18 continua amb més potència que mai. En Trunks i en Son Goten, que estan molt ben coordinats, decideixen convertir-se en superguerrers i l'A-18 cada cop ho té més complicat. Però el que ho té difícil de veritat és en Satan, que veu gairebé impossible acabar guanyant el campionat.                                                            | |           |                        |                            |                            |                                         |
| 226 | Els dos grans combats simultanis estan a punt de començar Tachihadakaru Maō! Deban da Gohan!! (たちはだかる魔王!出番だ悟飯!!)                                        | 452 i 454 | 4 de maig de 1994      | 15 de febrer de 1995       | 11 d'agost de 2012         |                                         |
| Comença el combat entre en Satan i l'A-18, amb un avantatge molt clar per part de l'androide, que li proposa un tracte a en Satan perquè pugui continuar sent considerat el guerrer més fort de la Terra. Al mateix temps s'inicia el combat a mort entre en Son Gohan i el malvat Dabra, el rei dels dimonis.                                                                                   | |           |                        |                            |                            |                                         |
| 227 | El combat a mort entre el rei dels dimonis i en Son Gohan Mitsukerareta Jashin!! Dābura no Meian (見つけられた邪心!!ダーブラの名案)                                  | 455       | 18 de maig de 1994     | 16 de febrer de 1995       | 11 d'agost de 2012         |                                         |
| Per fi comença el combat a mort entre en Dabra i en Son Gohan, que fa set anys que no s'entrena i no està gaire en forma. A més, en Dabra s'adona que en Vegeta està molt enfadat per les ganes que té de lluitar contra en Son Goku i li explica a en Babidí que té un cor fàcil de posseir. En Dabra abandonarà el combat contra en Son Gohan, perquè ara ja té qui li faci la feina.          | |           |                        |                            |                            |                                         |
| 228 | El retorn del guerrer de la destrucció Hakai Ōji Bejīta Fukkatsu!! Butōkai Rannyū (破壊王子ベジータ復活!!武闘会乱入)                                                 | 456       | 25 de maig de 1994     | 17 de febrer de 1995       | 12 d'agost de 2012         |                                         |
| Després de ser posseït per en Babidí, en Vegeta es transforma en el guerrer de la destrucció, amb una força descomunal i la lletra M marcada al front. Tot seguit, el mag els transporta a tots al Campionat Mundial d'Arts Marcials perquè pugui començar l'esperat combat entre en Son Goku i el nou i endimoniat Vegeta.                                                                      | |           |                        |                            |                            |                                         |
| 229 | El desafiament d'en Vegeta Shukumei no Chōtaiketsu!! Gekitotsu Gokū tai Bejīta (宿命の超対決!!激突 悟空 VS ベジータ)                                                 | 457-458   | 15 de juny de 1994     | 20 de febrer de 1995       | 12 d'agost de 2012         |                                         |
| En Babidí encara no controla del tot en Vegeta, però ha aconseguit fer-li treure tot el mal que porta a dins. Després de veure com mata uns quants espectadors i destrossa mig estadi, en Son Goku demana a en Babidí que els deixi lluitar en un lloc on no hi hagi tan públic. Aviat començarà el combat entre aquests dos superguerrers de nivell 2.                                          | |           |                        |                            |                            |                                         |
| 230 | L'energia d'en Son Goku alimenta el monstre Bu Mattero Babidi!! Yabō wa Yurusanai (待ってろ バビディ!!野望は許さない)                                                | 458       | 22 de juny de 1994     | 21 de febrer de 1995       | 13 d'agost de 2012         |                                         |
| Mentre en Son Goku i en Vegeta comencen a lluitar en un combat que, d'entrada, sembla molt igualat, en Son Gohan i el déu Neptú arriben al quart nivell de la nau d'en Babidí, on hi ha la bola que conté el monstre Bu. En Bu està custodiat pel mag Babidí i en Dabra, que s'haurà de tornar a enfrontar a en Son Gohan.                                                                       | |           |                        |                            |                            |                                         |
| 231 | L'encanteri es trenca, en Bu està a punt de ressuscitar Toketa Fūin! Deruzo Kyōaku Majin Bū!! (解けた封印!出るぞ 凶悪魔人ブウ!!)                                     | 459       | 29 de juny de 1994     | 22 de febrer de 1995       | 13 d'agost de 2012         |                                         |
| El combat entre en Son Goku i en Vegeta continua amb més potència que mai i l'energia que desprenen alimenta el monstre Bu, que encara és a dins de la bola que el té presoner. Quan tingui tota l'energia que li cal, podrà ressuscitar, i en Son Gohan i el déu Neptú no hi podran fer res per evitar-ho.                                                                                      | |           |                        |                            |                            |                                         |
| 232 | El poder d'en Son Gohan no pot fer res per evitar que en Bu ressusciti Fukkatsu Sasenai!! Teikō no Kamehameha (復活させない!!抵抗のかめはめ波)                       | 460-461   | 6 de juliol de 1994    | 23 de febrer de 1995       | 14 d'agost de 2012         |                                         |
| En Son Gohan ha atacat fins al final el monstre Bu per evitar que ressuscités, però no se n'ha sortit. Sorprenentment, en Bu és molt diferent del que s'esperaven tots, és un ésser gras de color rosa que no para de fer ximpleries. En Vegeta i en Son Gohan el veuen inofensiu, però en Son Goku i el déu Neptú saben que té un poder sense límits.                                           | |           |                        |                            |                            |                                         |
| 233 | Fins on arriba el poder d'en Bu? Zetsubō e Itchokusen!? Nageki no Kaiōshin (絶望へ一直線!?嘆きの界王神)                                                              | 461-462   | 13 de juliol de 1994   | 22 de maig de 1995         | 14 d'agost de 2012         |                                         |
| En Vegeta no accepta el tracte que li proposa en Son Goku d'atacar conjuntament el monstre Bu, el deixa inconscient a traïció, es menja una mongeta màgica i es disposa a atacar tot sol el monstre Bu. Mentrestant, en Babidí ordena a en Bu que mati en Son Gohan i el déu Neptú, que intentarà dur a terme el seu pla abans que els atrapi el monstre.                                        | |           |                        |                            |                            |                                         |
| 234 | El poder esfereïdor del monstre Bu esclafa en Son Gohan Majin Osoru Beshi!! Gohan ni Semaru Shi no Kyōfu (魔人恐るべし!!悟飯に迫る死の恐怖)                          | 462-463   | 27 de juliol de 1994   | 23 de maig de 1995         | 15 d'agost de 2012         |                                         |
| En Son Gohan, que ha intentat atacar en Bu, cada cop està més a prop de la mort. El déu Neptú també prova d'aturar-lo, però el monstre fins i tot podria acabar devorant-lo. Aleshores, en Dabra es torna a aixecar i li explica al mag Babidí que el monstre Bu no serà mai un bon servent i que, a la llarga, l'acabarà traint.                                                                | |           |                        |                            |                            |                                         |
| 235 | El combat a mort d'en Vegeta contra el monstre Bu Tabechau zo!! Harapeko Majin no Chōnōryoku (食べちゃうぞ!!腹ペコ魔人の超能力)                                      | 464       | 3 d'agost de 1994      | 24 de maig de 1995         | 15 d'agost de 2012         |                                         |
| En Dabra continua atacant en Bu, però quan sembla que el monstre està mort, comença a cantar, converteix en Dabra en una galeta i se'l cruspeix. Amb la mort d'en Dabra, en Cor Petit i en Krilin deixen de ser de pedra. En Trunks i en Son Goten també han arribat i ho han vist tot. Aleshores, apareix en Vegeta i inicia un combat a mort contra el monstre Bu.                             | |           |                        |                            |                            |                                         |
| 236 | La destrucció d'en Bu sembla un fet Senshi no Ketsui!! Majin wa Ore ga Shimatsu suru (戦士の決意!!魔人はオレが始末する)                                              | 465-466   | 17 d'agost de 1994     | 25 de maig de 1995         | 16 d'agost de 2012         |                                         |
| Després de demostrar-li al mag Babidí que ja no exerceix cap poder sobre ell, en Vegeta provoca el monstre Bu i el comença a atacar amb tota la seva potència. Els cops tomben el monstre, però no li provoquen cap ferida. Al cap d'una estona, comença a ser evident que el monstre Bu només juga amb Vegeta, que tard o d'hora acabarà caient.                                                | |           |                        |                            |                            |                                         |
| 237 | En Vegeta se sacrifica per la gent que estima Ai suru Mono no Tame ni… Bejīta Chiru!! (愛する者のために...ベジータ散る!!)                                            | 466-467   | 24 d'agost de 1994     | 26 de maig de 1995         | 16 d'agost de 2012         |                                         |
| En Trunks i en Son Goten aconsegueixen treure en Bu del damunt d'en Vegeta, que li diu al seu fill que es faci càrrec de na Bulma. En realitat, en Vegeta té pensat d'autodestruir-se per acabar amb el monstre Bu i salvar tota la gent que estima. Després de dir-li a en Cor Petit que s'emporti en Trunks i en Son Goten, en Vegeta es disposa al sacrifici.                                 | |           |                        |                            |                            |                                         |
| 238 | El malson continua, el monstre Bu encara és viu Akumu Futatabi! Ikiteita Majin Bū (悪夢ふたたび!生きていた魔人ブウ)                                                  | 468       | 31 d'agost de 1994     | 29 de maig de 1995         | 17 d'agost de 2012         |                                         |
| L'ona expansiva de l'explosió d'energia d'en Vegeta també inutilitza la nau on viatgen na Bulma, na Xixi, en Follet Tortuga, l'A-18 i en Iamxa, que estan buscant les Boles de Drac. En Cor Petit troba les restes d'en Vegeta i del monstre Bu, que es comença a regenerar com per art de màgia. El malson continua i la raça humana corre més perill que mai.                                  | |           |                        |                            |                            |                                         |
| 239 | En Son Goku arriba al palau de Déu Bīderutachi no Funtō! Sagase Doragon Bōru (ビーデルたちの奮闘!探せ神龍球)                                                         | 469       | 7 de setembre de 1994  | 30 de maig de 1995         | 17 d'agost de 2012         |                                         |
| En Son Goku se n'haurà d'anar aviat i no té prou poder per acabar amb en Bu. A més, sense en Vegeta i en Son Gohan les probabilitats de vènce'l són gairebé nul·les. Abans d'anar-se'n en Son Goku explica a en Cor Petit i a en Krilin que hi ha una altra manera d'aconseguir guerrers superiors: la fusió, una tècnica que només funciona amb persones que tinguin característiques similars. | |           |                        |                            |                            |                                         |
| 240 | El drac Sheron concedeix el primer desig Dekkai Kibō!! Chibitachi no Shin Hissatsu Waza (でっかい希望!!チビたちの新必殺技)                                           | 469       | 21 de setembre de 1994 | 31 de maig de 1995         | 18 d'agost de 2012         |                                         |
| Na Bulma ha invocat el drac Sheron i en Son Goku s'ha posat en contacte amb ella perquè els concedeixi els desitjos. Després de fer ressuscitar tota la gent que va perdre la vida al Campionat Mundial d'Arts Marcials, els queda un altre desig abans que les Boles de Drac desapareguin una altra vegada durant tot un any.                                                                   | |           |                        |                            |                            |                                         |
| 241 | En Son Goten i en Trunks, l'última esperança Goten Torankusu Zensekai ni Shimei Tehai (悟天 トランクス全世界に指名手配)                                              | 470       | 28 de setembre de 1994 | 1 de juny de 1995          | 18 d'agost de 2012         |                                         |
| Sabent que la fusió entre en Son Goten i en Trunks és l'última esperança, en Son Goku arriba al palau de Déu per comunicar a tothom la mort d'en Son Gohan i d'en Vegeta. Mentrestant, el déu Neptú i el seu ajudant localitzen en Son Gohan moribund, i el mag Babidí i el monstre Bu ataquen una altra ciutat.                                                                                 | |           |                        |                            |                            |                                         |
| 242 | En Son Gohan ha ressuscitat. Quina és l'arma secreta del déu Neptú? Gohan Fukkatsu!! Kaiōshin no Himitsu Heiki!? (悟飯復活界王神の秘密兵器!?)                        | 471       | 12 d'octubre de 1994   | 2 de juny de 1995          | 19 d'agost de 2012         |                                         |
| Després de ressuscitar en Son Gohan, el déu Neptú se l'emporta al seu planeta per explicar-li la manera de vèncer el monstre Bu i li parla de la llegendària espasa Z. Mentrestant, en Son Goku dona la notícia de la mort d'en Son Gohan i d'en Vegeta a en Son Goten i a en Trunks i els ensenya la tècnica de la fusió.                                                                       | |           |                        |                            |                            |                                         |
| 243 | En Son Gohan desclava la llegendària espasa Z Nuketā〜!! Densetsu no Zetto Sōdo (抜けたァ〜!!伝説のゼットソード)                                                     | 472       | 19 d'octubre de 1994   | 5 de juny de 1995          | 19 d'agost de 2012         |                                         |
| En Son Gohan, després de convertir-se en superguerrer, aconsegueix desclavar la llegendària espasa Z de la roca. Mentrestant, en Son Goku continua ensenyant la tècnica de la fusió a en Son Goten i a en Trunks, que es comuniquen telepàticament amb en Babidí i en Bu i els diuen que ben aviat acabaran amb el temible monstre.                                                              | |           |                        |                            |                            |                                         |
| 244 | En Bu amenaça la capital de l'oest Nerawareta Nishi no Miyako! Tomare Majin Bū!! (狙われた西の都!止まれ魔人ブウ!!)                                                   | 473       | 2 de novembre de 1994  | 6 de juny de 1995          | 20 d'agost de 2012         |                                         |
| Després de localitzar la Corporació Capsula, en Babidí i en Bu es dirigeixen cap a la capital de l'oest. En Son Goku hi envia en Trunks perquè recuperi el radar de les Boles de Drac i es teleporta fins on hi ha el monstre Bu per aturar-lo i comunicar-li que hi ha una força superior a la dels superguerrers que es coneixen fins ara.                                                     | |           |                        |                            |                            |                                         |
| 245 | La sorprenent transformació d'en Son Goku. El tercer nivell de força dels superguerrers Atto Odoroku Daihenshin!! Sūpā Saiyajin Surī (アッと驚く大変身!!超サイヤ人3) | 474       | 9 de novembre de 1994  | 7 de juny de 1995          | 20 d'agost de 2012         |                                         |
| Mentre intenta guanyar temps perquè en Trunks recuperi el radar de les Boles de Drac, en Son Goku sorprèn el mag Babidí i el monstre Bu fent-los una demostració del tercer nivell de força dels superguerrers. És la primera vegada que veiem aquesta transformació d'en Son Goku, que comença a lluitar contra el temible monstre Bu.                                                          | |           |                        |                            |                            |                                         |
| 246 | La rebel·lió del monstre Bu Bai Bai - Babidi!! Majin Bū Hangyaku (バイバイ·バビディ!!魔人ブウ反逆)                                                                   | 475       | 16 de novembre de 1994 | 8 de juny de 1995          | 21 d'agost de 2012         |                                         |
| En Son Goku continua el combat contra el monstre Bu, però només lluitarà amb ell fins que en Trunks recuperi el radar de les Boles de Drac, conscient que ha de continuar entrenant en Son Goten i el mateix Trunks perquè aprenguin la tècnica de la fusió. El monstre Bu, cansat de rebre ordres del mag Babidí, decideix rebel·lar-se i desfer-se'n.                                          | |           |                        |                            |                            |                                         |
| 247 | Comença l'entrenament per aconseguir la fusió Mecha Kakko Warui!? Tokkun Henshin Pōzu (メチャカッコ悪い!?特訓変身ポーズ)                                             | 476-477   | 23 de novembre de 1994 | 9 de juny de 1995          | 21 d'agost de 2012         |                                         |
| Sense la influència del mag Babidí, el monstre Bu és encara més destructiu i, només per avorriment, es dedica a arrasar ciutats senceres. En Son Goku continua amb l'entrenament perquè en Son Goten i en Trunks aconsegueixin la fusió, però només li queden 30 minuts a la Terra, abans que es vegi obligat a tornar a l'Altre Món.                                                            | |           |                        |                            |                            |                                         |
| 248 | Adéu-siau a tots! En Goku se'n torna a l'Altre Món Jā na Minna!! Gokū Ano Yo ni Kaeru (じゃあな みんな!!悟空あの世に帰る)                                            | 477       | 30 de novembre de 1994 | 12 de juny de 1995         | 22 d'agost de 2012         |                                         |
| Mentre en Son Goten i en Trunks continuen practicant contra rellotge la tècnica de la fusió, el monstre Bu atura l'espiral de destrucció per construir-se una casa. Aviat, però, continuarà fent de les seves. Mentrestant, en Son Goku deixa en Cor Petit a càrrec de l'entrenament de la tècnica de la fusió per acomiadar-se de tothom i tornar a l'Altre Món.                                | |           |                        |                            |                            |                                         |
| 249 | En Son Gohan continua l'entrenament espacial al món dels déus Gohan wa Doko da!? Kaiōshinkai no Mōtokkun (悟飯はどこだ!?界王神界の猛特訓)                            | 478       | 7 de desembre de 1994  | 13 de juny de 1995         | 22 d'agost de 2012         |                                         |
| Des de l'Altre Món en Son Goku detecta l'energia d'en Son Gohan, es teleporta al món dels déus i es troba el seu fill intentant dominar l'espasa Z. D'altra banda, el monstre Bu, després d'eliminar dues terceres parts de la població mundial, comença a mostrar, de manera sorprenent, una faceta de la seva personalitat que no coneixia ningú.                                              | |           |                        |                            |                            |                                         |
| 250 | Impossible! L'espasa Z s'ha trencat! Uso daro!? Zetto Sōdo ga Orechatta (ウソだろ!?ゼットソードが折れちゃった)                                                       | 478-479   | 14 de desembre de 1994 | 14 de juny de 1995         | 23 d'agost de 2012         |                                         |
| En Son Goku decideix posar a prova l'espasa Z amb el metall més dur de l'univers, però l'arma s'acaba trencant. Quan sembla que s'han esvaït totes les esperances, de l'interior de l'espasa trencada en surt un vell que explica que hi estava atrapat i que convertirà en Son Gohan en el guerrer més poderós de tots els temps.                                                               | |           |                        |                            |                            |                                         |
| 251 | El naixement del superhome fusionat! En Gotrunks! Gattai Chōjin Tanjō!! Sono Na wa Gotenkusu (合体超人誕生!!その名はゴテンクス)                                      | 480       | 21 de desembre de 1994 | 15 de juny de 1995         | 23 d'agost de 2012         |                                         |
| Després de dos intents, amb resultats més aviat còmics, en Son Goten i en Trunks aconsegueixen fer una fusió amb èxit i en neix el superhome fusionat, anomenat Gotrunks. En Gotrunks, sense fer cas dels consells d'en Cor Petit, decideix anar a atacar el monstre Bu sense ni tan sols convertir-se en superguerrer. El resultat pot ser desastrós...                                         | |           |                        |                            |                            |                                         |
| 252 | Les armes secretes d'en Satan. Serà el salvador de la Terra? Saishū Heiki Shidō!? Satan wa Chikyū o Sukū (最終兵器始動!?サタンは地球を救う)                          | 481       | 11 de gener de 1995    | 16 de juny de 1995         | 24 d'agost de 2012         |                                         |
| El senyor Satan, l'heroi que tothom es pensa que va matar en Cèl·lula, assegura que serà ell el que aturi el monstre Bu i salvi la Terra de la destrucció total. Després de presentar-se a casa seva i de provar de fer servir unes quantes armes secretes, en Bu s'adona que en Satan és un personatge molt graciós i decideix convertir-lo en el seu nou ajudant.                              | |           |                        |                            |                            |                                         |
| 253 | La sorprenent decisió del monstre Bu: ja no mataré més Korosu no Yameta!! Majin Bū Yoi Ko Sengen (殺すのやめた!!魔人ブウよい子宣言)                                  | 482-483   | 25 de gener de 1995    | 19 de juny de 1995         | 24 d'agost de 2012         |                                         |
| El monstre Bu, que s'ha fet amic del senyor Satan i d'un cadell de gos que estava ferit, pren la sorprenent decisió de no matar més. Quan sembla que l'espiral de destrucció del monstre s'ha acabat, dos caçadors decideixen atacar-lo, fereixen el gos i en Bu comença a tenir un atac de fúria de conseqüències imprevisibles.                                                                | |           |                        |                            |                            |                                         |

### El monstre Buu (1995-1996)
| # | Títol en català | Adaptat  | Estrena al Japó        | Data d'estrena a Catalunya | Data d'estrena a Catalunya | Audiència Canal 3XL (espectadors/share) |
| # | Títol en català | Adaptat  | Estrena al Japó        | Original                   | Canal 3XL                  | Audiència Canal 3XL (espectadors/share) |
| --- | --- | -------- | ---------------------- | -------------------------- | -------------------------- | --------------------------------------- |
| 254 | Fuig, Satan! La fúria d'en Bu és imprevisible Nigero Satan!! Ikari no Majin Bū Shutsugen (逃げろサタン!!怒りの魔人ブウ出現)                                                                           | 484-485  | 1 de febrer de 1995    | 20 de juny de 1995         | 25 d'agost de 2012         |                                         |
| Quan sembla que en Bu ha trobat la felicitat al costat del senyor Satan i del seu gos, l'atac maliciós de dos homes li fa expulsar tota la fúria i, després de dir-li a en Satan que se'n vagi corrents, el monstre dona forma a un altre Bu dolent. Si el Bu bo no és capaç d'aturar-lo, ben aviat l'extinció de la raça humana podria ser un fet.                                       | |          |                        |                            |                            |                                         |
| 255 | L'enfrontament entre en Bu bo i en Bu dolent Dotchi ga Katsu no!? Zen'aku Bū Bū Taiketsu (どっちが勝つの!?善悪ブウブウ対決)                                                                           | 485-486  | 8 de febrer de 1995    | 21 de juny de 1995         | 25 d'agost de 2012         |                                         |
| Les dues formes d'en Bu, la bona i la dolenta, s'enfronten en un combat que podria suposar el principi del final de la raça humana. Avui assistirem al naixement d'un nou Bu malèfic i sense escrúpols, capaç fins i tot de detectar l'energia d'altres éssers i que ben aviat es presentarà al palau de Déu.                                                                             | |          |                        |                            |                            |                                         |
| 256 | L'extinció de la raça humana pot ser un fet Matta nashi no Hakyoku!! Chikyū Jinrui Zetsumetsu (待ったなしの破局!!地球人類絶滅)                                                                        | 487-488  | 15 de febrer de 1995   | 22 de juny de 1995         | 26 d'agost de 2012         |                                         |
| El monstre Bu es presenta al palau de Déu i li exigeix a en Cor Petit que en surti el guerrer més fort. Davant de la negativa d'en Cor Petit, que assegura que encara no està a punt, en Bu comença a complir la seva promesa d'extingir tota la raça humana. Na Videl, la filla d'en Satan, impedeix que faci el mateix amb els habitants del palau de Déu.                              | |          |                        |                            |                            |                                         |
| 257 | L'entrenament a la Sala de l'Esperit del Temps és un èxit Tokkun Seikō!! Kore de Owari da Majin Bū (特訓成功!!これで終りだ魔人ブウ)                                                                   | 488-489  | 22 de febrer de 1995   | 30 de març de 1996         | 26 d'agost de 2012         |                                         |
| Després de convertir na Xixi en un ou i destrossar-lo, el monstre Bu, acompanyat d'en Cor Petit, se'n va a trobar-se amb en Son Goten i en Trunks, que fa quinze dies que s'entrenen a la Sala de l'Esperit del Temps. De la sala, en surt un Gotrunks que ja està preparat per enfrontar-se al malèfic i invencible monstre Bu.                                                          | |          |                        |                            |                            |                                         |
| 258 | En Gotrunks sorprèn amb les seves tècniques Honki de Iku ze!! Sūpā Gotenkusu Zenkai (本気で行くぜ!!超ゴテンクス全開)                                                                                  | 490      | 1 de març de 1995      | 30 de març de 1996         | 27 d'agost de 2012         |                                         |
| Per fi comença l'esperat combat entre en Gotrunks, ara convertit en superguerrer, i el malèfic monstre Bu a l'interior de la Sala de l'Esperit del Temps. L'arsenal de tècniques d'en Gotrunks sorprèn tothom, però no aconsegueix fer mal a en Bu. Aleshores, en Gotrunks posa en pràctica la tècnica del superatac kamikaze fantasmagòric.                                              | |          |                        |                            |                            |                                         |
| 259 | La terrorífica tècnica del superatac kamikaze fantasmagòric! Yatta ze!! Obake de Seikō Bū Taiji!? (やったぜ!!オバケで成功 ブウ退治!?)                                                                 | 491-492  | 8 de març de 1995      | 31 de març de 1996         | 27 d'agost de 2012         |                                         |
| En Gotrunks fa aparèixer deu fantasmes que exploten quan entren en contacte amb el monstre Bu, però com que té la capacitat de regenerar-se, tampoc el liquiden. En Cor Petit, aleshores, decideix destruir l'entrada de la Sala de l'Esperit del Temps amb la intenció de deixar-hi atrapat per sempre més el monstre Bu.                                                                | |          |                        |                            |                            |                                         |
| 260 | En Gotrunks arriba al tercer nivell de força dels superguerrers Ijigen kara no Dasshutsu!! Sūpā Gotenkusu Surī (異次元からの脱出!!超ゴテンクス3)                                                      | 492-493  | 15 de març de 1995     | 31 de març de 1996         | 28 d'agost de 2012         |                                         |
| El monstre Bu crea un portal que li permet sortir de la Sala de l'Esperit del Temps, converteix tothom en xocolata i se'ls cruspeix. En Gotrunks, incapaç d'ajudar els seus familiars i amics, arriba al tercer nivell de força dels superguerrers, aconsegueix sortir de la sala i jura que es venjarà del monstre per tot el que ha fet.                                                | |          |                        |                            |                            |                                         |
| 261 | En Gotrunks canta victòria abans d'hora! Jugant a voleibol amb el monstre Bu Norisugi!? Bū Bū Barēbōru (ノリすぎ!?ブウブウ バレーボール)                                                              | 494-495  | 22 de març de 1995     | 4 de febrer de 1997        | 28 d'agost de 2012         |                                         |
| En Gotrunks, ara al tercer nivell de força dels superguerrers, inicia l'atac contra el monstre Bu en què, d'entrada, sembla un combat força igualat. El més important és que en Son Goten i en Trunks puguin eliminar en Bu abans que se'ls acabi el temps que dura la fusió. En Son Gohan, mentrestant, està a punt d'acabar el seu entrenament al món dels déus.                        | |          |                        |                            |                            |                                         |
| 262 | S'ha completat la preparació! El naixement d'un nou Son Gohan Masa ni Gurēto!! Shinsei Gohan Chikyū e (まさにグレート!!新生悟飯地球へ)                                                                | 495-496  | 26 d'abril de 1995     | 11 de febrer de 1997       | 29 d'agost de 2012         |                                         |
| Just quan en Gotrunks està a punt de deixar anar el cop que destruirà per sempre el monstre Bu, s'acaben els efectes de la fusió i en Son Goten i en Trunks se separen. Mentrestant, al món dels déus, en Son Gohan ha acabat l'entrenament i queda clar que el que va anunciar el vell que va sortir de l'espasa Z era veritat. Acaba de néixer el nou Son Gohan!                        | |          |                        |                            |                            |                                         |
| 263 | En Son Gohan apallissa el monstre Bu amb el seu extraordinari poder Bū o Attō!! Gohan no Mirakuru Pawā (ブウを圧倒!!悟飯のミラクルパワー)                                                             | 496-497  | 3 de maig de 1995      | 18 de febrer de 1997       | 29 d'agost de 2012         |                                         |
| Abans que el monstre Bu es pugui carregar en Son Goten, en Trunks i en Cor Petit, apareix en Son Gohan amb el seu nou poder extraordinari. El combat entre els dos éssers més poderosos que ha conegut mai l'univers s'inicia amb un atac sense precedents d'en Son Gohan, que sembla que apallissarà en Bu sense cap problema.                                                           | |          |                        |                            |                            |                                         |
| 264 | El monstre Bu es transforma en bomba i explota Yatta ka!? Majin Bū Daibakuhatsu (やったか!?魔人ブウ大爆発)                                                                                            | 498-499  | 17 de maig de 1995     | 25 de febrer de 1997       | 30 d'agost de 2012         |                                         |
| Conscient que serà incapaç d'eliminar en Son Gohan, en Bu es transforma en bomba i s'autodestrueix per intentar liquidar el seu rival. Després de comprovar que l'explosió no li serveix de res, el monstre Bu prepara una trampa fent veure que perd l'interès en en Son Gohan i demana a en Son Goten i a en Trunks que es tornin a fusionar.                                           | |          |                        |                            |                            |                                         |
| 265 | El monstre Bu fa joc brut i absorbeix en Gotrunks Bū Saiaku no Hansoku!! Gotenkusu Kyūshū (ブウ最悪の反則!!ゴテンクス吸収!?)                                                                          | 499-500  | 24 de maig de 1995     | 4 de març de 1997          | 30 d'agost de 2012         |                                         |
| Després de permetre que en Son Goten i en Trunks es fusionin, el monstre Bu absorbeix a traïció en Gotrunks i en Cor Petit. Ara, amb el poder del primer i la saviesa del segon, el monstre torna a atacar en Son Gohan. Si no passa un miracle, tot fa pensar que el fill d'en Son Goku no aguantarà la mitja hora que dura la fusió.                                                    | |          |                        |                            |                            |                                         |
| 266 | Torna a la vida, Goku, pel bé de tot l'univers! Zen'uchū no Tame ni... Yomigaere Son Gokū (全宇宙のために...よみがえれ孫悟空)                                                                         | 500-501  | 31 de maig de 1995     | 11 de març de 1997         | 31 d'agost de 2012         |                                         |
| Per evitar que el monstre Bu acabi matant en Son Gohan, el vell que va sortir de l'espasa Z se sacrifica i dona la vida a en Son Goku perquè pugui tornar a la Terra. A més, amb les arracades del déu Neptú, en Son Goku es podrà fusionar amb algú altre de manera instantània. D'altra banda, l'Emma també permet tornar en Vegeta a la Terra per posar fi a en Bu.                    | |          |                        |                            |                            |                                         |
| 267 | Quin és aquest estrany poder que posseeixen les arracades del déu Neptú? Kiseki wa Ichido... Naru ka Gohan to no Chōgattai (奇跡は一度...なるか悟飯との超合体)                                        | 501-502  | 7 de juny de 1995      | 18 de març de 1997         | 31 d'agost de 2012         |                                         |
| En Son Goku arriba a la Terra just a temps per salvar el planeta de la destrucció total, però quan està a punt de fusionar-se amb el seu fill gràcies a les arracades del déu Neptú, el monstre Bu l'absorbeix. Ara, l'únic que queda a la Terra per fusionar-se amb en Son Goku és ni més ni menys que el senyor Satan!                                                                  | |          |                        |                            |                            |                                         |
| 268 | S'acabaran fusionant en Son Goku i en Vegeta? Gattai!! Bejīta no Hokori to Gokū no Ikari (合体!!ベジータの誇りと悟空の怒り)                                                                           | 503      | 25 de juny de 1995     | 25 de març de 1997         | 1 de setembre de 2012      |                                         |
| Mentre continua lluitant amb el monstre Bu, en Son Goku es planteja si s'ha de fusionar amb el senyor Satan o amb en Cor Petit, però aleshores arriba en Vegeta a la Terra i tot canvia. Seran capaços aquests dos eterns rivals de deixar de banda les seves diferències per crear el guerrer més fort de tots els temps?! Sembla que és l'única manera de salvar el planeta.            | |          |                        |                            |                            |                                         |
| 269 | Un duel entre iguals! En Vegeku contra el monstre Bu! Sōzetsu Pawā!! Kyūkyoku o Koeru Bejitto (壮絶パワー!!究極を超えるベジット)                                                                      | 504      | 5 de juliol de 1995    | 1 d'abril de 1997          | 1 de setembre de 2012      |                                         |
| De la fusió entre en Son Goku i en Vegeta en surt en Vegeku, el guerrer definitiu. Després d'acostumar-se a la nova forma del seu cos, en Vegeku comença a guanyar el monstre Bu, que decideix crear una bola d'energia per destrossar la Terra. En Vegeku, abans de transformar-se en superguerrer, intentarà evitar que la bola d'energia entri en contacte amb el nostre planeta.      | |          |                        |                            |                            |                                         |
| 270 | L'immens poder d'en Vegeku sorprèn el monstre Bu! Jigen ni Kiretsu!! Bū ga Kirechatta!? (次元に亀裂!!ブウがキレちゃった!?)                                                                            | 504      | 12 de juliol de 1995   | 8 d'abril de 1997          | 2 de setembre de 2012      |                                         |
| En Bu, que veu que en Vegeku el pot acabar guanyant, es transforma en líquid i s'introdueix a l'interior del seu cos per atacar-lo des de dins. Però quan s'adona que el poder d'en Vegeku és molt superior al d'ell, el monstre Bu s'enfada i crea una fissura interdimensional que, segons en Dende, podria posar fi a tot l'univers.                                                   | |          |                        |                            |                            |                                         |
| 271 | El trumfo amagat del monstre Bu! Bū no Oku no Te!! Amedama ni Natchae (ブウの奥の手!!アメ玉になっちゃえ)                                                                                              | 504-505  | 19 de juliol de 1995   | 15 d'abril de 1997         | 2 de setembre de 2012      |                                         |
| El monstre Bu continua perdent el combat contra en Vegeku i cada cop queda més clara la seva superioritat. En Bu, fins i tot, intenta la tècnica del superatac kamikaze fantasmagòric, però no li serveix de res. Aleshores, decideix canviar de tàctica i treu el seu trumfo amagat: convertir el seu rival en caramel i cruspir-se'l!                                                   | |          |                        |                            |                            |                                         |
| 272 | La pèrdua d'un heroi! En Vegeku és absorbit! Hīrō Sōshitsu!? Kyūshūsareta Bejitto (ヒーロー喪失!?吸収されたベジット)                                                                                  | 505-506  | 26 de juliol de 1995   | 22 d'abril de 1997         | 3 de setembre de 2012      |                                         |
| Tot i estar convertit en caramel, l'esperit de lluita d'en Vegeku queda intacte i continua atacant el monstre Bu, que no para d'encaixar cops que li esmicolen el cos. L'únic que el manté viu és el poder que té de regeneració. Quan en Vegeku aconsegueix tornar al seu estat normal i sembla que podrà vèncer el seu rival, en Bu l'agafa desprevingut i l'absorbeix.                 | |          |                        |                            |                            |                                         |
| 273 | El laberint diabòlic! Què hi ha dins de l'estómac del monstre Bu? Ma no Meikyū!! Bū no Onaka ni Nani ga Aru!? (魔の迷宮!!ブウの腹に何がある!?)                                                        | 506      | 2 d'agost de 1995      | 29 d'abril de 1997         | 3 de setembre de 2012      |                                         |
| Després d'haver absorbit en Vegeku, el monstre Bu continua destruint tot allò que es troba. A l'interior del seu estómac en Vegeta i en Son Goku s'han separat i comencen a explorar-lo per localitzar en Son Gohan i companyia. Els sucs gàstrics primer, i una mena de cuc gegant després, comencen a atacar-los i l'estómac d'en Bu es converteix en un laberint diabòlic.             | |          |                        |                            |                            |                                         |
| 274 | Una nova amenaça s'amaga a l'interior del cervell del monstre Bu. Els fills ataquen els pares? Akumu ka Maboroshi ka!? Gokū to Gohan no Oyako Taiketsu (悪夢か幻か!?悟空と悟飯の親子対決)             | 506      | 9 d'agost de 1995      | 6 de maig de 1997          | 4 de setembre de 2012      |                                         |
| Després de desfer-se de tots els cucs que els han atacat, en Son Goku i en Vegeta arriben al cervell del monstre Bu. Allà, els toca enfrontar-se als records diabòlics d'en Son Gohan, en Trunks, en Son Goten i en Cor Petit, que al cap d'una estona es converteixen en pastissos. Aviat, a l'interior d'una mena de capolls, localitzaran els seus companys de veritat.                | |          |                        |                            |                            |                                         |
| 275 | El secret del monstre Bu. El monstre Bu bo empresonat a dins del dolent Majin no Himitsu!! Bū no Naka ni Futari no Bū (人の秘密!!ブウの中に2人のブウ)                                                 | 506-507  | 16 d'agost de 1995     | 13 de maig de 1997         | 4 de setembre de 2012      |                                         |
| Després d'alliberar en Son Gohan, en Trunks, Son Goten i Cor Petit, Son Goku i Vegeta localitzen el Bu bo a l'interior d'un altre capoll. Mentre decideixen si l'han d'alliberar o no, el monstre s'adona del que està passant i se les manega per entrar a l'interior del seu propi estómac per enfrontar-se a tots els seus enemics.                                                    | |          |                        |                            |                            |                                         |
| 276 | On és la sortida? Una fugida desesperada de l'interior del cos del monstre Bu Deguchi wa Doko Da!? Kuzureru Bū kara Dasshutsu (出口はどこだ!?崩れるブウから脱出)                                      | 507-508  | 23 d'agost de 1995     | 20 de maig de 1997         | 5 de setembre de 2012      |                                         |
| Després de l'atac inicial del Bu dolent, en Vegeta aconsegueix alliberar el Bu bo i el monstre comença a fer una mutació que sembla ben bé que hagi d'explotar. En Son Goku i en Vegeta agafen tots els seus amics i intenten una fugida desesperada de l'interior del cos del monstre. Si aconsegueixen sortir-ne, falta saber què es trobaran a l'exterior.                             | |          |                        |                            |                            |                                         |
| 277 | Tots els esforços han estat en va. El monstre Bu acaba destruint la Terra Chikyū Shōmetsu!! Bū Jaaku e no Gyakuhenshin (地球消滅!!ブウ邪悪への逆変身)                                                 | 508      | 6 de setembre de 1995  | 27 de maig de 1997         | 5 de setembre de 2012      |                                         |
| A l'exterior del cos d'en Bu, en Son Goku i en Vegeta s'adonen que el monstre ha tornat a la seva forma original, la que el fa més malvat i més poderós que mai. Aleshores, sense donar temps de reaccionar a ningú, el monstre Bu acaba destruint la Terra. Just abans, però, el déu Neptú aconsegueix endur-se en Son Goku, en Vegeta, en Dende i en Satan al seu planeta.              | |          |                        |                            |                            |                                         |
| 278 | El monstre Bu llença atacs a tort i a dret per tot l'univers i mentrestant es pren una decisió important al planeta del déu Neptú Bū Raishū!! Kaiōshinkai de Ketchaku da (ブウ来襲!!界王神界で決着だ) | 509      | 13 de setembre de 1995 | 3 de juny de 1997          | 6 de setembre de 2012      |                                         |
| Després de destruir la Terra, el monstre Bu comença a buscar en Son Goku i en Vegeta per tot l'univers i arrasa tots els planetes que es va trobant. En Son Goku i en Vegeta, per evitar més destrucció, decideixen emetre molta energia perquè el monstre els pugui localitzar i es dirigeixi cap al planeta del déu Neptú.                                                              | |          |                        |                            |                            |                                         |
| 279 | La gran batalla que decidirà el futur de tot l'univers! El monstre Bu retroba els seus enemics declarats! Mirai o Tsukame!! Uchū o Kaketa Daikessen (未来をつかめ!!宇宙をかけた大決戦)                | 509      | 20 de setembre de 1995 | 10 de juny de 1997         | 6 de setembre de 2012      |                                         |
| La gran batalla que decidirà el futur de tot l'univers està a punt de començar al planeta del déu Neptú. En Son Goku i en Vegeta decideixen no fusionar-se i lluitar per separat. El primer d'enfrontar-se al monstre Bu és en Son Goku, que, després d'un atac inicial, adopta el tercer nivell de força i comença a lluitar amb totes les seves forces.                                 | |          |                        |                            |                            |                                         |
| 280 | Vegeta ets formidable! Son Goku, tu ets el número 1! Bejīta Datsubō!! Gokū Omae ga Nanbā Wan da (ベジータ脱帽!!悟空おまえがNo.1だ)                                                                    | 510      | 18 d'octubre de 1995   | 1 de juliol de 1997        | 7 de setembre de 2012      |                                         |
| Després d'un seguit d'atacs espectaculars contra el monstre Bu, que es pot regenerar, en Son Goku acaba esgotat i entra en acció en Vegeta. Ell tampoc no pot fer-hi res, davant de la superioritat d'en Bu, però just abans que el monstre posi fi a la vida d'en Vegeta, apareix en Son Goku, el salva i torna a adoptar el tercer nivell de força per continuar el combat.             | |          |                        |                            |                            |                                         |
| 281 | En Vegeta rep de valent per fer guanyar temps a en Son Goku i donar-li la possibilitat de salvar l'univers Taenuke Bejīta!! Inochigake no Ippunkan (耐え抜けベジータ!!命がけの1分間)                  | 510-511  | 1 de novembre de 1995  | 1 de juliol de 1997        | 7 de setembre de 2012      |                                         |
| En Son Goku, que veu que no hi ha manera d'eliminar el monstre Bu, diu que necessita un minut per reunir l'energia necessària per deixar-li anar l'atac definitiu que acabaria amb ell. En Vegeta decideix enfrontar-se al monstre mentre en Son Goku es prepara per a l'atac, conscient que si torna a morir ja no podrà ressuscitar mai més.                                            | |          |                        |                            |                            |                                         |
| 282 | En Satan es fica pel mig i reapareix el primer monstre Bu Satan o Ijimeru na!! Ganso Bū Fukkatsu (サタンをいじめるな!!元祖ブウ復活)                                                                   | 511-512  | 8 de novembre de 1995  | 1 de juliol de 1997        | 8 de setembre de 2012      |                                         |
| Quan en Bu està a punt de carregar-se en Vegeta, en Satan, de manera sorprenent i convençut que tot plegat només és un somni, apareix en escena i el monstre es veu incapaç de fer-li mal. Aleshores, de l'interior d'en Bu, en surt la seva forma bona i comença a lluitar contra el monstre per defensar en Satan.                                                                      | |          |                        |                            |                            |                                         |
| 283 | L'estratègia secreta d'en Vegeta! Dos desitjos amb segona intenció! Bejīta no Hisaku!! Porunga to Futatsu no Negai (ベジータの秘策!!神龍と2つの願い)                                                  | 513-514  | 15 de novembre de 1995 | 2 de juliol de 1997        | 8 de setembre de 2012      |                                         |
| Mentre el Bu bo continua plantant cara al Bu dolent, en Vegeta li diu a en Dende que els namekians invoquin el drac Porunga per poder demanar dos desitjos: fer reviure la Terra i tots els seus habitants, i tornar la vida a tota la gent que va morir al Campionat Mundial d'Arts Marcials. Ara només falta que tinguin temps de dur a terme la segona part del pla.                   | |          |                        |                            |                            |                                         |
| 284 | L'última esperança de derrotar el monstre Bu! Fer una immensa bola Genki! Saigo no Kibō!! Tsukuru ze Dekkai Genkidama (最後の希望!!作るぜでっかい元気玉)                                              | 514-515  | 22 de novembre de 1995 | 2 de juliol de 1997        | 9 de setembre de 2012      |                                         |
| Mentre el Bu bo continua aguantant els atacs del Bu dolent, en Vegeta demana a tots els habitants de la Terra que donin la seva energia a en Son Goku per ajudar-lo a crear la bola Genki més poderosa que s'ha fet mai, amb la intenció d'acabar per sempre amb el monstre Bu. El problema ara és que els habitants de la Terra desconfien d'en Vegeta.                                  | |          |                        |                            |                            |                                         |
| 285 | Ja era hora! Finalment tothom posa el seu granet de sorra per fer la superbola Genki! Chōkangeki!! Dekita ze Minna no Genkidama (超感激!!できたぜみんなの元気玉)                                      | 515      | 29 de novembre de 1995 | 2 de juliol de 1997        | 9 de setembre de 2012      |                                         |
| Després de veure que els habitants de la Terra no fan cas de la petició de Vegeta i de Son Goku d'ajudar-los a crear la superbola Genki, el senyor Satan decideix dir que és ell, que lluita contra el monstre Bu. Els habitants de la Terra el consideren Satan com un heroi i comencen a aixecar les mans per col·laborar amb l'atac que podria acabar amb el monstre Bu.               | |          |                        |                            |                            |                                         |
| 286 | Bon vent, monstre Bu! L'últim desig de les Boles de Drac! Yappari Saikyō Son Gokū!! Majin Bū Shōmetsu (やっぱり最強孫悟空!!魔人ブウ消滅)                                                              | 516      | 13 de desembre de 1995 | 3 de juliol de 1997        | 10 de setembre de 2012     |                                         |
| Havent reunit tota l'energia necessària gràcies a la col·laboració de tots els habitants de la Terra, en Son Goku, després de moltes peripècies, aconsegueix llançar la superbola Genki contra en Bu, però el monstre l'atura i l'hi torna. Ara, l'únic que pot salvar en Son Goku i l'univers sencer és l'últim desig que pot concedir en Porunga.                                       | |          |                        |                            |                            |                                         |
| 287 | La pau ha tornat a l'univers! En Bu ara és un bon jan! Modotta Heiwa!! Seigi no Mikata Majin Bū!? (戻った平和!!正義の味方魔人ブウ!?)                                                                  | 517      | 20 de desembre de 1995 | 3 de juliol de 1997        | 10 de setembre de 2012     |                                         |
| El senyor Satan comunica a tot el món que el monstre Bu és mort i torna a quedar com l'heroi que el va matar. Després de curar i de perdonar la vida al Bu bo, en Son Goku i companyia per fi poden tornar a la Terra per retrobar-se amb amics i familiars. La pau torna a tot l'univers i en Bu demostra a tothom que s'ha tornat més bo que mai.                                       | |          |                        |                            |                            |                                         |
| 288 | La Bulma organitza una festa en honor dels nostres herois! En Son Goku, com sempre, arriba a misses dites! Osoi ze Gokū! Minna de Pāti!! (遅いぜ悟空!みんなでパーティ!!)                              | Original | 10 de gener de 1996    | 3 de juliol de 1997        | 11 de setembre de 2012     |                                         |
| Na Bulma ja ho té tot a punt per celebrar la festa en honor dels herois que han tornat la pau a l'univers. A la Corporació Càpsula hi són tots, menys en Son Goku, que com sempre va a la seva i està enfeinat protegint uns ous de pterodàctil. Tot fa pensar que en Son Goku arribarà tard a la festa, com de costum.                                                                   | |          |                        |                            |                            |                                         |
| 289 | Vet aquí la Pan, la neta d'en Son Goku! Els testos s'assemblen a les olles! Gokū Ojiichan! Watashi ga Pan yo!! (悟空おじいちゃん!私がパンよ!!)                                                        | 517-518  | 17 de gener de 1996    | 4 de juliol de 1997        | 11 de setembre de 2012     |                                         |
| Han passat 10 anys des de la mort del monstre Bu i hi ha moltes novetats. En Son Goten i en Trunks s'han fet grans, en Vegeta i na Bulma han tingut una altra filla, en Son Gohan i na Videl s'han casat i també han tingut una filla, na Pan, la neta d'en Son Goku, que ara és avi! A més, aviat començarà un altre campionat d'arts marcials, on s'apuntarà tothom, fins i tot na Pan! | |          |                        |                            |                            |                                         |
| 290 | Vet aquí l'Ub! Té 10 anys i és la reencarnació del monstre Bu! Oira wa Ūbu! Ima Jussai de Moto Majin!? (オイラはウーブ!今10歳で元魔人!?)                                                              | 518-519  | 24 de gener de 1996    | 4 de juliol de 1997        | 12 de setembre de 2012     |                                         |
| El Campionat Mundial d'Arts Marcials comença amb el combat entre na Pan i un rival molt gros, però la neta d'en Goku de seguida demostra que té molt potencial. Més tard, en Son Goku li demana a en Bu que l'aparelli amb un nen de 10 anys que es diu Ub i que és la reencarnació del monstre Bu en la seva forma dolenta.                                                              | |          |                        |                            |                            |                                         |
| 291 | En Son Goku té un gran somni i un cop més ho deixa tot i se'n va! Motto Tsuyoku!! Gokū no Yume wa Chō Dekkē (もっと強く!!悟空の夢は超でっけえ)                                                        | 519      | 31 de gener de 1996    | 4 de juliol de 1997        | 12 de setembre de 2012     |                                         |
| En Son Goku, mentre lluita amb l'Ub, s'adona del potencial de la reencarnació del monstre Bu i decideix abandonar el campionat, la família i tot el que l'envolta per anar-se'n a entrenar aquest nen que ara només té 10 anys i que algun dia es podria convertir en el seu gran rival. Aquest és l'últim capítol de "Bola de Drac Z"! Ens retrobarem a "Bola de Drac GT"!               | |          |                        |                            |                            |                                         |